# Istanbul
Istamboul
Pour les articles homonymes, voir Istanbul (homonymie).
Istanbul ou Istamboul, (/istɑ̃bul/ ; en turc : İstanbul, /isˈtanbuɫ/ ), appelé officiellement ainsi à partir de 1930 et auparavant Byzance et Constantinople, est la plus grande ville et métropole de Turquie et la préfecture de la province homonyme, dont elle représente environ 50 % de la superficie mais plus de 97 % de la population. Quatre zones historiques de la ville sont inscrites sur la liste du patrimoine mondial de l'Unesco depuis 1985. Istanbul est le principal centre économique (pôle financier, commercial et industriel) de la Turquie mais aussi la vitrine culturelle du pays, la capitale de la Turquie étant Ankara.
Istanbul est la plus grande agglomération du pays. La population de l'ensemble de l'agglomération stambouliote est évaluée à 15 millions d'habitants en 2020, ce qui en fait l'une des plus grandes aires urbaines du monde. Forte d'un héritage culturel et historique important, ville cosmopolite, Istanbul est un haut lieu du tourisme, étant l'une des villes les plus visitées d'Europe.
Située en bordure de la mer de Marmara et de part et d’autre du détroit du Bosphore
— donc, d'après certaines approches politiques (voir Limites de l'Europe), à cheval sur deux continents, l’Europe et l’Asie — Istanbul est généralement considérée comme porte d'entrée de l'Europe parce que la ville historique est située sur la rive occidentale du détroit. Sa situation  sur le détroit du Bosphore, qui relie la mer Noire et la mer de Marmara en même temps qu'il sépare l’Asie et l’Europe, donne à la ville une  importance géopolitique assez élevée.
Appelée officiellement İstanbul depuis le 28 mars 1930, elle a porté d'autres noms durant son histoire (encore parfois utilisés selon les contextes), notamment Byzance au moment de sa fondation, puis Constantinople (à partir du 11 mai 330 en l'honneur de l'empereur romain Constantin Ier). Le nom Istanbul est une dérivation turque du grec eis tên polin [prononciation is tin bolin], soit « dans la ville » en français, réponse que les habitants Grecs faisaient aux étrangers demandant où ils se trouvaient.
Fondée sous le nom de Byzantion, la ville peut se prévaloir de 2 600 ans d'histoire. Appelée aussi la « Deuxième Rome », Istanbul appartint d'abord à la Thrace, puis à l’Empire romain dont elle fut la seconde capitale après 395, (devenu l'Empire romain d'orient et appelé au XVIe siècle « byzantin » par Hieronymus Wolf), ensuite à l’Empire ottoman depuis le 29 mai 1453, et enfin, juste après la chute de celui-ci le 10 août 1920, à la république de Turquie, dont elle fut capitale jusqu'au 13 octobre 1923, lorsque cette fonction administrative fut transférée à Ankara. Les anciens noms de la ville, Byzance puis Constantinople, témoignent de cette longue histoire. Seules quelques autres grandes villes ont eu trois noms au cours de leur histoire. Du point de vue historique, il est possible de considérer qu'avec Athènes et Rome, Constantinople est l'une des trois capitales antiques les plus importantes. En tant que siège du patriarcat œcuménique et — jusqu'en 1924 — du califat ottoman, Istanbul fut également un centre important du christianisme orthodoxe et de l'islam sunnite pendant des siècles.
Les habitants de la Byzance antique étaient appelés Byzantiotes et ceux de Constantinople, les Constantinopolitains ou les Politains. Par contre, aucun citoyen de l'Empire romain d'Orient ne s'est jamais appelé Byzantin : ils se définissaient comme « Romains » et lorsqu'ils sont devenus sujets de l'Empire ottoman, celui-ci les a organisés dans le milliyet de Rum. Les habitants d’Istanbul sont les Stambouliotes ou les Istanbuliotes.
La « Sublime Porte » ou simplement « la Porte » était le nom français de la porte d'honneur monumentale du grand vizir à Constantinople, siège du gouvernement du sultan de l'Empire ottoman.

## Géographie

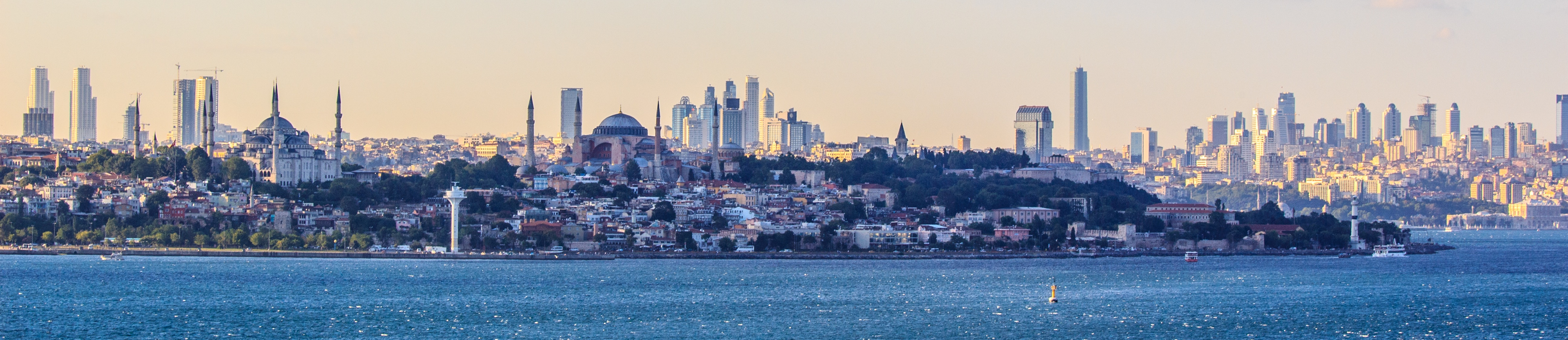
Vue panoramique d'Istanbul, vue du Bosphore. De gauche à droite Mosquée bleue, Sainte-Sophie, Palais de Topkapı, et quartier d'affaires de Levent.

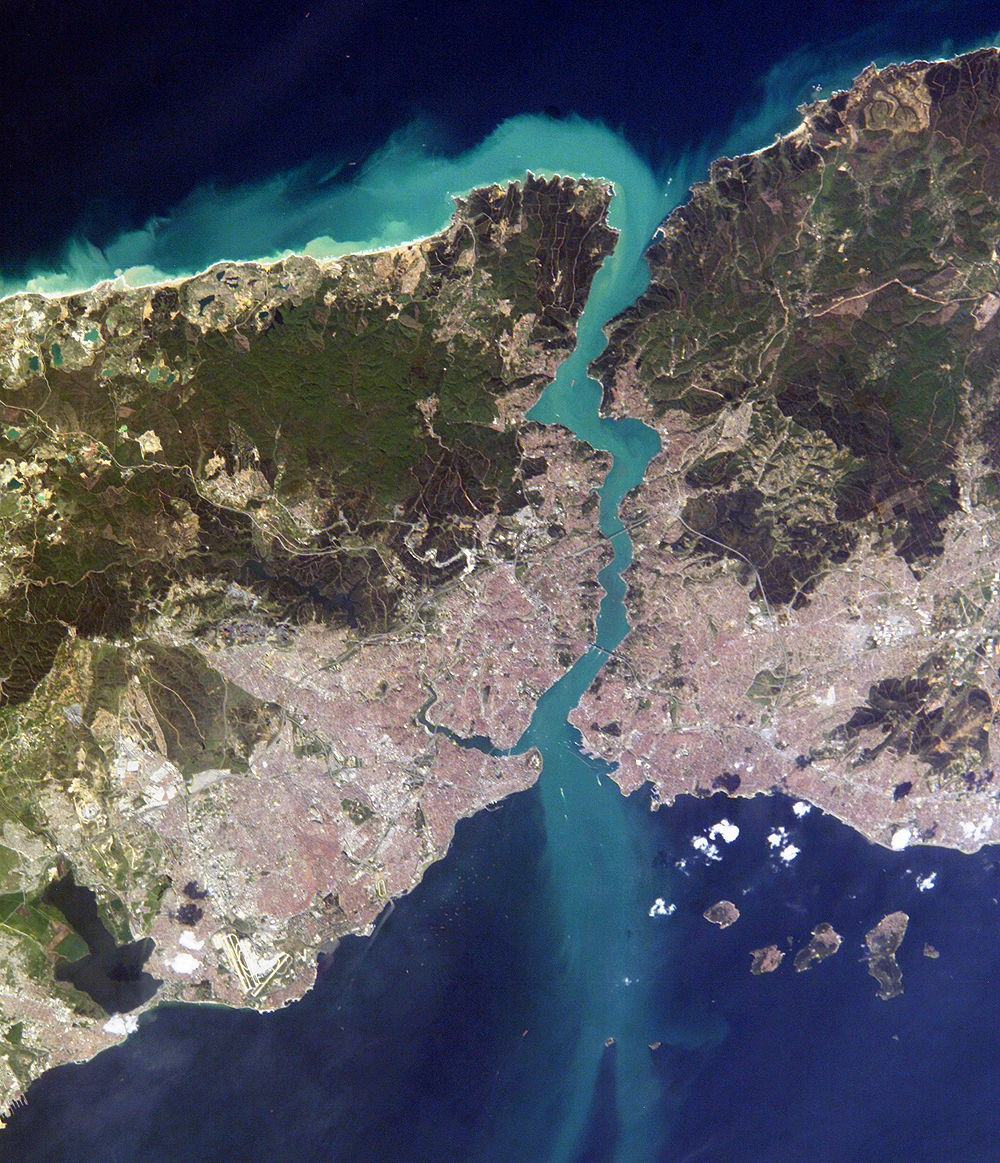
İstanbul, le Bosphore et la mer Noire vus de l'espace.

### Localisation
Istanbul s'étend sur les rives asiatique et européenne du Bosphore, qui sépare l’Asie de l’Europe, et relie la mer Noire à la mer de Marmara. La Corne d'Or, une anse du Bosphore qui coule à l'ouest, sépare la partie européenne en une zone sud et nord. Historiquement, la ville a été idéalement située pour le commerce et la défense : la confluence de la mer de Marmara, du Bosphore et de la Corne d’Or offre à la fois une défense idéale contre les attaques ennemies et une barrière de péage naturelle. La partie sud est une péninsule entre la mer de Marmara et la Corne d'Or avec le noyau historique de la ville. Au nord se trouvent les quartiers jouxtant les historiques Galata et Pera. À l'ouest comme au nord et à l'est, la métropole se développe bien au-delà des quartiers historiques. Malgré le mythe selon lequel sept collines composent la ville, il y a, en fait, plus de 50 collines dans les limites de la ville. La plus haute colline d’Istanbul, Aydos, culmine à 537 mètres.
Au sud-est se trouvent les îles des Princes appartenant à Istanbul.

### Structure
La zone urbaine a une extension d'environ cinquante kilomètres en direction nord-sud et d'environ cent kilomètres en direction est-ouest. L’étalement urbain d’Istanbul a été fort à partir de 1950, principalement vers le nord-est et le sud-ouest. La zone administrative de la région métropolitaine est identique à la province d'Istanbul et a une superficie de 5 343,02 km2, dont seulement 1 830,92 (34,2%) appartiennent à la ville proprement dite. Le reste, avec 3 512,1 km2 (65,8%) en 2009, était constitué de banlieues et de zones à structure rurale. La zone administrative de la commune métropolitaine (Büyükşehir Belediyesi) d'Istanbul est divisée en trente-neuf districts (İlçe). Parmi ceux-ci, vingt-cinq sont dans la partie européenne et quatorze dans la partie asiatique.

### Sismicité
La ville d’Istanbul se situe tout près de la faille nord-anatolienne. Celle-ci est une faille active qui a déjà produit plusieurs séismes très destructeurs à l’époque contemporaine. L’étude de la sismogenèse locale laisse craindre avec une forte probabilité qu'un séisme important frappera Istanbul au cours des prochaines décennies. Une étude faite par des géologues mexicains donne une probabilité de 85 % pour un tremblement de terre majeur avec une magnitude jusqu'à 7,5 avant 2025.
Par ailleurs, la difficulté de faire appliquer des règles de construction parasismiques en Turquie fait penser que la plupart des habitations, notamment celles des quartiers populaires, ne résisteront pas. La ville connut plusieurs séismes importants dont particulièrement ceux de 1509 (appelé « la Petite Apocalypse »), 1763, 1894 et 1999.

### Climat

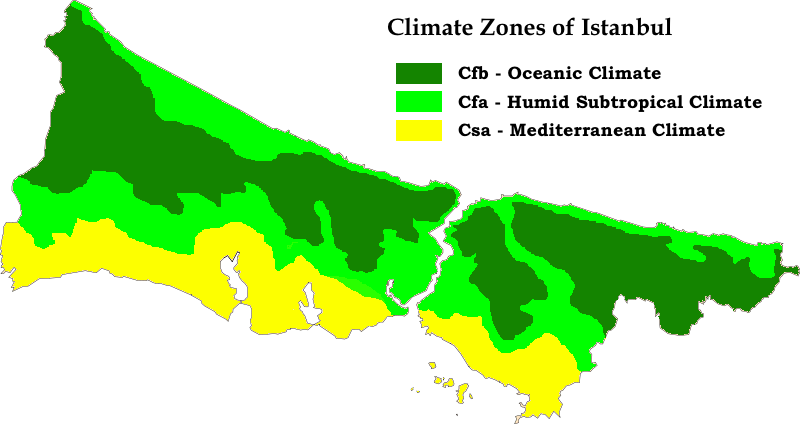
Climats d'Istanbul selon le système de classification de Köppen :
Cfb : Climat océanique
Cfa : Climat subtropical humide
Csa : Climat méditerranéen

Istanbul bénéficie d'un climat tempéré, influencé par des zones continentales, mais aussi par les masses maritimes au nord et au sud. Le climat d'Istanbul étant un climat de transition entre le climat océanique (classification de Köppen : Cfb), le climat subtropical humide (classification de Köppen : Cfa) et le climat méditerranéen (classification de Köppen : Csa). Les étés sont assez chauds, avec un air humide mais des pluies limitées (plus de 295 heures de soleil par mois en juin, juillet et août). Les hivers sont froids et humides, avec beaucoup de pluies et souvent de la neige, mais ils sont rarement glaciaux (moins de 76 heures de soleil par mois en décembre, janvier et février). Les printemps et les automnes sont doux et modérément humides.
La moyenne annuelle des températures est de 14 °C. Janvier et février sont les mois les plus froids avec une moyenne de 6 °C ; juillet et août les plus chauds avec une moyenne d'environ 23 °C. Il y a par an vingt-et-un jours de gel répartis de novembre à mars comme les dix-neuf jours de neige.
Les précipitations annuelles moyennes sont de 850 mm par an. Elles sont irrégulièrement réparties tout au long de l'année, plus élevées entre l'automne et l'hiver et plus basses entre le printemps et l'été. Mais la pluie est présente toute l'année et il n'y a pas de saison sèche, parce qu'il y a assez de précipitations pendant le printemps et l'été, et le temps est très humide. L'humidité relative moyenne annuelle est plus de 70 % et est élevée toute l'année. Il neige presque chaque hiver et les chutes de neige abondantes sont assez fréquentes mais habituellement de façon courte. Après chaque chute de neige, la neige reste seulement quelques jours.
Le brouillard est très fréquent toute l'année, de vingt-deux jours par mois entre novembre et avril à seize jours par mois de mai à octobre pour un total en moyenne de 228 jours par an.
Malgré un climat généralement clément, des épisodes extrêmes sont enregistrés. La température la plus élevée a été enregistrée le 12 juillet 2000 avec 40,5 °C. La température la plus froide a été enregistrée le 9 février 1927 avec −16,1 °C.
Le 16 octobre 1985, on a mesuré plus de 212 mm de pluie en vingt-quatre heures.
En mars 1987, plus de 60 cm de neige ont été relevés à la côte, avec une hauteur maximale de 80 cm, ce qui a complètement paralysé la ville,.
| Mois                                | jan.  | fév.  | mars  | avril | mai   | juin | jui.  | août  | sep. | oct.  | nov.  | déc.  | année   |
| ----------------------------------- | ----- | ----- | ----- | ----- | ----- | ---- | ----- | ----- | ---- | ----- | ----- | ----- | ------- |
| Température minimale moyenne (°C)   | 2,9   | 2,8   | 3,9   | 7,7   | 12    | 16   | 18,5  | 18,7  | 15,5 | 12    | 8,5   | 5,3   | 10,3    |
| Température moyenne (°C)            | 5,8   | 5,9   | 7,6   | 12,1  | 16,7  | 21   | 23,4  | 23,6  | 20,2 | 16    | 11,9  | 8,2   | 14,3    |
| Température maximale moyenne (°C)   | 8,7   | 9,1   | 11,2  | 16,5  | 21,4  | 26   | 28,4  | 28,5  | 25   | 20,1  | 15,3  | 11,1  | 18,4    |
| Record de froid (°C)                | −10,4 | −16,1 | −7    | −0,6  | 3,6   | 8    | 10,5  | 8,2   | 5,2  | 1     | −4    | −9,4  | −16,1   |
| Record de chaleur (°C)              | 18,3  | 24    | 26,2  | 32,9  | 33    | 40,2 | 40,5  | 38,8  | 33,6 | 34,2  | 27,2  | 21,2  | 40,5    |
| Ensoleillement (h)                  | 74,4  | 75,6  | 139,5 | 180   | 251,1 | 297  | 325,5 | 294,5 | 237  | 161,2 | 102   | 71,3  | 2 210,1 |
| Précipitations (mm)                 | 101,2 | 79,3  | 69,8  | 45,4  | 35,2  | 37,5 | 38,9  | 48,9  | 62,7 | 100,8 | 108,5 | 124,5 | 850,3   |
| Nombre de jours avec précipitations | 20    | 17    | 16    | 14    | 12    | 8    | 5     | 6     | 7    | 12    | 16    | 19    | 152     |
| Humidité relative (%)               | 77    | 75    | 74    | 71    | 72    | 70   | 67    | 68    | 68   | 72    | 74    | 76    | 72      |
| Nombre de jours avec neige          | 6     | 6     | 3     | 0     | 0     | 0    | 0     | 0     | 0    | 0     | 0     | 4     | 19      |

### Flore
Istanbul est situé dans une des régions botaniques les plus riches de l'Asie, de l'Europe et du monde, avec plus de 10 000 espèces de plantes en Turquie, dont 2 500 endémiques à Istanbul,. La couverture forestière de la province d'Istanbul est de 45 %,.

### Problématiques environnementales
D'une part, Istanbul est de plus en plus exposée au risque de pénuries en eau, notamment en raison des conséquences du réchauffement climatique, d’une forte augmentation de sa population et d’une politique privilégiant le développement économique rapide sur les préoccupations environnementales. Ainsi, la construction d'un nouvel aéroport en 2018 a bouleversé l’environnement dans le nord d’Istanbul en abattant 2,5 millions d’arbres et en détruisant d’importants bassins versants. D'autre part, le président Recep Tayyip Erdoğan prévoit des travaux considérables visant à dédoubler le détroit du Bosphore, risquant d’aggraver une situation déjà préoccupante. Des lacs et des nappes phréatiques seraient détruits, et de nombreuses stations d’épuration et de traitement de l’eau de la zone devraient être déplacées.
De plus, l'environnement marin du détroit d'Istanbul et de la mer de Marmara est confronté à une grave dégradation en raison de la pollution maritime générée principalement par les pétroliers et les cargos. Des conditions naturelles difficiles telles que la géométrie complexe du détroit d'Istanbul, des virages serrés sur la route de navigation et des conditions météorologiques difficiles sont couplées à un trafic maritime de plus en plus dense et créent un risque sérieux d'accident.

## Noms de la ville

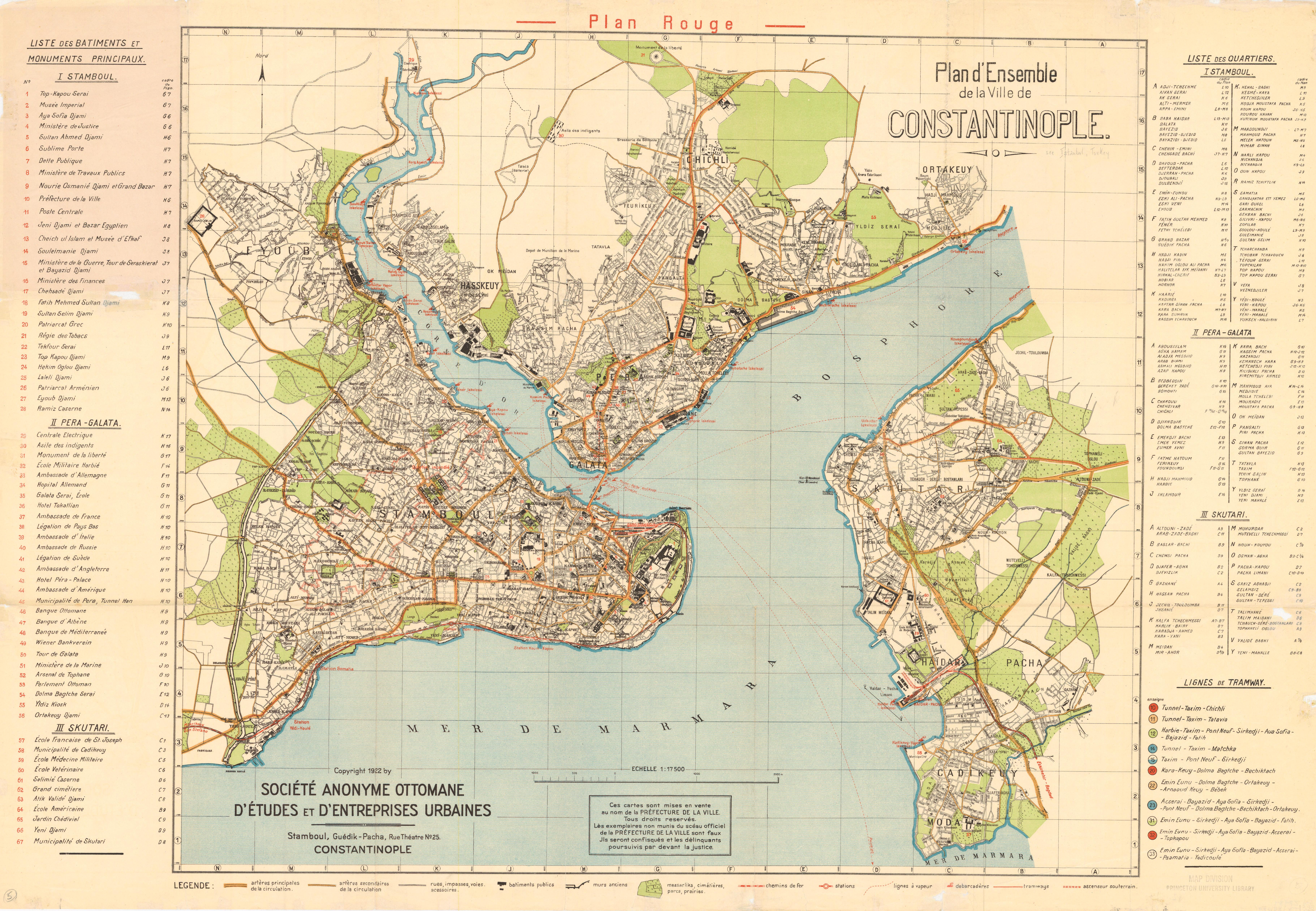
Plan d'ensemble de Constantinople, 1922.

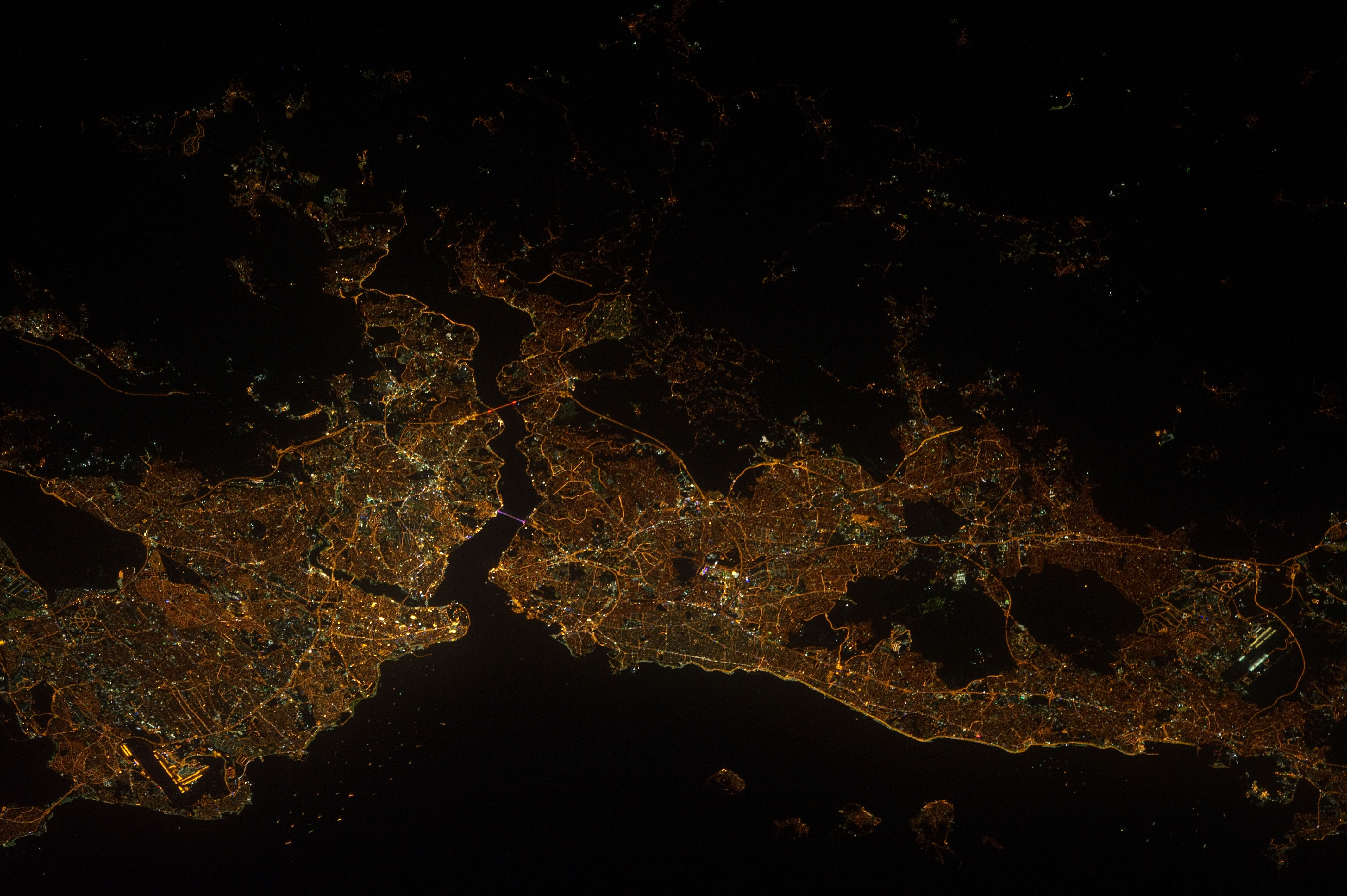
Istanbul au XXIe siècle.

Diverses hypothèses existent quant à l'origine du nom « Istanbul » :
- la première en fait une déformation des mots grecs εἰς τὴν Πόλιν (prononciation byzantine Is tím boli(n)), signifiant « vers la Ville » ou « à la Ville », car « Ville » (Πόλις / Pólis) est l’appellation abrégée de Constantinople en grec. Constantinople était en effet considérée comme l'archétype de la ville, celle qu'on ne désigne que par ces mots, « la Ville », comme l'ancienne Rome était appelée Urbs, la Ville par excellence. De même, Smyrne (en grec ancien Σμύρνη, Smýrni) est ainsi devenue phonétiquement « Izmir », et Nicée (en grec ancien Νίκαια, Níkaia) est devenue « İznik », par l'ajout de la préposition εἰς (is « vers ») ou de la voyelle d'appui « i »[24] ou de l'article défini féminin ἡ (hê, prononcé [i] depuis l'ère chrétienne). Un géographe arabe au Xe siècle transcrit le grec en istan Bulin, qui deviendra Istanbul. Les Ottomans ont donc repris ces termes parce que le grec était la langue de l'Empire byzantin[25] ;
- une autre interprétation suggère que le nom proviendrait de la contraction turque du nom grec Κωνσταντινούπολις (Kônstantinoúpolis), à laquelle aurait été ajoutée la voyelle d'appui i. Mais la chute de toutes ces syllabes non accentuées est difficile à admettre dans la mesure où la langue turque procède plutôt habituellement par élision (ou aphérèse) : « Selânik » pour Θεσσαλονίκη (Thessaloníkê, Thessalonique).

Jusqu'en 1930, l'agglomération d'Istanbul s'appelait officiellement « Constantinople », et « Stamboul » ne désignait que la Vieille Ville (la péninsule historique). Ce nom fut étendu à toute la ville sous la forme moderne d'« İstanbul » à la suite de la réforme de la langue et de l'écriture turque par Atatürk en 1928 (la révolution des signes).
Les Turcs d'origine arménienne appellent Istanbul Bolis, et les Grecs Polis (« la Ville »). « Politis » désigne l'habitant de Constantinople. Les peuples slaves sous la domination byzantine puis ottomane l'ont appelée et l'appellent toujours Tzarigrad (serbe et bulgare : Цариград) : « la ville de l'Empereur ». Enfin, les Varègues, qui la fréquentaient à l'époque byzantine, la nommaient en vieux norrois : Miklagarðr (« grande ville ») : l'un d'eux a laissé une inscription en runes sur le lion actuellement placé à l'entrée de l'arsenal de Venise.
En français, « Istanbul » est aujourd'hui la forme la plus utilisée ; les formes « Istamboul » et « Istanboul », rares, sont en voie de disparition.

## Histoire

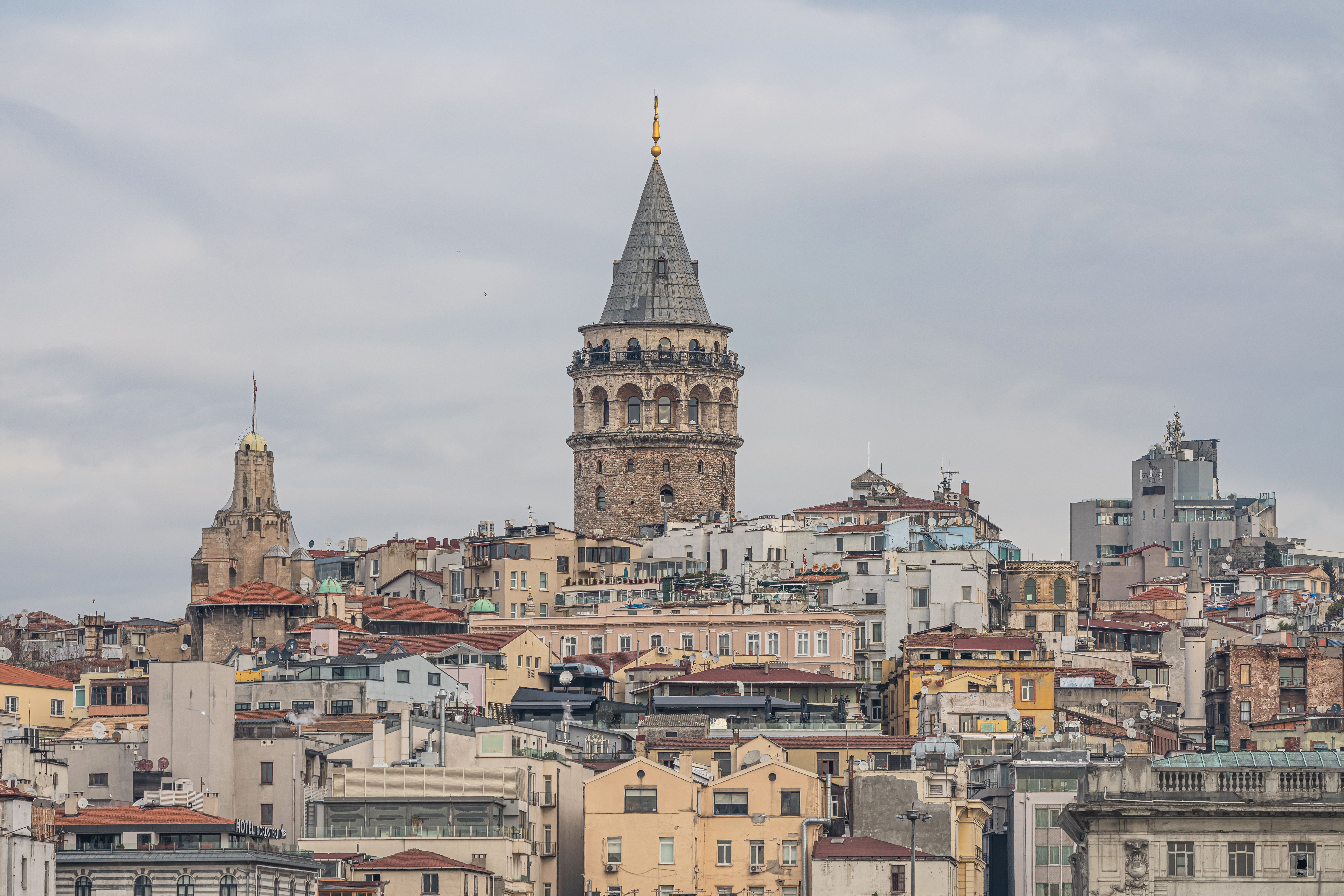
Galata

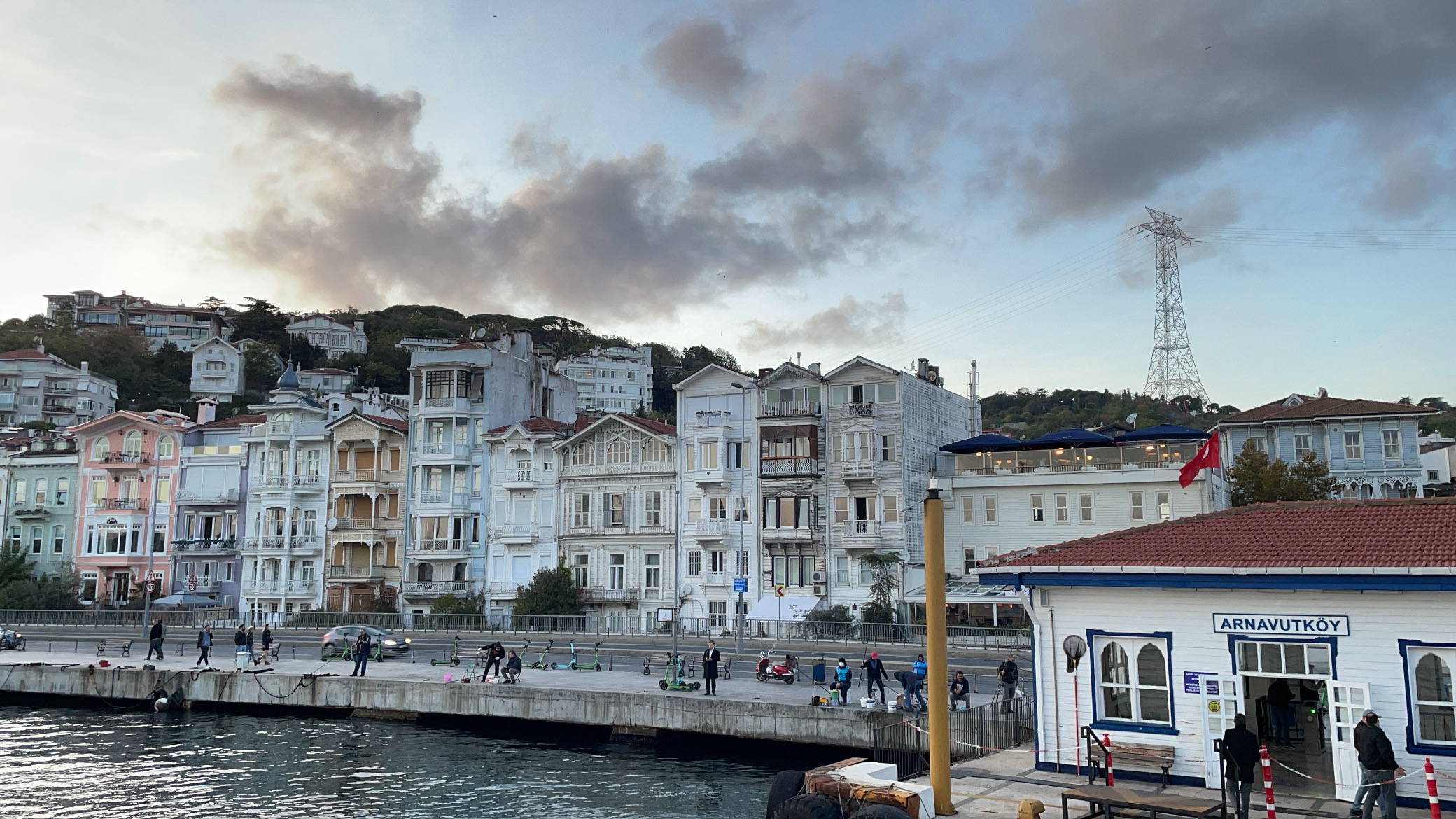
Arnavutköy sur le Bosphore.

Métropole à cheval entre l'Europe et l'Asie, carrefour des routes continentales et maritimes, l'histoire a façonné le destin de cette ville aux deux empires (empire byzantin et ottoman), comme le prouvent les différents toponymes qui ont été attribués à cette ville aux trois noms, Byzance, Constantinople et Istanbul qui unissent l'antiquité gréco-romaine, le christianisme grec médiéval et la fascination musulmane.

### Période romaine (324 à 1453)
Constantinople fut fondée par l’empereur romain Constantin Ier en 330 sur le site de l’ancienne colonie grecque Byzance qui existe depuis le VIIe siècle av. J.-C. La ville fut baptisée Constantinople en l'honneur de l'Empereur (ce n’est que le 28 mars 1930 que le nom d’Istanbul devint officiel). La ville devint la capitale orientale de l’Empire romain jusqu'à sa chute en 1453.

### Période ottomane (1453 à 1923)
Après la chute de Constantinople le 29 mai 1453, elle fut incorporée à l’Empire ottoman par Mehmed II et en devint la nouvelle capitale pendant cinq siècles, remplaçant Edirne (Andrinople) en Thrace.
La ville connut une période de profondes mutations à partir de la fin des années 1850. La campagne de modernisation urbaine alors engagée permit notamment la création d'un réseau de tramways et un système d'adduction d'eau, tandis que la population augmentait à un rythme soutenu jusqu'au début du XXe siècle.

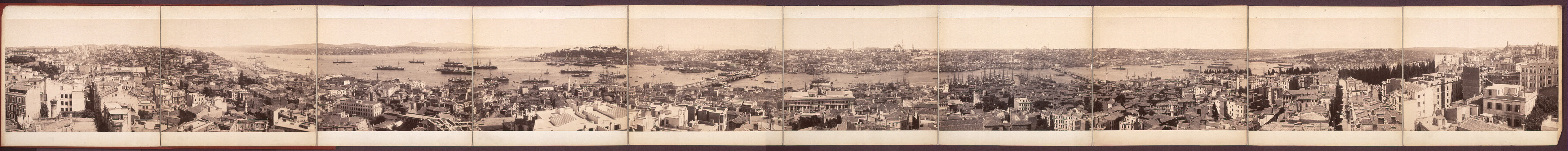
Vue panoramique d'Istanbul au XIXe siècle.

### Période de la République (1923 à nos jours)

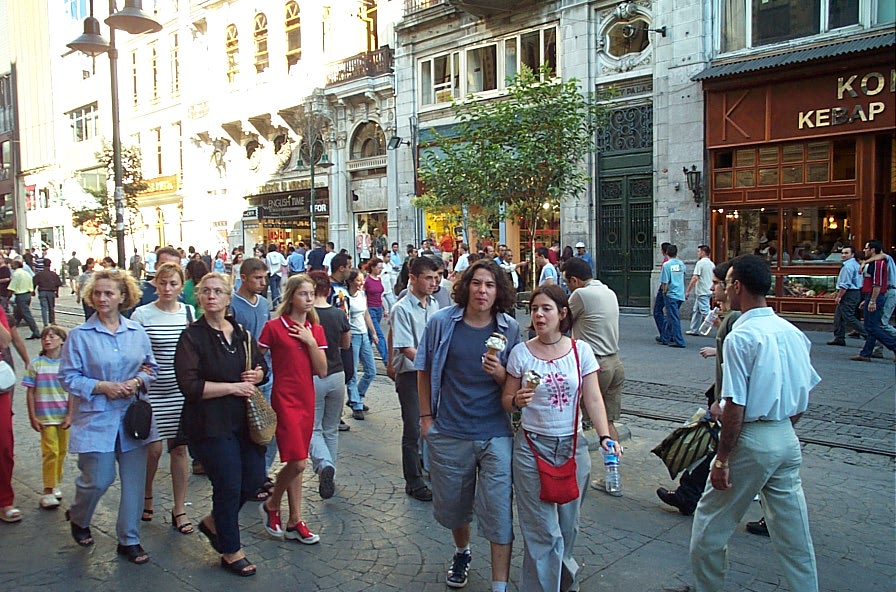
Passants sur l'avenue İstiklal en 1999.

La ville a perdu la fonction de capitale le 1er octobre 1923, en faveur d'Ankara, capitale de la république de Turquie. Elle est occupée par les Alliés au lendemain de la Première Guerre mondiale (1921-1923), ce qui motive en partie le déplacement de la capitale. En 1959, la ville est récompensée du Prix de l'Europe.
À la suite de migrations à partir des années 1950 depuis les villages d'Anatolie, la ville devint rapidement l'une des plus importantes agglomérations d'Europe. La ville comptait 700 000 habitants en 1927, un million en 1950, deux millions en 1960, trois millions et demi en 1970 et finalement plus de quatorze millions en 2020. La population de l'ensemble de l'agglomération stambouliote est évaluée à 15 millions d'habitants en 2015, soit 18 % de la population turque.
En 2013, dans un Istanbul gagné par la spéculation immobilière, la perspective de perdre l'un des derniers espaces verts du vieux centre suscite un grand mouvement protestataire à partir du Parc Gezi.

## Démographie
Tout au long de la majeure partie de son histoire, Istanbul s'est classée parmi les plus grandes villes du monde. En l'an 500, Constantinople comptait entre 400 000 et 500 000 habitants, devançant son prédécesseur, Rome, comme plus grande ville du monde. Constantinople a rivalisé avec d'autres grandes villes historiques, telles que Bagdad, Chang'an, Kaifeng et Cordoue pour la position de ville la plus peuplée du monde jusqu'au XIIe siècle. Elle est citée comme la plus grande du monde au XVIIe siècle, et se classe comme la plus grande ville d'Europe de 1500 à 1750, lorsqu'elle a été dépassée par Londres. La population est passée de 680 000 habitants en 1927 à 1,3 million en 1955, 2,5 millions en 1975, 9,8 millions en 2005, 13,1 millions en 2010 et 14,7 millions en 2015.
Avec 15 millions d'habitants en 2020, elle représente 19% de la population turque. Elle constitue ainsi l'une des plus grandes agglomérations urbaines du monde, et l'une des deux plus importantes d'Europe, aux côtés de Moscou.
Sur les 15 519 267 habitants de 2020, environ 65% vivaient dans la partie européenne d'Istanbul et environ 35% du côté asiatique.
Istanbul a connu une croissance particulièrement rapide au cours de la seconde moitié du XXe siècle, sa population ayant décuplé entre 1950 et 2000. Cette croissance démographique provient en partie d'une expansion des limites de la ville - en particulier entre 1980 et 1985, lorsque le nombre de Stambouliotes a presque doublé. La croissance remarquable était, et est toujours, largement alimentée par les migrants de l'est de la Turquie à la recherche d'un emploi et de meilleures conditions de vie.
Les villes d'Anatolie dont les Turcs ont le plus émigré vers Istanbul sont les suivantes : Sivas (681 214), Kastamonu (516 556), Giresun (455 393), Ordu (453 197), Tokat (396 840)… Hakkari est la ville dont les habitants ont le moins émigré vers Istanbul (6 957). La ville abrite une population originaire de Sivas, Kastamonu, Sinop, Bayburt, Giresun, Ardahan et Erzincan, supérieure à la population même de ces villes.
Entre 2007 et 2008, environ 375 000 personnes ont immigré vers Istanbul : ce sont les habitants de Tokat qui ont le plus immigré à Istanbul (17 374), suivent ensuite Ankara (14 173), Ordu (13 897), Mardin (12 125, en particulier la communauté syriaque), Samsun (11 227), Erzurum (10 898), Kocaeli (10 829), Izmir (10 663), etc. À la même période, environ 350 000 personnes ont émigré d'Istanbul vers les villes d'Anatolie : 17 383 vers Tekirdağ, 15 780 vers Tokat, 15 776 vers Kocaeli, 12 178 vers Ankara, 10 946 vers Samsun, 10 312 vers Giresun, etc.

### Évolution démographique
Depuis 1925, l'évolution démographique de Istanbul a été :
| 1925    | 1927    | 1935    | 1940    |
| ------- | ------- | ------- | ------- |
| 881 000 | 691 000 | 740 800 | 793 900 |

| 1945    | 1950    | 1960      | 1965      |
| ------- | ------- | --------- | --------- |
| 845 300 | 983 000 | 1 459 500 | 1 743 000 |

| 1970      | 1975      | 1980      | 1985      |
| --------- | --------- | --------- | --------- |
| 2 132 400 | 2 547 400 | 2 853 500 | 5 494 900 |

| 1990      | 1994      | 1997      | 2000      |
| --------- | --------- | --------- | --------- |
| 6 620 200 | 7 615 500 | 8 260 400 | 8 831 800 |

| 2007       | 2015       | 2017       | 2019       |
| ---------- | ---------- | ---------- | ---------- |
| 11 174 200 | 14 657 434 | 15 029 231 | 15 519 267 |

| 2022       | - | - | - |
| ---------- | - | - | - |
| 15 907 951 | - | - | - |

| Histogramme de l'évolution démographique de Istanbul |
|                                                      |

### Minorités
Les Kurdes et les Zazas forment ensemble le plus grand groupe de minorités ethniques à Istanbul, avec de 2 à 4 millions de personnes,.
Les Arabes constituent l'autre grande minorité, avec 2 millions de personnes estimées. Le nombre de réfugiés syriens à la suite de la guerre civile syrienne est estimé à près d'un million dans la ville.
Les Arméniens sont le plus nombreux des groupes de population chrétienne qui y vivent : le gouvernement évalue le nombre d'Arméniens à Istanbul à 50 000, ce qui correspond à environ 0,36% de la population. Environ 17 000 Araméens constituent le deuxième plus grand groupe ethnique chrétien. Les 15 000 Juifs constituent la deuxième plus grande minorité religieuse,, : ils étaient cependant près de 100 000 en 1950, avant l'émigration massive en Israël. Certains des quelque 25 000 Allemands du Bosphore proviennent de familles ayant souvent vécu en permanence à Constantinople ou à Istanbul depuis la première moitié du XIXe siècle. Certains des 1 650 Grecs y vivent depuis de nombreuses générations. Le nombre de Russes est, selon le journal Neue Zürcher Zeitung, estimé à environ 100 000, celui des Chinois serait encore plus élevé. Istanbul était aussi un havre pour les Russes en raison de la révolution communiste d'octobre, et l'est redevenue à la suite de l'invasion de l'Ukraine par la Russie, ou près de 80 000 Russes se seraient installés.
Les autres groupes de population sont les Lazes, les Arabes, les Circassiens et les Roms. La ville compte également une communauté syriaque jacobite évaluée à 10 000 personnes. Istanbul est aussi peuplée de communautés chaldéennes, melkites, des Bulgares catholiques, des Géorgiens catholiques en nombre réduit. Les Polonais, réfugiés au milieu du XIXe siècle à la suite de la répression russe dans leur pays, ont créé en 1842 le village d'Adampol (aujourd'hui Polonezköy) sur la rive asiatique d'Istanbul. La population polonaise de ce village ne dépasse guère 200 personnes actuellement.

## Religions

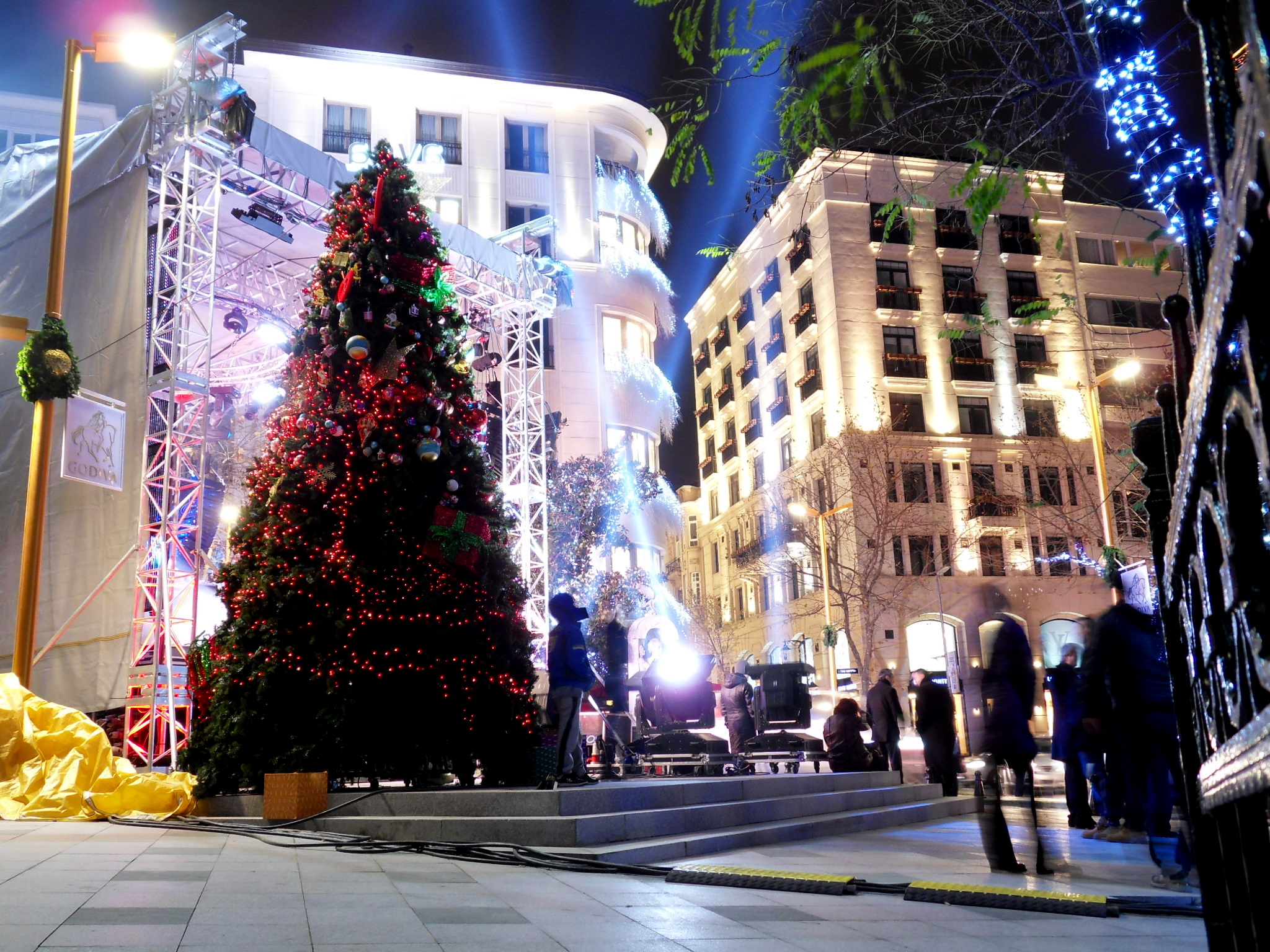
Décorations pour les fêtes du nouvel an à Nişantaşı

La ville fut toujours un centre important pour les religions chrétienne et musulmane. En 1453, le sultan Mehmed II qui venait de conquérir la ville et de mettre fin à l'Empire romain d'Orient, décida de perpétuer le rôle de Constantinople comme centre spirituel du monde chrétien orthodoxe grâce à la nomination du patriarche grec Gennadios à la tête du patriarcat œcuménique. Dans le même ordre, un patriarcat arménien apostolique s’établit en 1461 également par ordre du sultan Mehmed II. Aujourd'hui, la grande majorité de la population pratique l'islam. Au tournant du XIXe au XXe siècle, la majorité de la population était non-musulmane, par exemple les chrétiens orthodoxes grecs, les araméens orthodoxes syriens, les chrétiens arméniens et les juifs séfarades. Ils ne forment plus que de petites minorités.
Constantinople devint en 1517 le siège du califat après la conquête de l'Égypte par les Ottomans et le transfert des symboles califaux à la capitale impériale qu'est Constantinople. Cependant, le titre de calife fut porté par les sultans et une institution califale en tant que telle n'a jamais existé séparément en dehors du système étatique. Le califat fut aboli en mars 1924 par Mustafa Kemal Atatürk. Tous les groupes musulmans sont représentés, bien que la grande majorité soit sunnite. On compte au total 2 562 mosquées et 215 petites mosquées (Mescit en turc[réf. nécessaire]). Il y a aussi à Constantinople une grande minorité de personnes de religion chiite : les Alévis.
En 1492, à la suite de l’autorisation du sultan Bayézid II, Constantinople accueillit de nombreux Juifs persécutés par l'inquisition espagnole et chassés d’Espagne par Isabelle la Catholique. La ville abrite toujours la communauté juive la plus importante du pays (22 000 personnes sur 25 000 en 2008, 15 000 personnes en 2016). La communauté possède seize synagogues (dont la plus grande est Neve Shalom et la plus ancienne est Ahrida), un hôpital (Or haHayim), une école (UOML), une maison de retraite et un hebdomadaire bilingue (turc-ladino, voir Judéo-espagnol) : Şalom. Le chef de la communauté est le grand rabbin Isaac Haléva. La ville abrite également la plupart des Sabbatéens de Turquie, partisans de Sabbataï Tsevi.
L’exarchat bulgare orthodoxe avait pour siège Constantinople entre 1870 et 1912.
La nuit du 24 avril 1915, durant laquelle deux cent quarante intellectuels arméniens furent arrêtés à Constantinople, marque le début du génocide arménien et de la quasi-disparition des minorités chrétiennes de l’Empire ottoman. Cette date est commémorée chaque année en mémoire des 1 200 000 victimes. Toutefois, les Arméniens stambouliotes, à la différence de ceux qui habitaient Smyrne ou Alep, ne furent pas l'objet du génocide perpétré en Anatolie. Aujourd’hui, la communauté arménienne d'Istanbul, évaluée à 45 000 personnes (sur 60 000 dans tout le pays), possède trente-trois églises apostoliques, douze églises catholiques et trois églises protestantes, deux hôpitaux (Sourp Pirgitch et Sourp Agop), deux orphelinats, dix-neuf écoles et trois journaux en langue arménienne, dont Jamanak (fondé en 1908) actuellement le plus vieux quotidien de Turquie. Les leaders de la communauté sont le patriarche apostolique Mesrob II Mutafyan (depuis 1998) et l’archevêque catholique Hovhannes Tcholakian (depuis 1961). L'émigration des Arméniens de Turquie vers l'étranger a perdu son caractère massif dans les années 1980 mais leur nombre continue de diminuer en raison de l'émigration des jeunes, des taux de mortalité élevés et des taux de natalité faibles dus au vieillissement de cette population. L'attention sur la situation de la minorité arménienne a été ravivée par l'assassinat du journaliste Hrant Dink à Istanbul en 2007. Son assassinat a eu pour effet d'augmenter de nouveau le taux d'émigration des Arméniens.

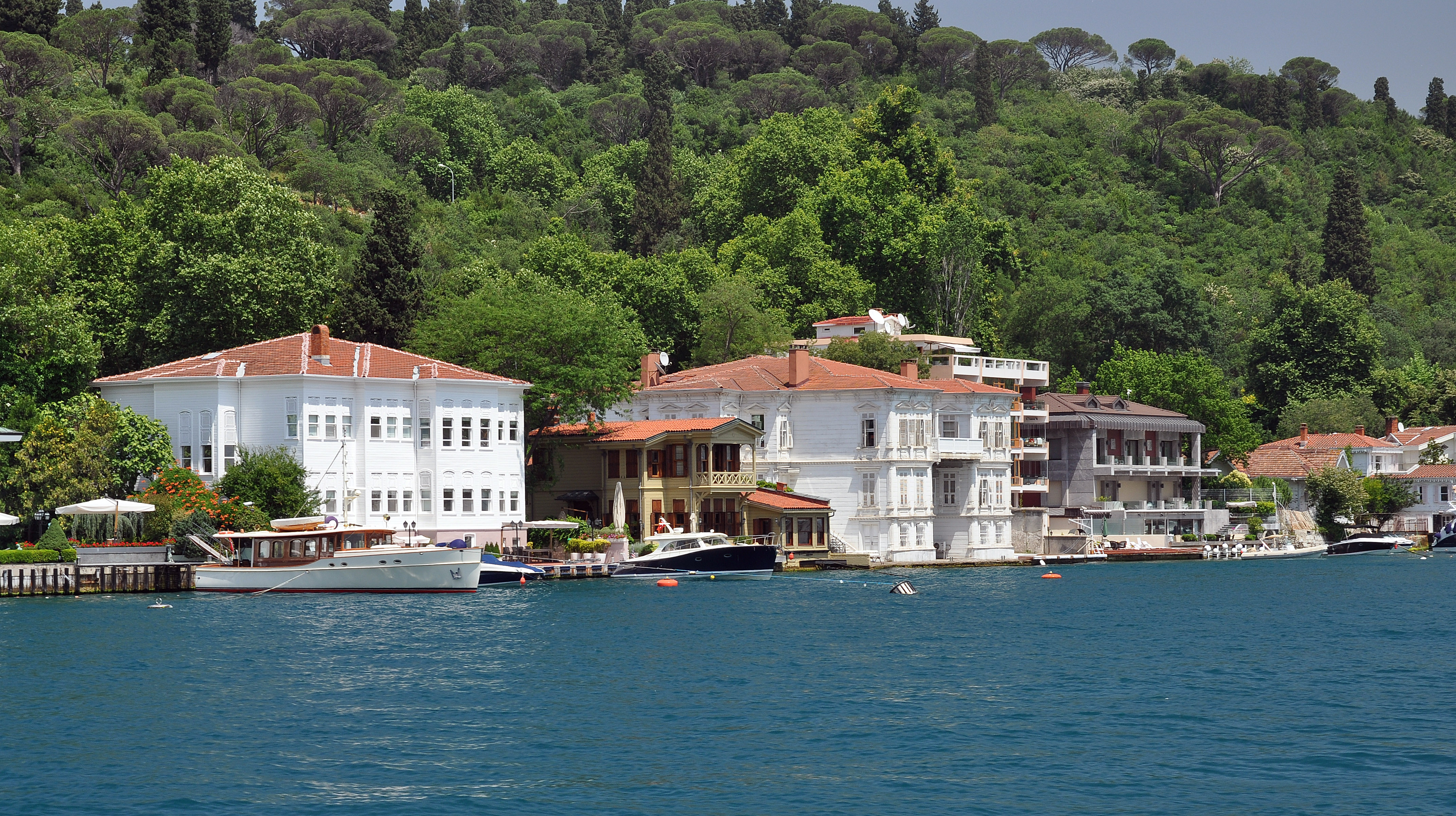
Demeures côtières (yalı) de l'époque ottomane sur le Bosphore

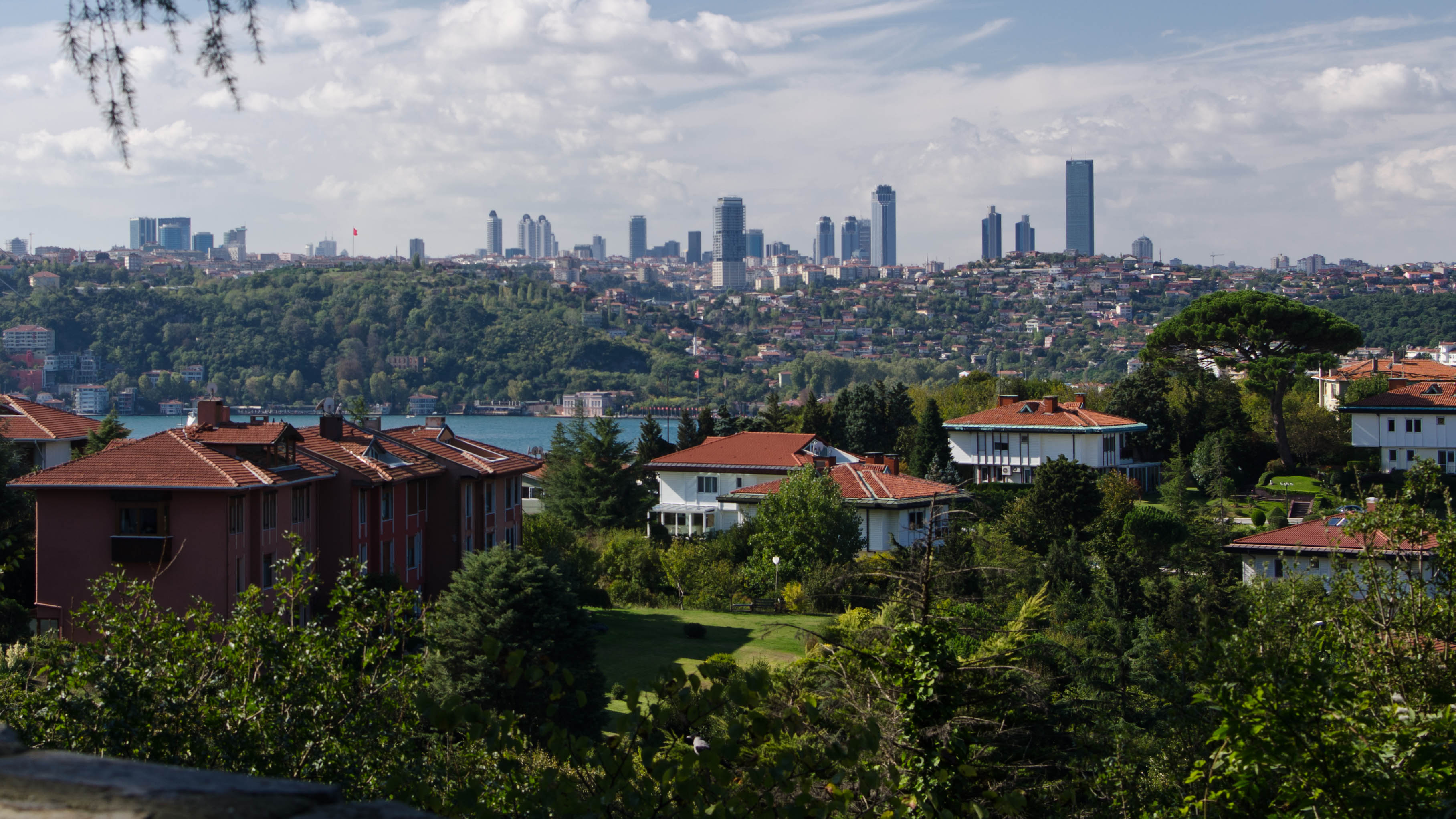
Vue de Levent à partir de la rive anatolienne du Bosphore à Istanbul

La communauté grecque possède encore 95 églises, vingt écoles, un hôpital et deux quotidiens (Apoyevmatini et Iho), mais cette communauté disparaît progressivement en émigrant. On comptait 170 000 Grecs en 1920, 100 000 en 1927, 19 000 en 1959 après les incidents de septembre 1955 et aujourd’hui leur nombre est de 1 650, ce qui fait que la plupart de leurs institutions ne fonctionnent pas vraiment. Leur chef spirituel est le patriarche œcuménique Bartholomée Ier (depuis 1991). Le séminaire de Halki ayant été fermé alors que la loi impose que le patriarche fût de nationalité turque et né en Turquie, le Patriarcat œcuménique risque lui aussi de disparaître, à moins qu'un nouveau compromis puisse être trouvé. Le siège de l'Église orthodoxe turque, non reconnue, se situe dans le quartier de Phanar.

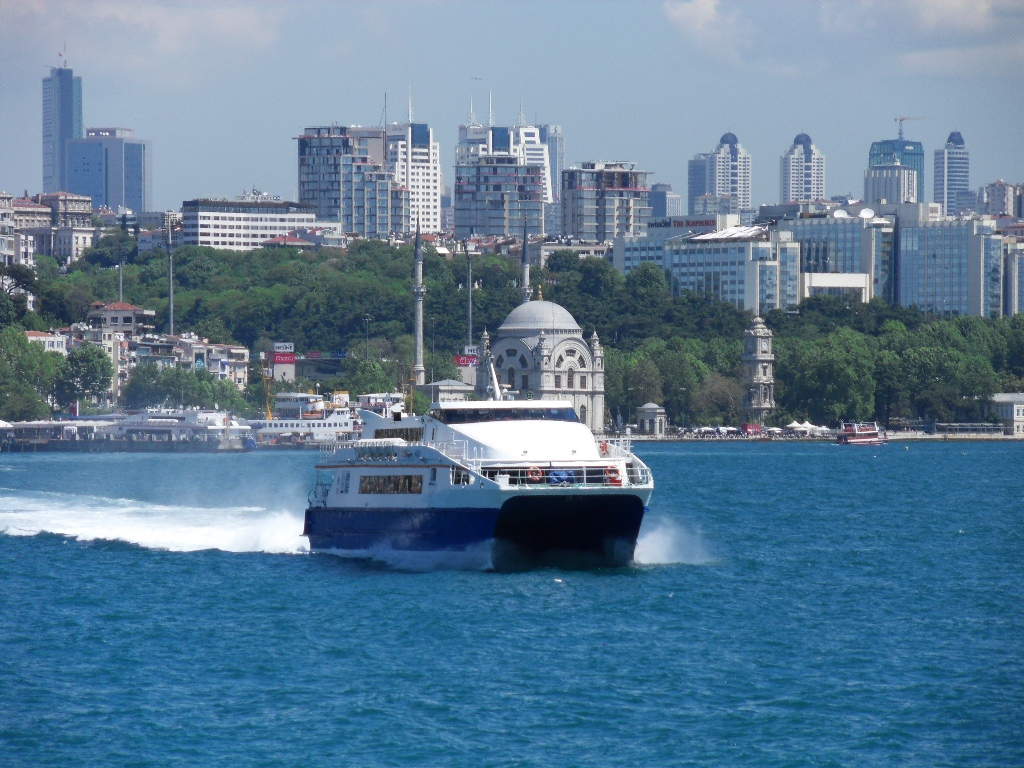
Un ferry catamaran de l'İDO sur le Bosphore à Istanbul
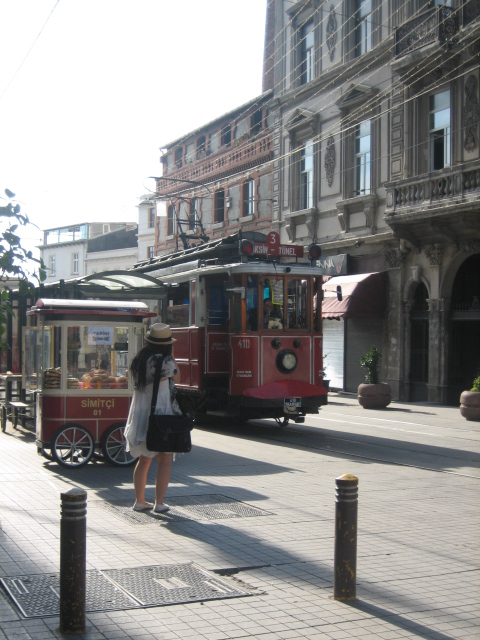
Place du Tünel, Beyoğlu
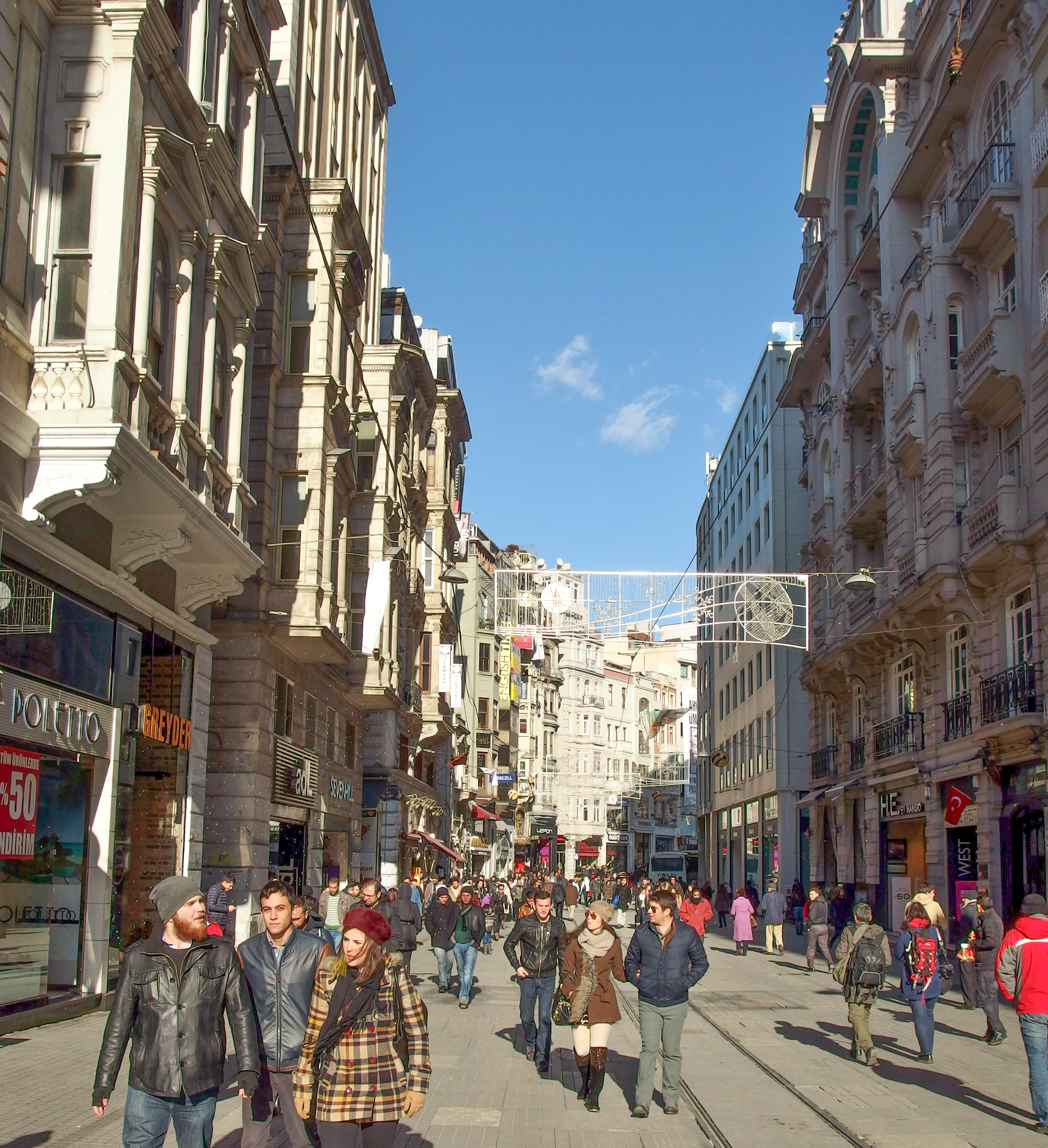
Avenue İstiklal, Beyoğlu
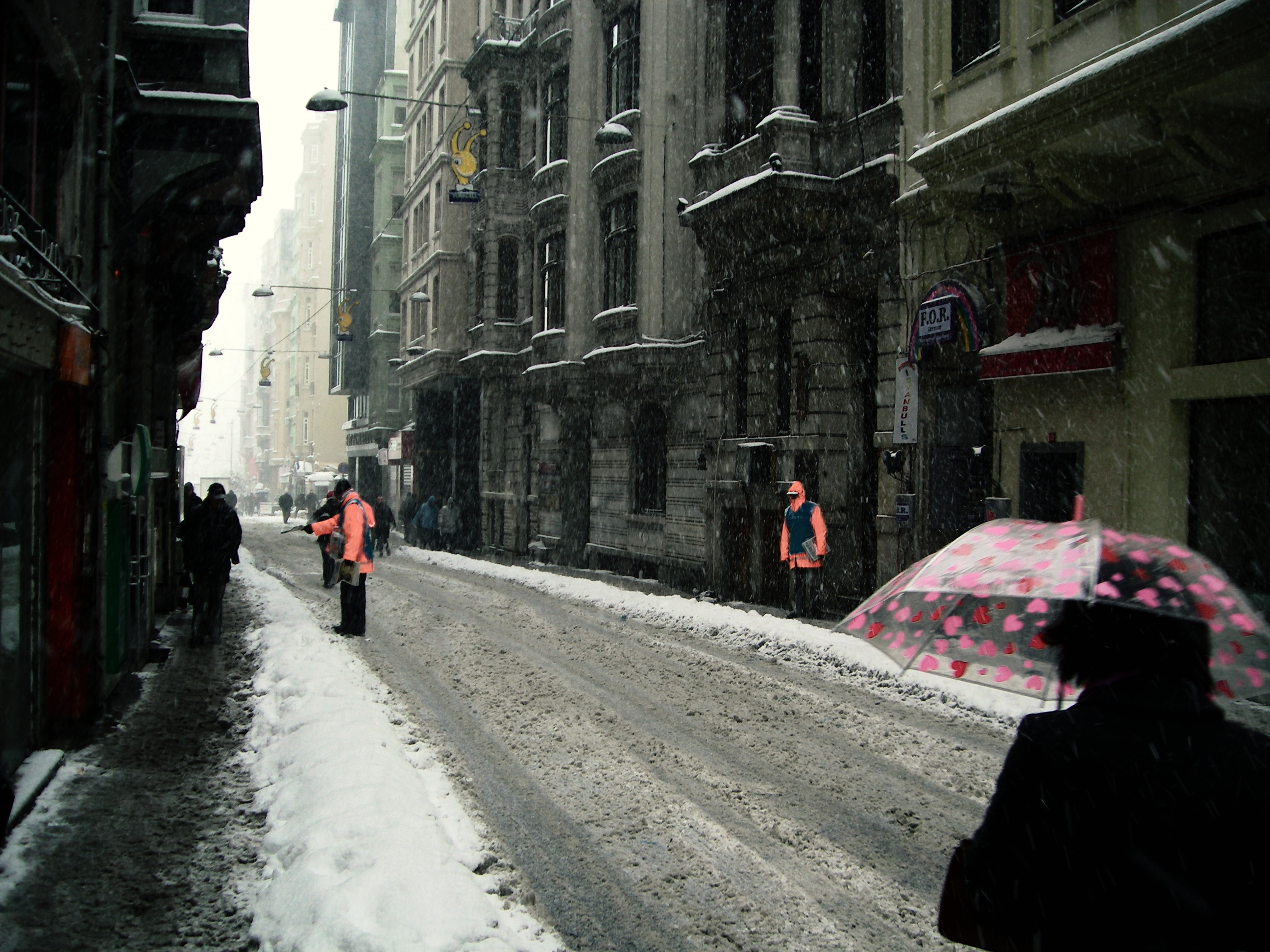
Rue Sıraselviler, Beyoğlu
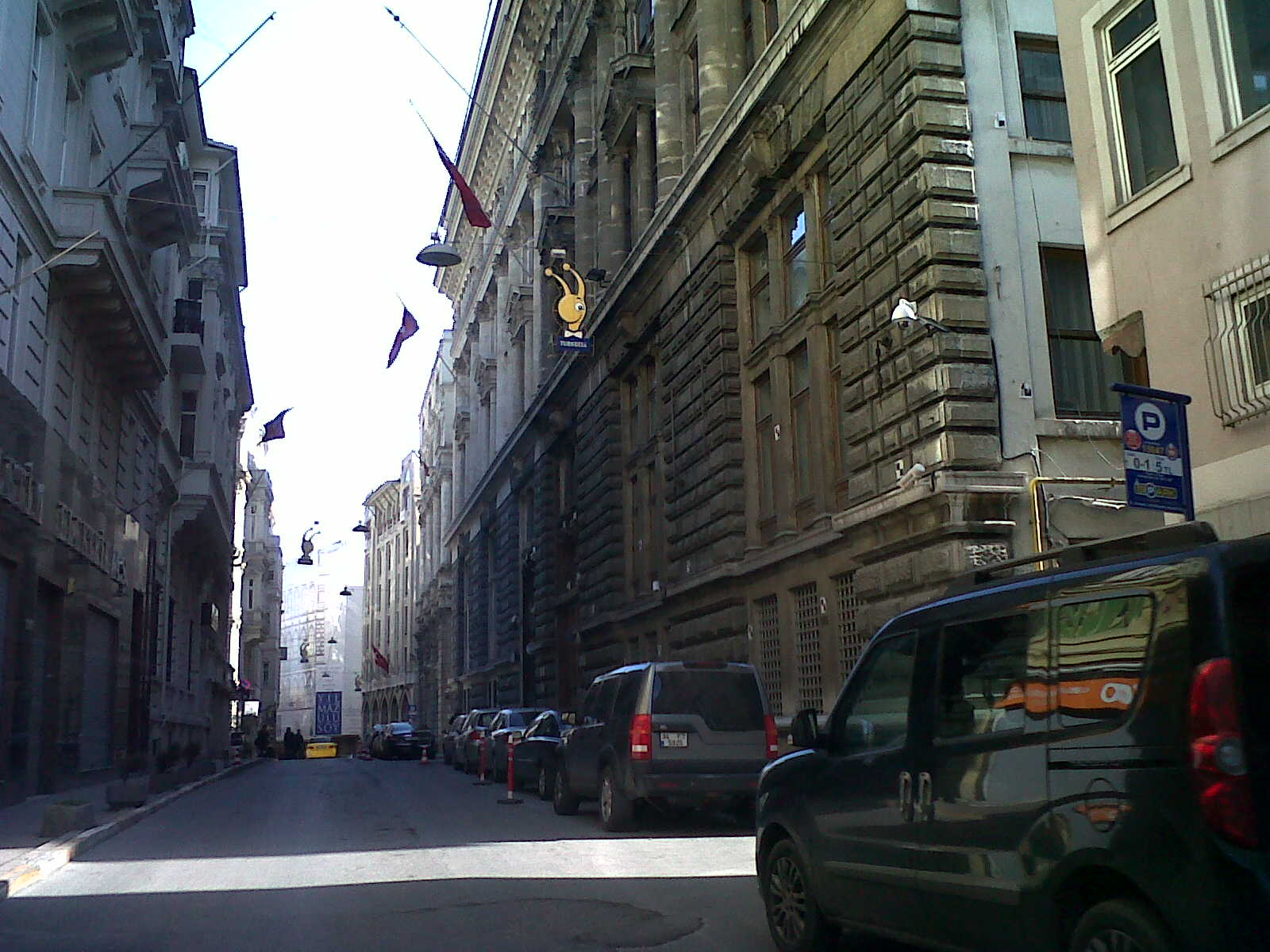
Bankalar Caddesi, Galata
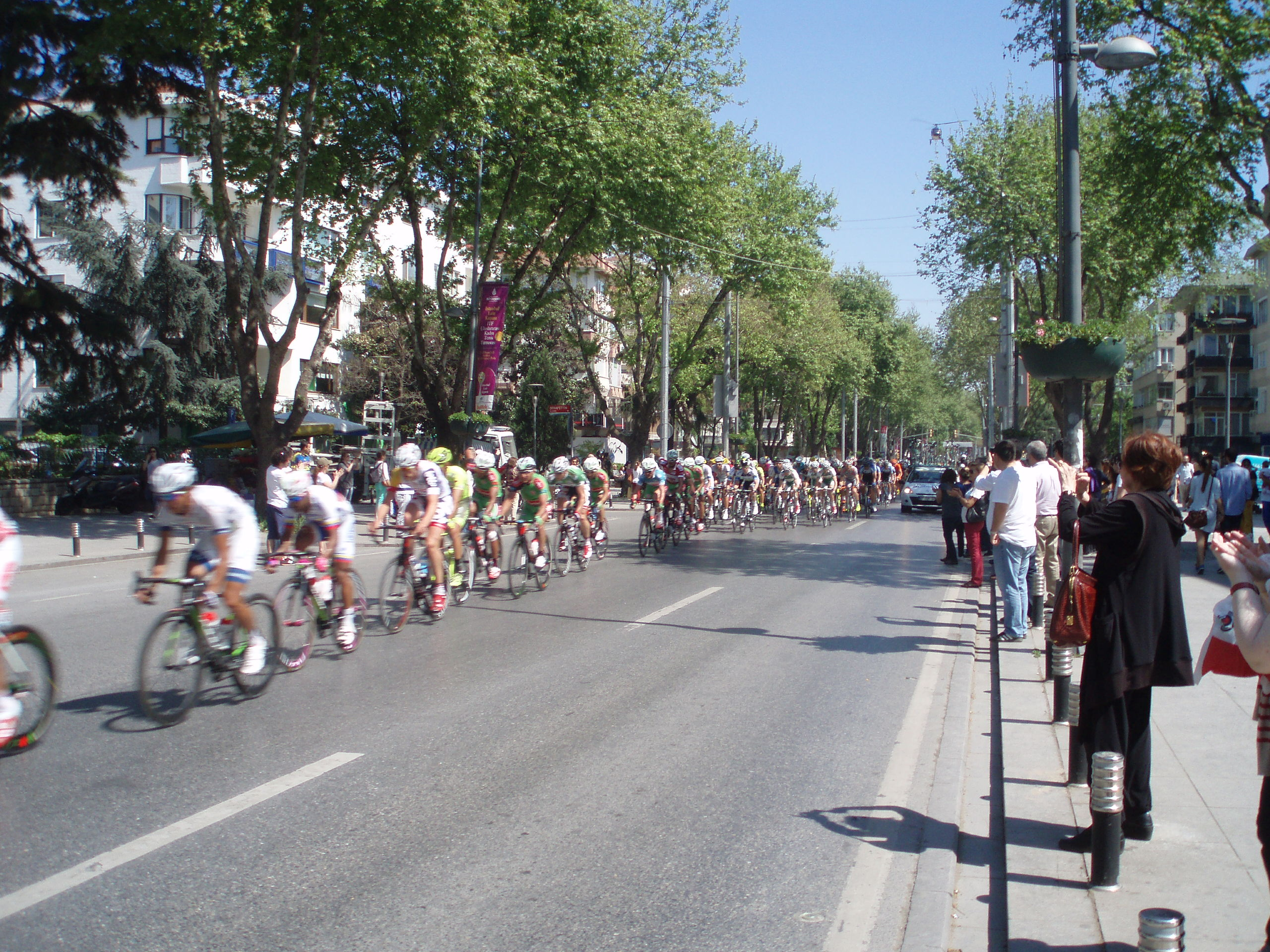
Bağdat Caddesi, Kadıköy

## Politique et administration

### Districts
La ville d'Istanbul est divisée en trente-neuf districts.

### Administration municipale
| Période           | Période           | Identité             | Étiquette   | Qualité             |
| ----------------- | ----------------- | -------------------- | ----------- | ------------------- |
| 27 mars 1994      | 11 novembre 1998  | Recep Tayyip Erdoğan | FP          |                     |
| 11 novembre 1998  | 1er avril 2004    | Ali Müfit Gürtuna    | FP puis AKP |                     |
| 1er avril 2004    | 22 septembre 2017 | Kadir Topbaş         | AKP         | Démissionnaire      |
| 28 septembre 2017 | 17 avril 2019     | Mevlüt Uysal         | AKP         |                     |
| 17 avril 2019     | 6 mai 2019        | Ekrem İmamoğlu       | CHP         | Invalidé            |
| 6 mai 2019        | 27 juin 2019      | Ali Yerlikaya        |             | Gouverneur, intérim |
| 27 juin 2019      | En cours          | Ekrem İmamoğlu       | CHP         |                     |

## Économie

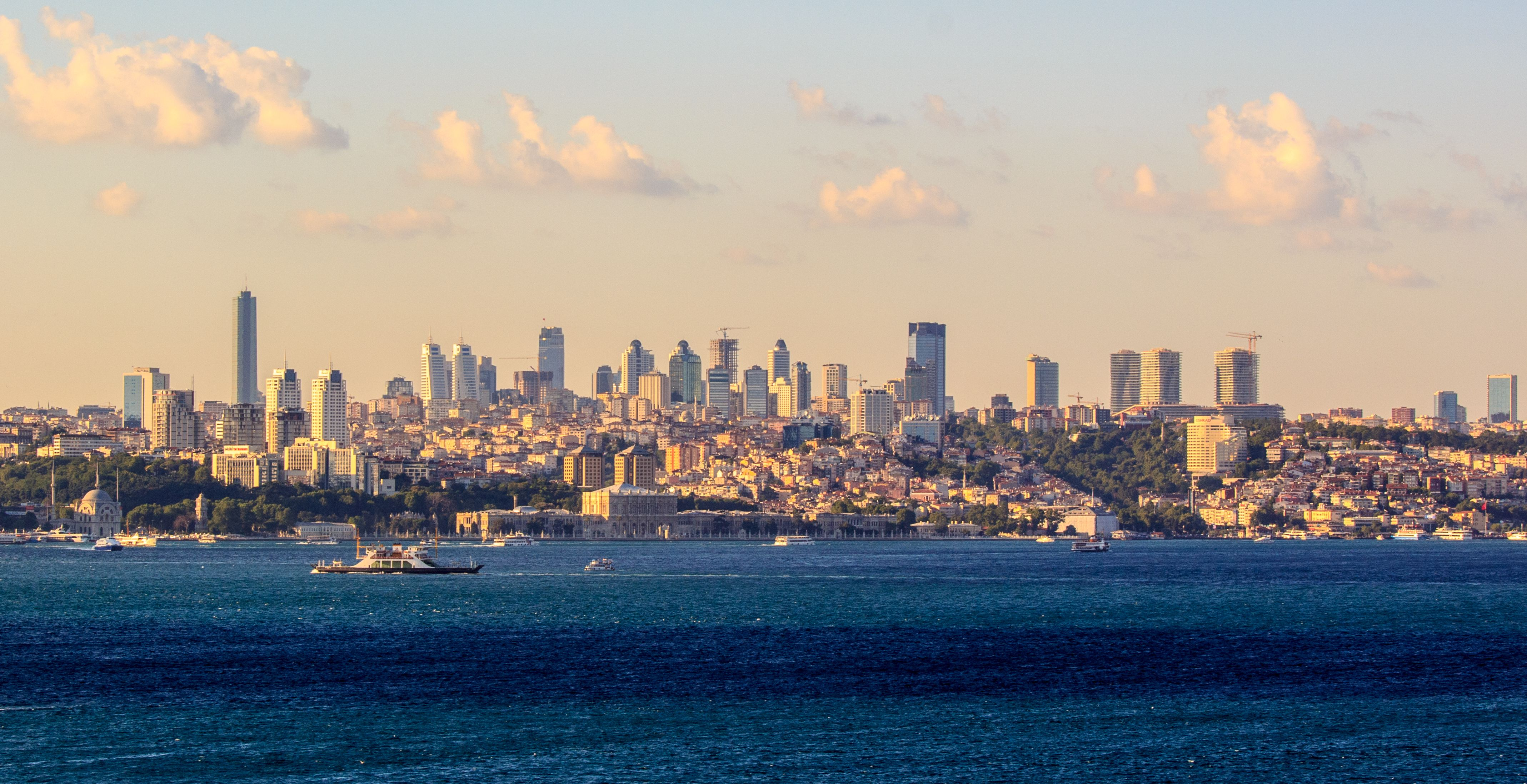
Levent est l'un des principaux quartiers financiers d'Istanbul.

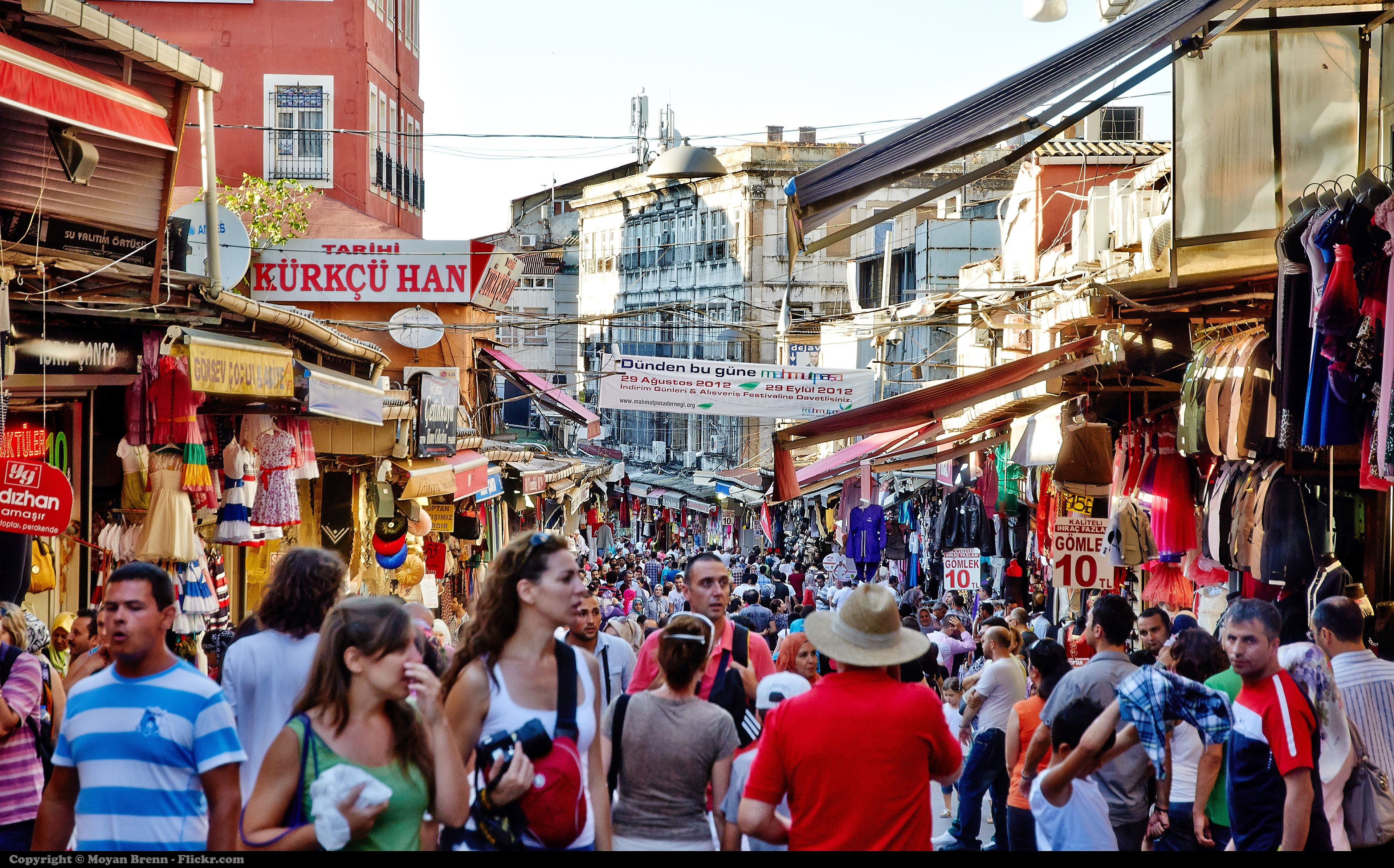
Rue commerçante et touristique dans le quartier de Fatih.

Bien qu'Istanbul ait perdu le statut de capitale politique de la Turquie au profit d’Ankara en 1923, elle n'en reste pas moins la ville majeure de Turquie sur le plan économique, industriel, éducatif et culturel, et le plus important centre d’import-export : composée de 25% de la population turque, elle contribue à 40 % des recettes fiscales du pays. Elle abrite également le plus grand port de commerce du pays ainsi que l'unique Bourse des valeurs de Turquie. En 2012, la ville d'Istanbul avait un PIB nominal de 332,4 milliards de dollars soit plus de 20 % du PIB de la Turquie (contre 7 % pour la capitale Ankara),.
Selon le magazine Forbes, Istanbul comptait un total de trente-sept milliardaires en 2013, se classant 5e au monde, derrière Moscou (84 milliardaires), New York (62 milliardaires), Hong Kong (43 milliardaires) et Londres (43 milliardaires).
Les quartiers d'affaires traditionnels, qui s'étaient édifiés au XIXe siècle dans l'arrondissement de Beyoğlu, se sont étendus vers le nord au cours des années 1960 et 1970, autour de la place Taksim notamment. Bankalar Caddesi (Rue des Banques) à Galata était le centre financier de l'Empire ottoman. Aujourd'hui, l’axe Levent-Maslak, le long du boulevard Büyükdere, concentre de nombreux sièges sociaux d’entreprises à dimension internationale et tend à devenir le pôle financier de la ville. Ces nouveaux quartiers redessinent la skyline de la ville, qui rappelle désormais celle des villes nord-américaines. Enfin, en tant que seule route maritime entre la mer Noire riche en pétrole et la Méditerranée, le Bosphore est l'une des voies navigables les plus fréquentées du monde; plus de 200 millions de tonnes de pétrole transitent chaque année par le détroit et le trafic sur le Bosphore est trois fois supérieur à celui du canal de Suez.

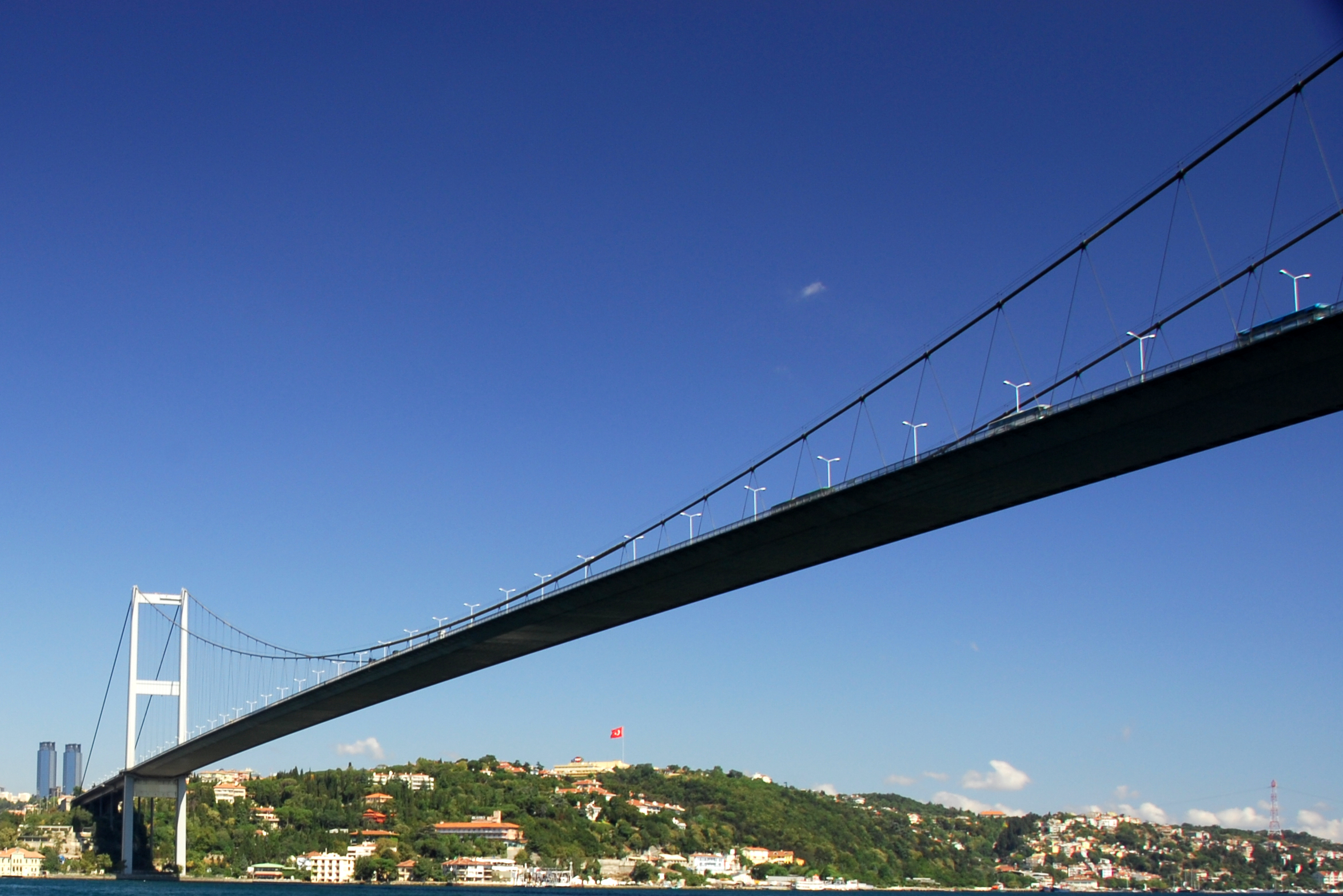
Le Pont des Martyrs du 15-Juillet (anciennement  Pont du Bosphore) est le premier pont reliant les rives européenne et asiatique (1973)
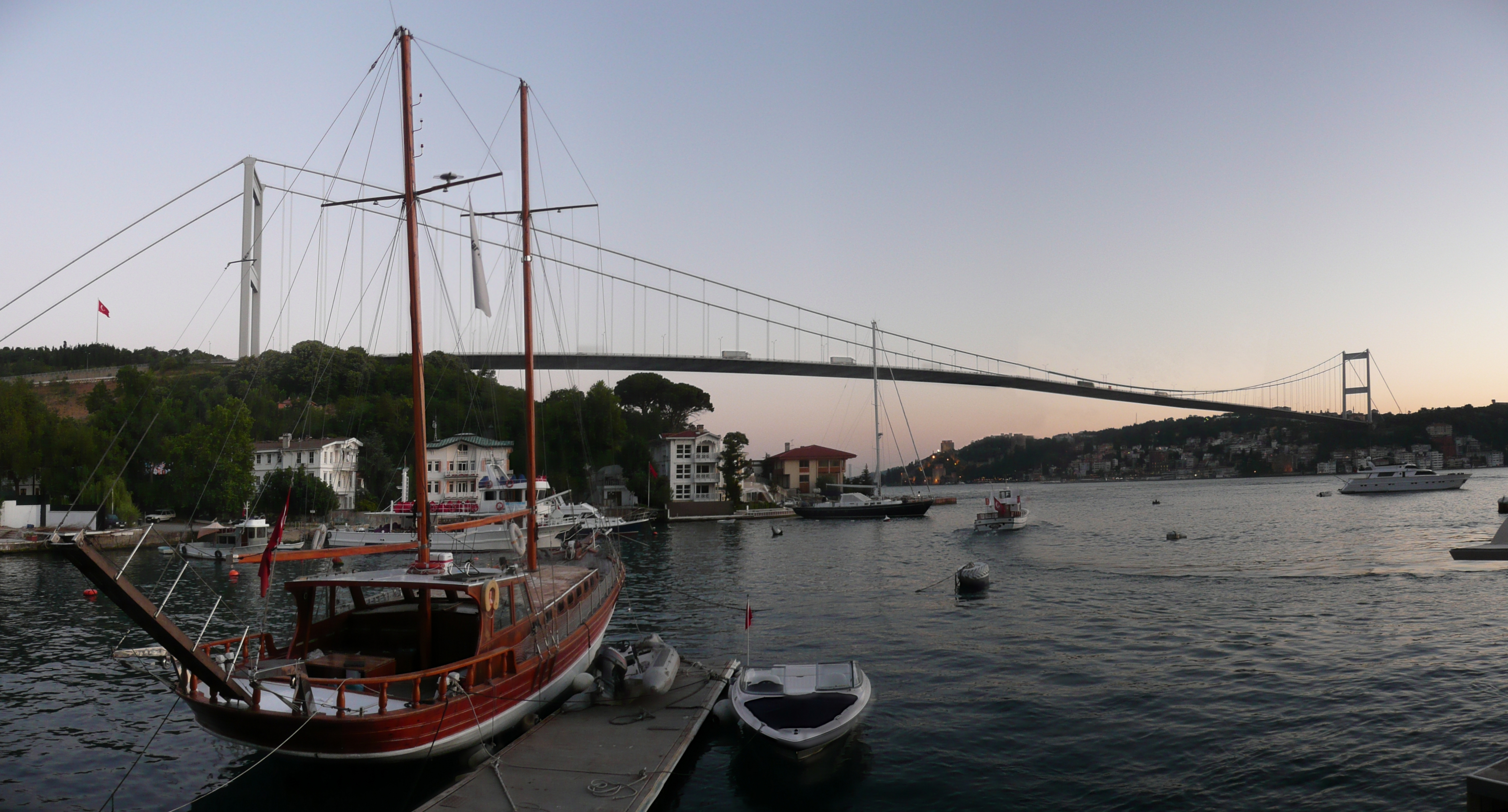
Pont Fatih Sultan Mehmet (1988)
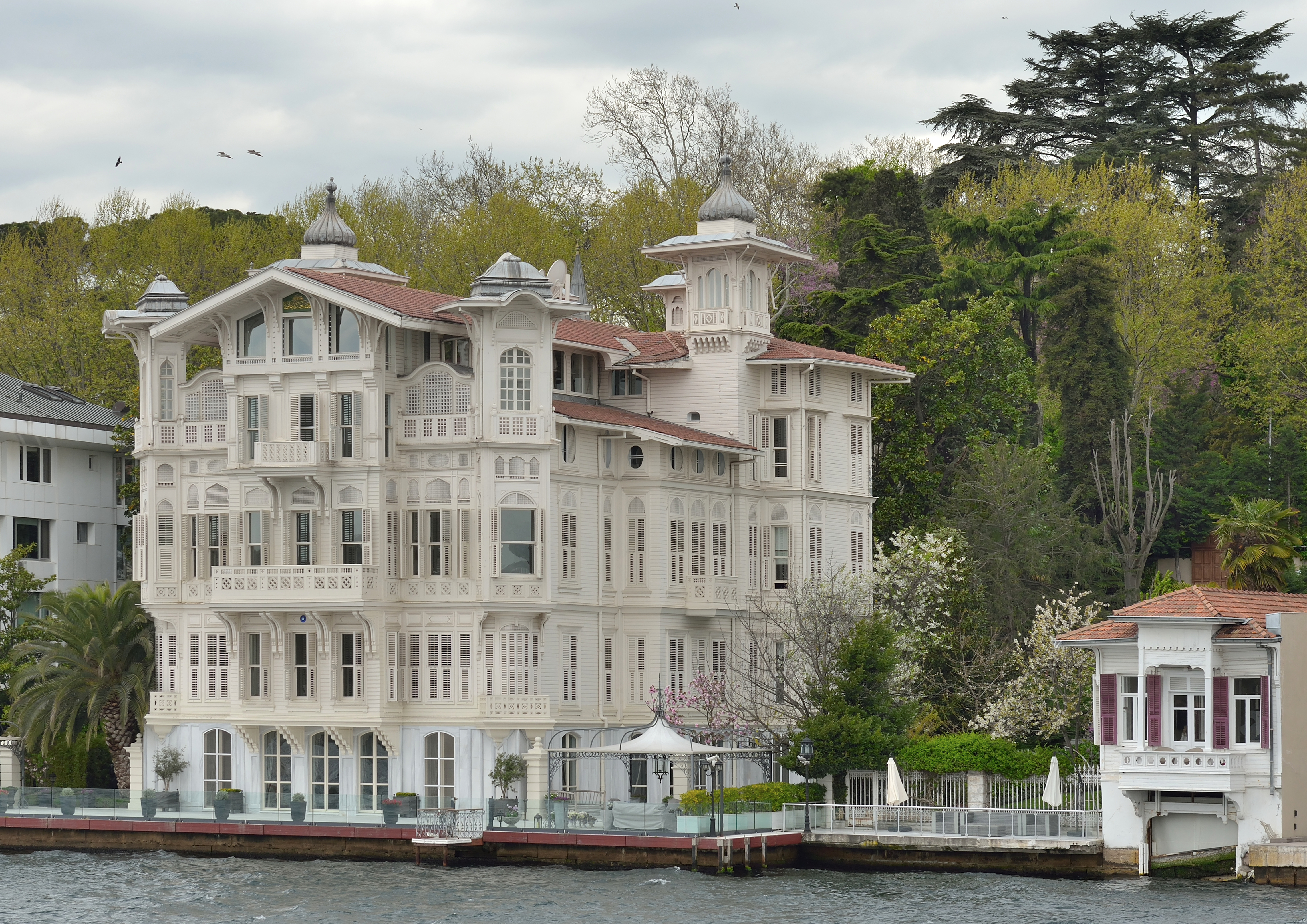
Un yalı est une demeure construite à proximité immédiate du bord de l'eau (presque exclusivement sur le front de mer) à Istanbul.
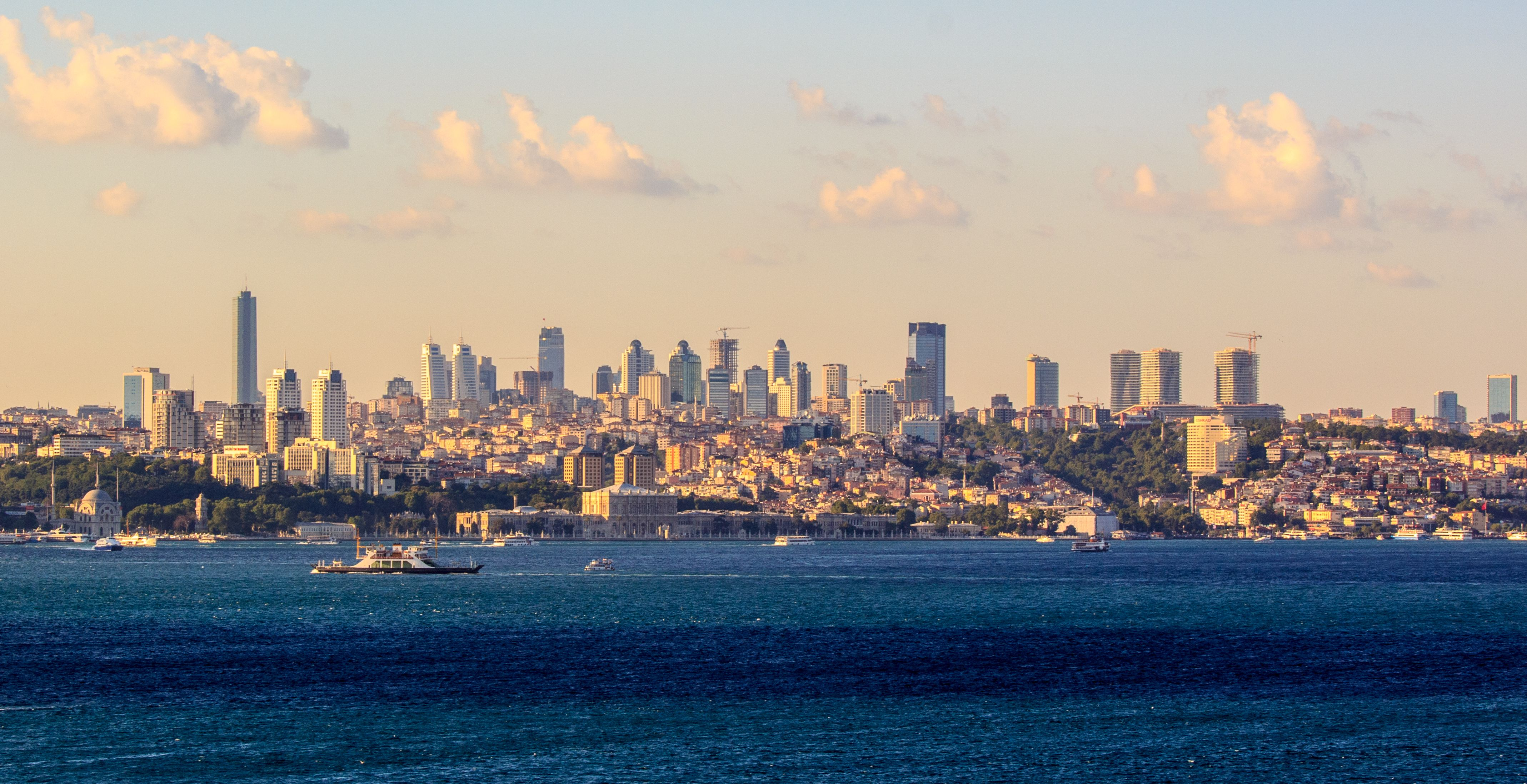
Levent est l'un des principaux quartiers d'affaires d'Istanbul
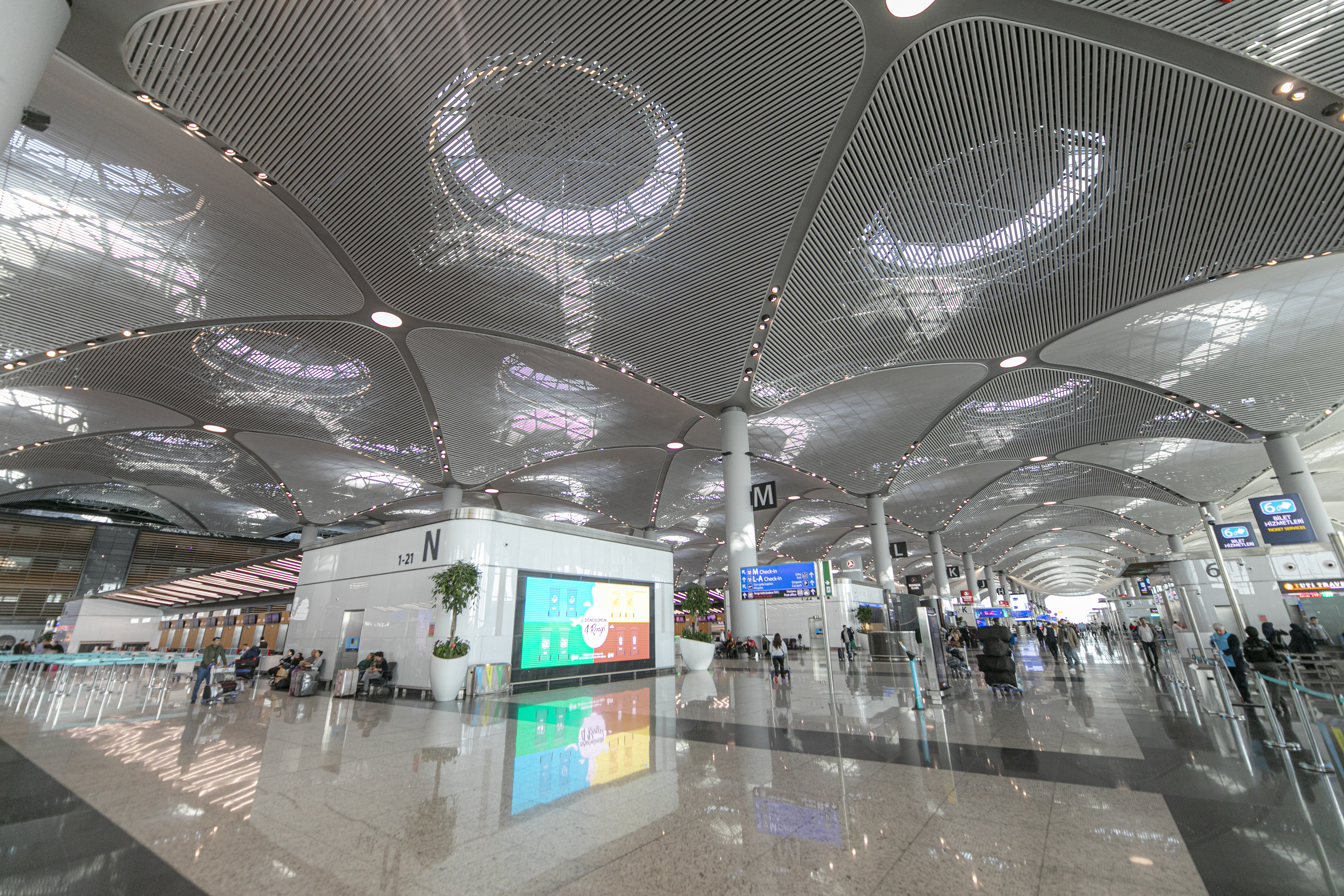
Aéroport d'Istanbul

## Urbanisme

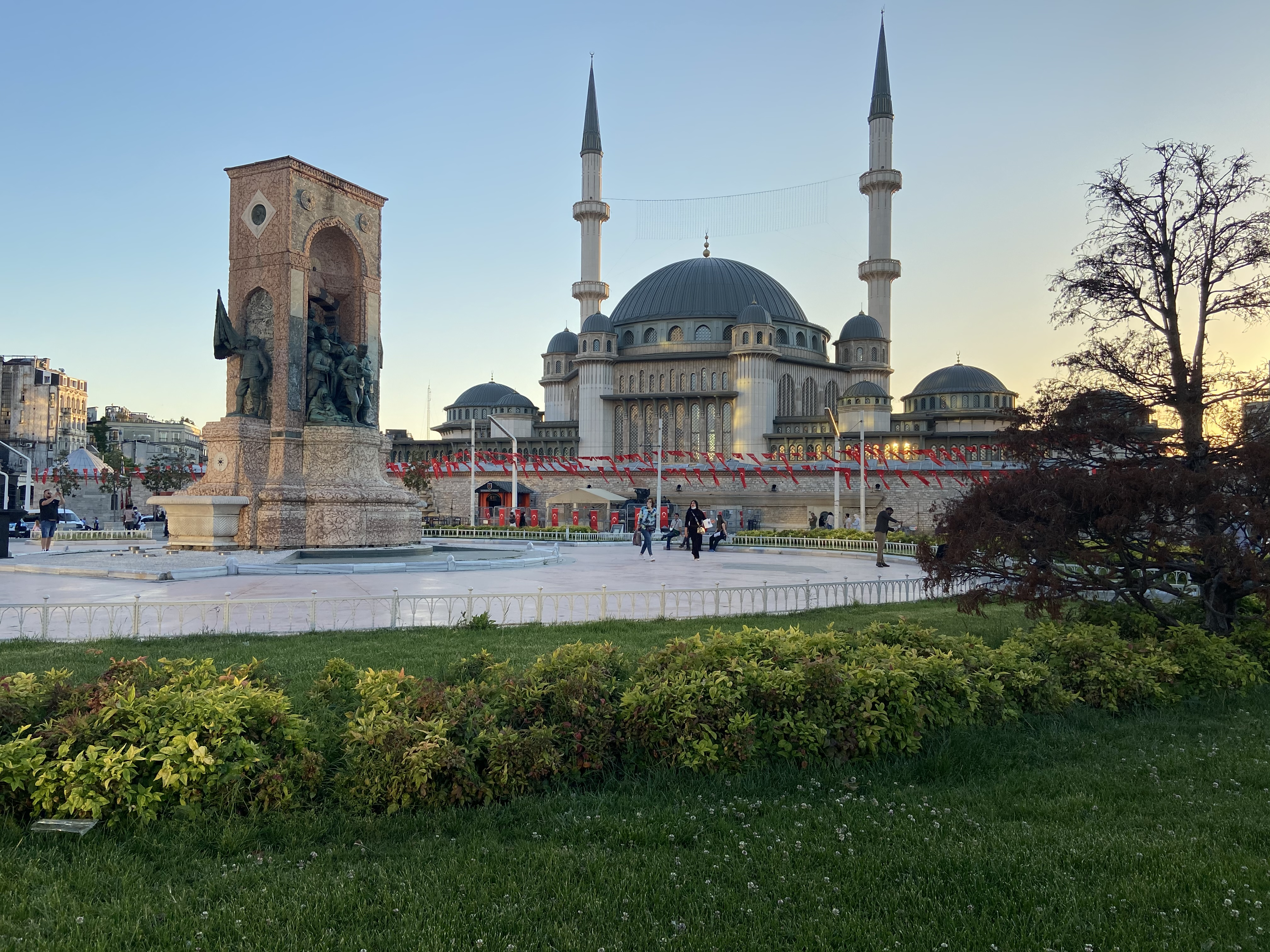
Monument de la République (1928) sur la place Taksim

L'urbanisation non maitrisée est l'un des principaux problèmes de la municipalité d'Istanbul.
Le parc Gezi est un parc urbain d'Istanbul situé dans le quartier de Taksim. Sa suppression est envisagée par le projet de piétonnisation de la place Taksim et engendre un mouvement protestataire.
Récemment, un grand nombre d'arbres ont été coupés au nord d'Istanbul pour la construction du troisième pont sur le Bosphore (Pont Yavuz Sultan Selim) et le troisième aéroport d'Istanbul (2 330 012, arbres ont été coupés pour le projet de l'aéroport, et 381 096, arbres ont été coupés pour le projet de pont,,.)

## Transports

### Transport en commun
Il existe dix lignes de métro conventionnel, deux lignes de métro léger (hafif metro), deux tramway et deux funiculaires, ainsi que des lignes de trains de banlieue. Sur le modèle pratiqué dans plusieurs villes, un metrobus (autobus surélevé circulant en site propre) a été mis en fonction en 2009.

### Transport ferroviaire
Istanbul possède deux gares ferroviaires, Sirkeci (sur la rive européenne) qui date de 1889 et Haydarpaşa (sur la rive asiatique) qui date de 1909. C'est de Sirkeci (quai 1) que partent vers l'Europe le prestigieux Venise-Simplon-Orient-Express, mais aussi le Danube-Express et le Bosphore-Express. Le Train de l'amitié (voitures-lits franco-turques) vers la Grèce partait de Sirkeci jusqu'à la suppression de la ligne. De Haydarpaşa, le Trans-Asia-Express dessert l'est du pays vers Téhéran, tandis que le service direct du Taurus-Express vers Bagdad devrait être prochainement rétabli. C'est également la tête de ligne des trains à grande vitesse vers Ankara.
La construction d'un tunnel ferroviaire sous le Bosphore (le tunnel le plus profond du monde), baptisé Marmaray, a débuté en 2004. L'inauguration a eu lieu le 29 octobre 2013.

### Transport routier
La ville est reliée aux autres centres d'agglomération du pays par le réseau autoroutier. Trois ponts sur le Bosphore (construits en 1973, 1988 et 2016) ainsi qu'un tunnel routier (Tunnel Eurasia, construit en 2016) assurent la liaison entre les parties européennes et asiatiques de la ville ainsi qu'avec le reste du pays.

### Transport aérien
Istanbul est actuellement desservie par deux aéroports, l'Aéroport d'Istanbul et l'Aéroport international Sabiha-Gökçen.
L'Aéroport international Sabiha-Gökçen, ouvert le 8 janvier 2001 et situé sur la rive asiatique, a accueilli 31 385 841 passagers en 2017 ; il sert de base pour les compagnies Pegasus Airlines et Turkish Airlines.
L'Aéroport d'Istanbul a ouvert ses portes le 29 octobre 2018, après cinq ans de construction. C'est désormais un des plus grands aéroports au monde avec une capacité en première phase de 90 000 000 passagers par an. Cependant, il est programmé pour accueillir 200 000 000 passagers chaque année au moment de sa finalisation, en 2027.
Un troisième aéroport, l'Aéroport Atatürk d'Istanbul desservait la région jusqu'au 6 avril 2019, quand il fut complètement remplacé par le nouvel Aéroport d'Istanbul. Situé sur la rive européenne, ce premier a accueilli 63 727 448 passagers en 2017. Il se trouve à 15 km à l'ouest du centre d'Istanbul et servait de base pour les compagnies Turkish Airlines, Onur Air et AtlasGlobal.
En 2018, le trafic cumulé des aéroports d'Istanbul atteint les 102 200 000 passagers, soit un 48,6 % du total national (210,2 millions) dont environ 41 600 000 sont d'origine turque et 60 500 000 d'autres nationalités.

### Taxi
À Istanbul, le transport en taxi est très développé. Les véhicules sont facilement identifiables à leur couleur jaune, à leur enseigne mais aussi avec la lettre T sur leurs plaques d'immatriculation.

### Transport maritime
Le canal d'Istanbul est un projet de canal initié en 2011 par le premier ministre turc Recep Tayyip Erdoğan qui, dans le cadre du centenaire de la fondation de la République turque, a une grande politique de développement. Son projet « Hedef 2023 » (en) de type néo-impérial et néo-ottomaniste privilégie Istanbul, ville historiquement polycentrique par nature, alors que la société turque est tiraillée entre conservatisme et libéralisme sur fond de globalisation et de standardisation des loisirs.
D'une rive à l'autre, une desserte navale existe entre plusieurs embarcadères (iskele). La plupart des lignes sont gérées par des sociétés privées ayant une délégation de service public. Les vapur sont les navires les plus grands et desservent les lignes longues (par exemple entre Üsküdar et Eminönü), les motor sont des bâtiments relativement plus petits et assurent une desserte plus rapide. Des liaisons existent entre Istanbul et des villes proches accessible par la mer, comme Bandırma ou Bursa.

Réseau de transport public avec des projets futurs
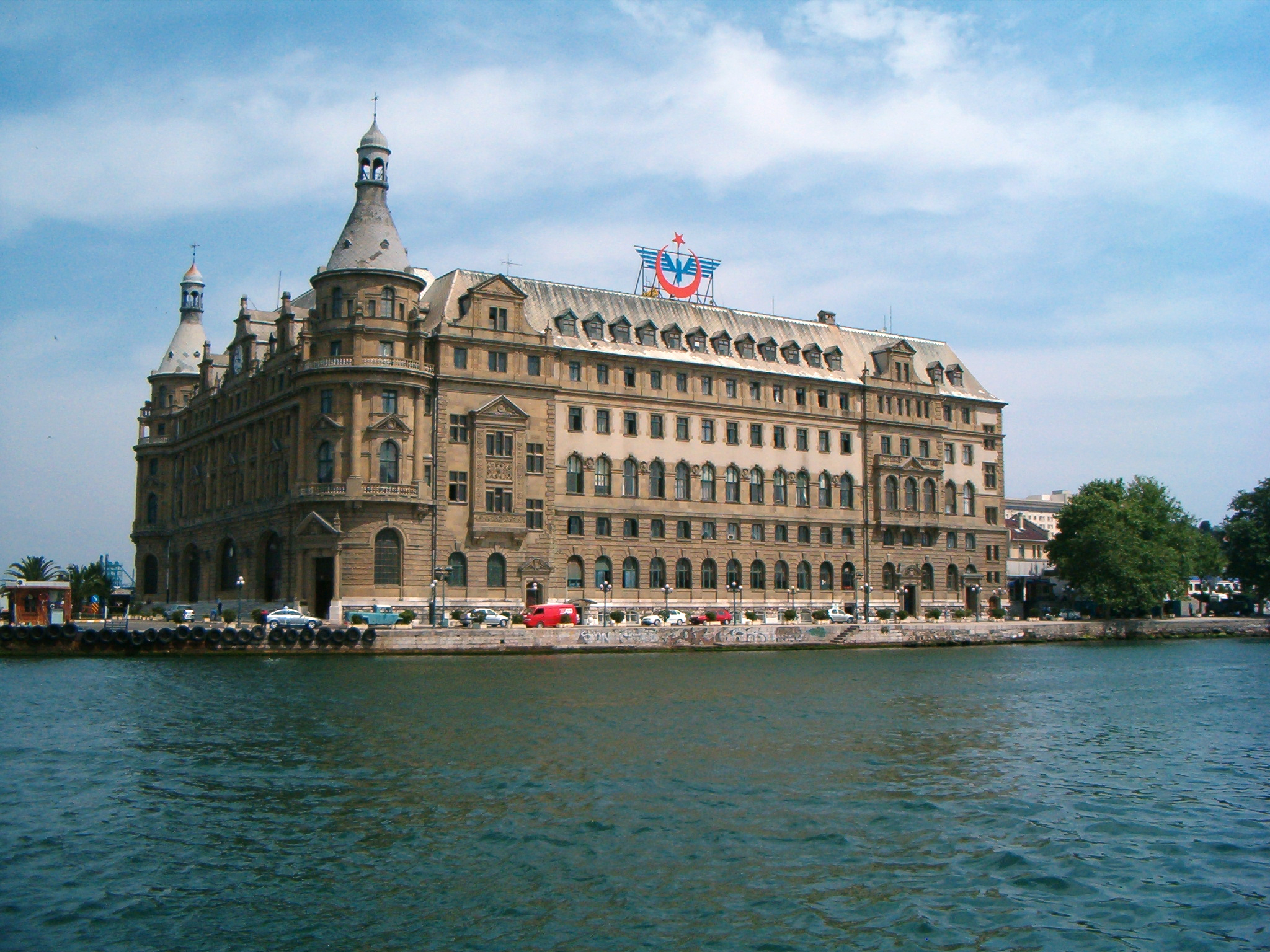
Gare de Haydarpaşa
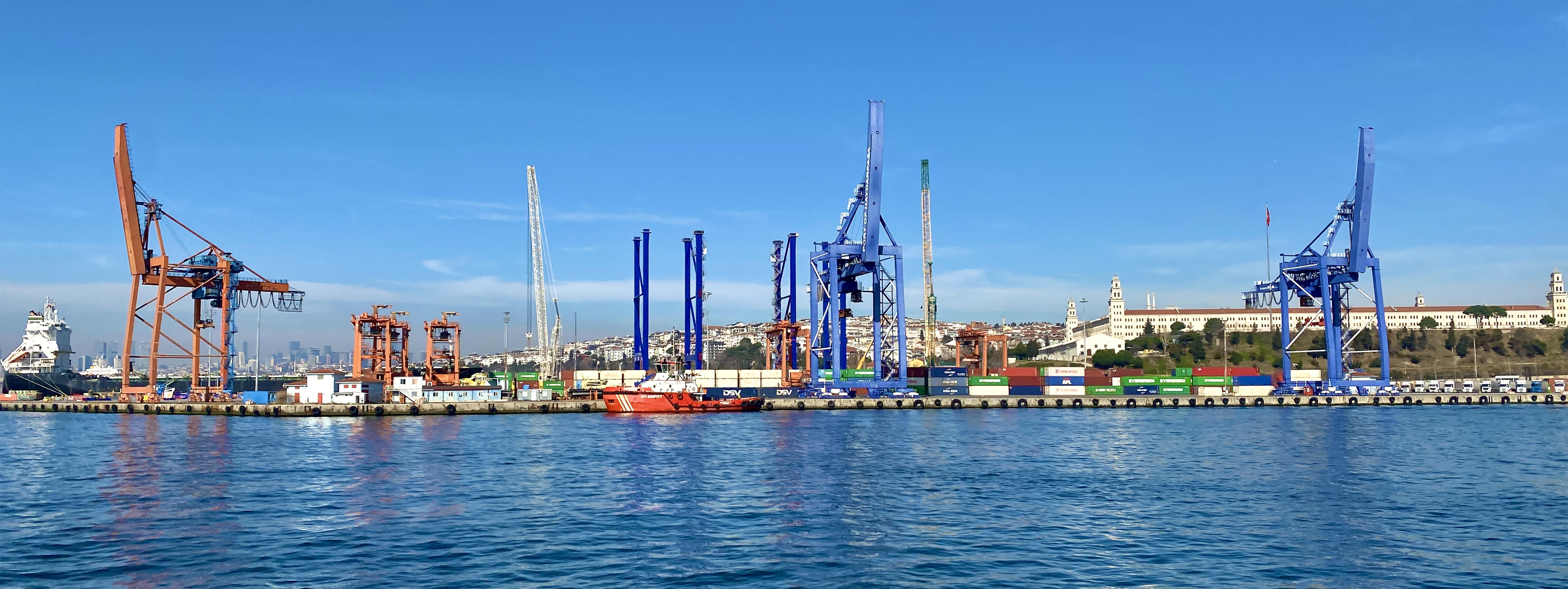
Port de Haydarpaşa à Kadıköy.
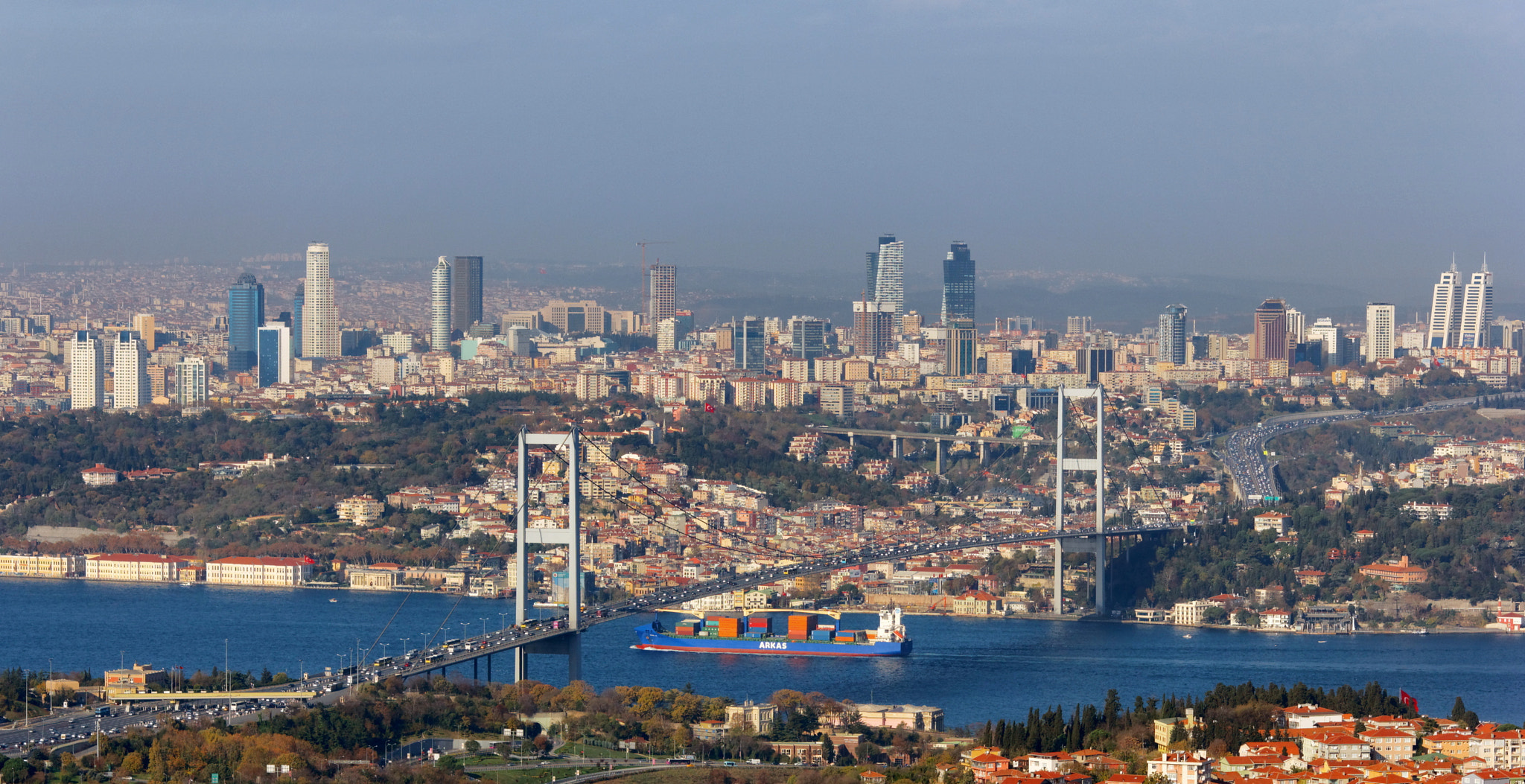
Pont du Bosphore et les gratte-ciel de la partie européenne d'Istanbul

## Tourisme
Istanbul, avec plus de 9,4 millions de visiteurs en 2011, est une destination touristique importante et la 7e dans le monde. Le nombre de touristes a augmenté de 9,2 % par rapport à l'année 2010. 14,6 % de ces touristes sont allemands, suivent ensuite les Russes (6,0 %), les Américains et les Britanniques (5,1 %), les Français et les Italiens (4,9 %), les Néerlandais (3,5 %), les Espagnols (3 %). Istanbul a donc accueilli environ un quart des 31,5 millions de touristes venus en Turquie en 2011. Elle reste en 2014 la 7e ville la plus visitée dans le monde (derrière Londres, Bangkok et Paris) avec 11,6 millions de visiteurs.
La ville a ouvert en 2009 le Musée Panorama 1453. Elle a également été désignée capitale européenne de la culture pour 2010 et capitale européenne du sport pour 2012.

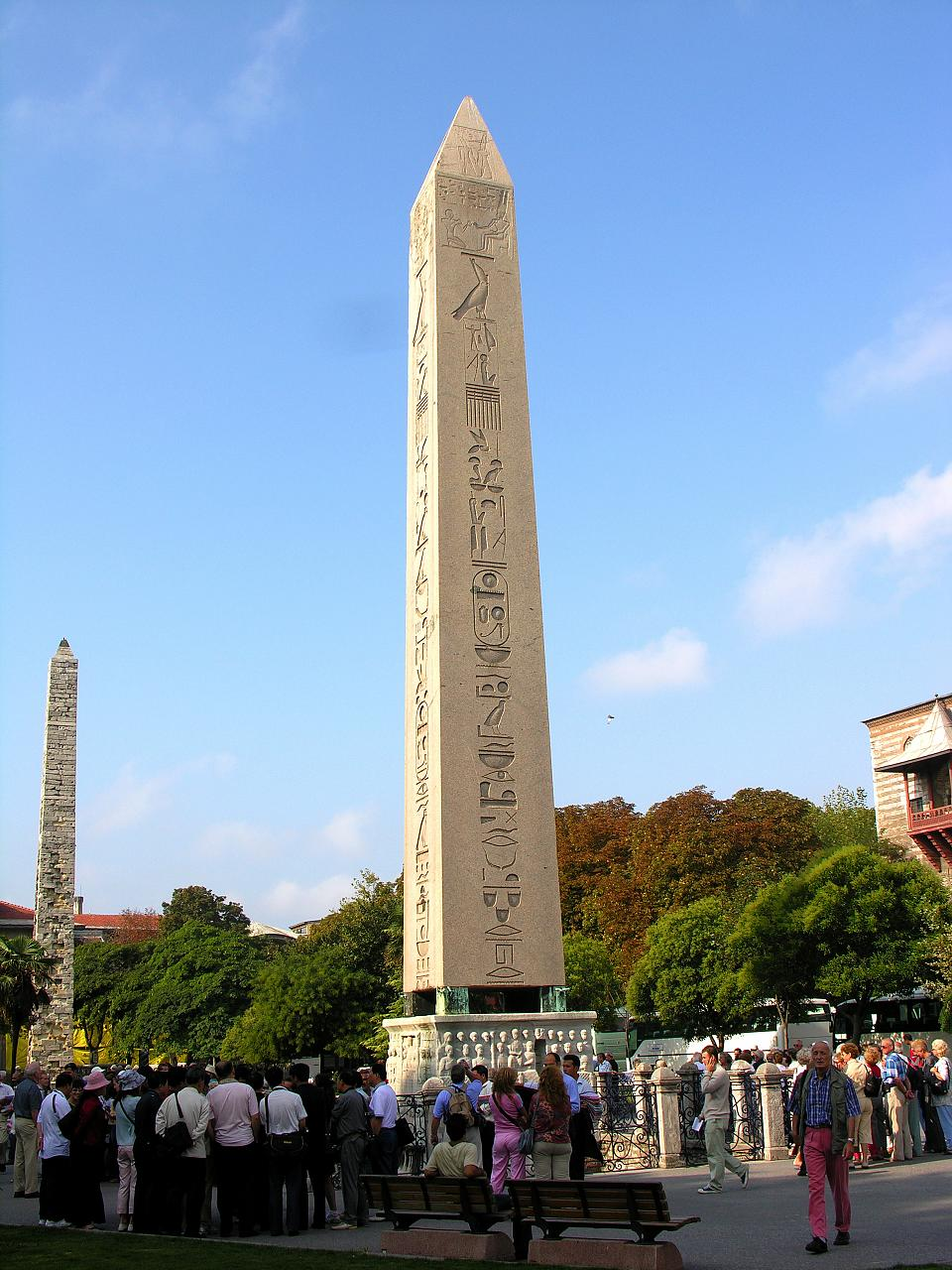
Touristes à l'ancien hippodrome de Constantinople.
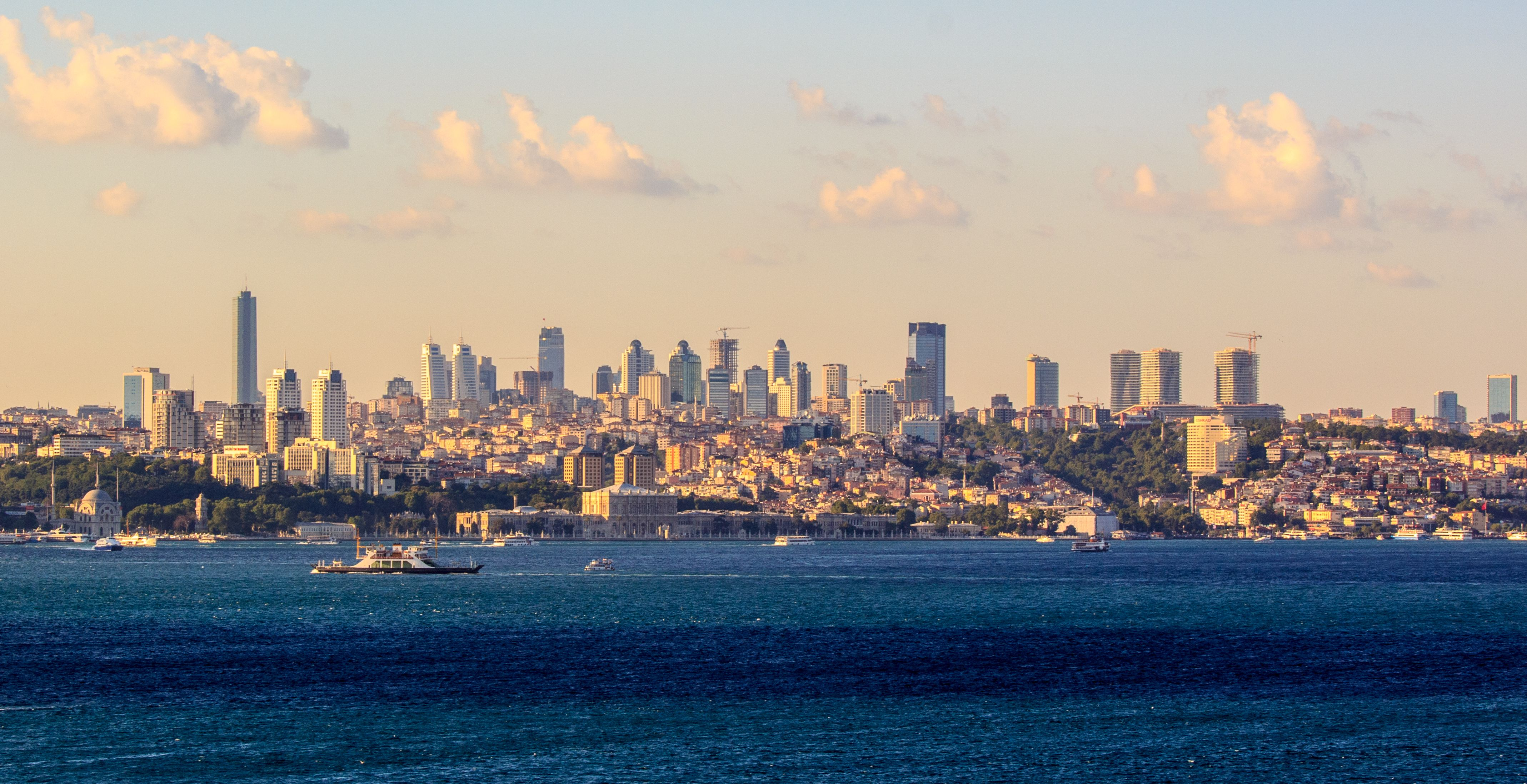
Un navire de croisière sur le Bosphore à Istanbul.
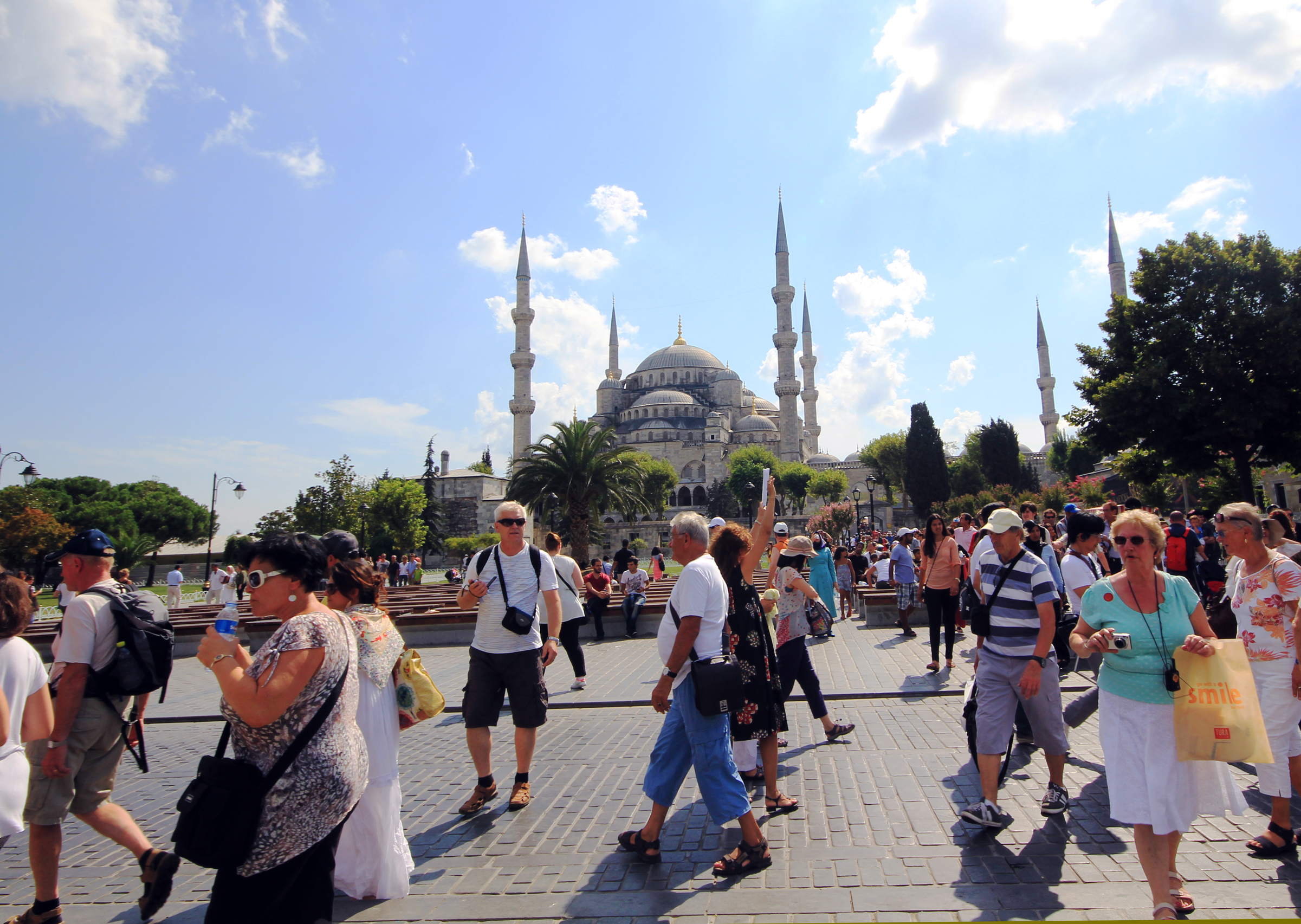
Touristes devant la Mosquée bleue.
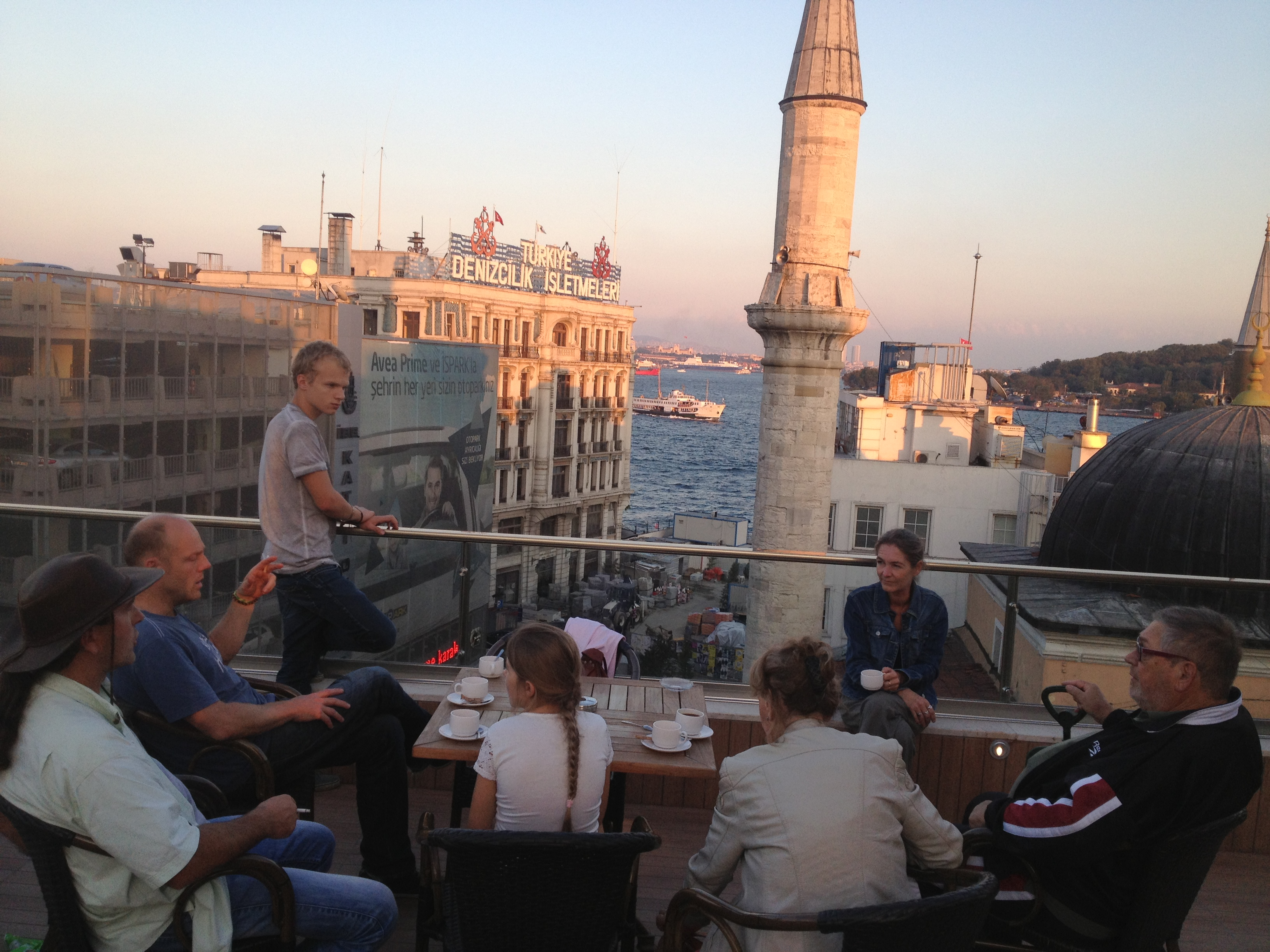
Groupe de touristes à Karaköy.

## Monuments d’İstanbul
Istanbul est principalement connue pour son architecture byzantine et ottomane, mais ses bâtiments reflètent les différents peuples et empires qui ont précédemment gouverné la ville. Des exemples d'architecture génoise et romaine restent visibles à Istanbul aux côtés de leurs homologues ottomans. Rien de l'architecture de la période grecque classique n'a survécu, mais l'architecture romaine s'est avérée plus durable. L'obélisque érigé par Théodose dans l'hippodrome de Constantinople est toujours visible sur la place Sultanahmet, et une section de l'aqueduc de Valens, construit à la fin du IVe siècle, est relativement intacte à l'extrémité ouest du quartier de Fatih. La colonne de Constantin, érigée en 330 de notre ère pour marquer la nouvelle capitale romaine, se dresse non loin de l'hippodrome.
L'architecture byzantine primitive a suivi le modèle romain classique de dômes et d'arcs, mais s'est améliorée sur ces éléments, comme dans l'église des Saints Serge-et-Bacchus. La plus ancienne église byzantine d'Istanbul - quoique en ruines - est le monastère du Stoudion (converti plus tard en mosquée Imrahor), qui a été construit en 454. Après la reprise de Constantinople en 1261, les Byzantins ont agrandi deux des plus importantes églises existantes, l'église de Saint-Sauveur-in-Chora et l'église Pammakaristos. Le sommet de l'architecture byzantine, et l'une des structures les plus emblématiques d'Istanbul, est la basilique Sainte-Sophie. Surmontée d'un dôme de 31 mètres de diamètre, la basilique Sainte-Sophie a été la plus grande cathédrale du monde pendant des siècles et a ensuite été convertie en mosquée et, telle qu'elle se présente aujourd'hui, en musée.
Les forteresses Anadolu Hisarı et Rumeli Hisarı, qui ont aidé les Ottomans pendant leur siège de la ville, sont parmi les plus anciens exemples d'architecture ottomane à Istanbul. Au cours des quatre siècles suivants, les Ottomans ont laissé une empreinte indélébile sur le panorama d'Istanbul, construisant des mosquées imposantes et des palais ornés. Le plus grand palais, Topkapi, comprend un large éventail de styles architecturaux, du baroque à l'intérieur du harem à sa bibliothèque de style néoclassique Enderûn. Les mosquées impériales comprennent la mosquée Fatih, la mosquée Bayezid, la mosquée Selim, la mosquée Süleymaniye, la mosquée Bleue et la mosquée Yeni, toutes construites à l'apogée de l'Empire ottoman, aux  XVIe et XVIIe siècles. Dans les siècles suivants, et surtout après les réformes Tanzimat, l'architecture ottomane a été supplantée par les styles européens. La mosquée impériale Nuruosmaniye en est un exemple. Les zones autour de l'avenue İstiklal étaient couvertes de grandes ambassades européennes et de rangées de bâtiments néoclassiques, néo-Renaissance et Art nouveau, qui ont continué à influencer l'architecture de nombre de bâtiments à Beyoğlu - dont les églises, les magasins et les théâtres - et les bâtiments officiels tels que les palais de Dolmabahçe et de Ciragan.

### Principaux monuments
- Sainte-Sophie (Ayasofya)

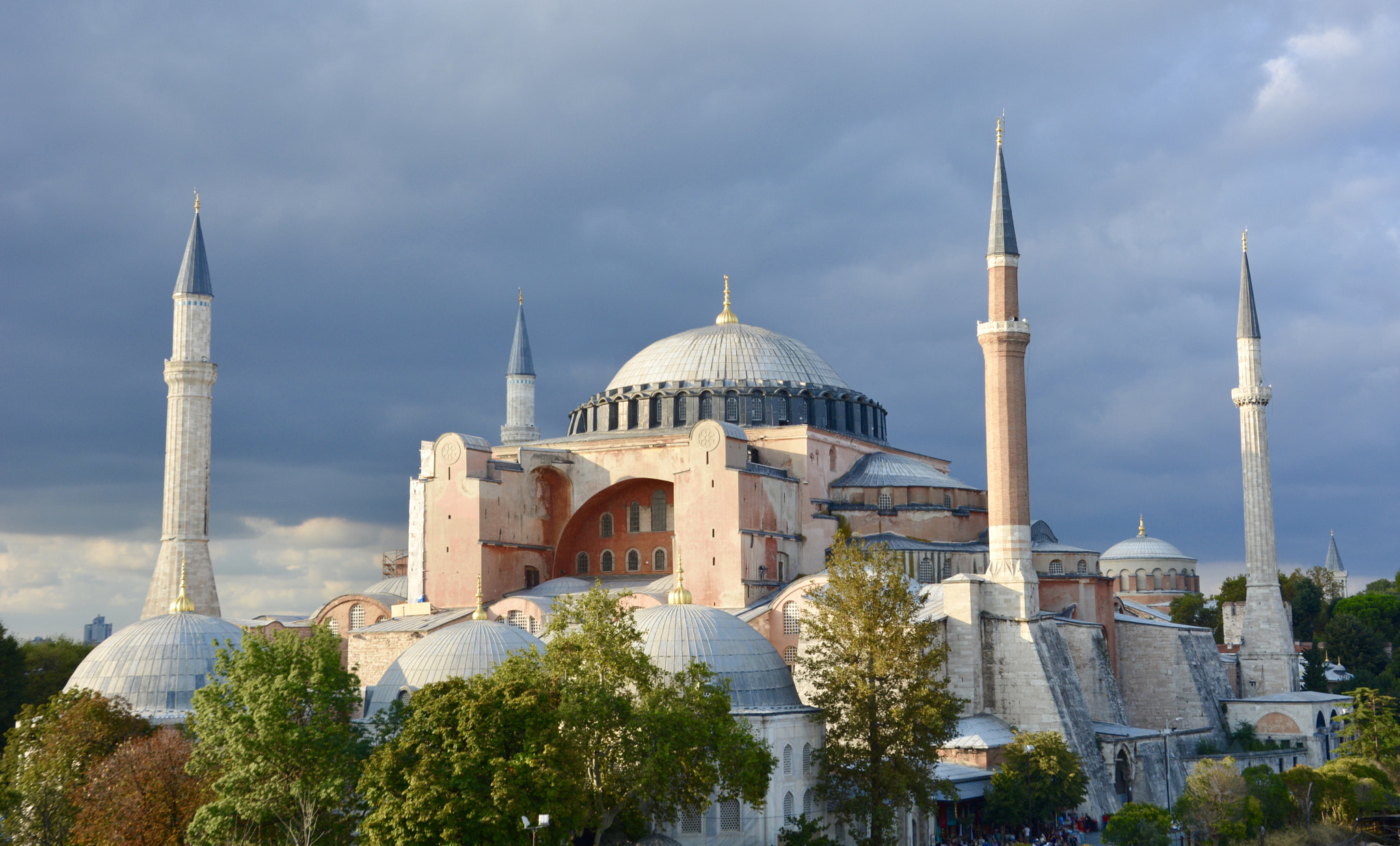
Sainte-Sophie

L’église Sainte-Sophie est aussi appelée Ayasofya : les deux signifient Sainte Sagesse, mais une confusion est possible avec le prénom Sophie avec la première dénomination. Or, elle ne fut jamais dédiée à une sainte qui s'appelle Sophie. Elle fut construite par les architectes Anthémius de Tralles et Isidore de Milet, à la demande de l’empereur byzantin Justinien Ier, pour remplacer l’ancienne basilique qui avait été incendiée en 532 pendant une révolte de la population.
Depuis son ouverture en 537, ce bâtiment vieux de quinze siècles fut l’objet de nombreuses réparations dont la principale, effectuée par l’architecte Sinan, permit de sauvegarder le dôme.
Elle fut transformée en mosquée à la suite de la prise de Constantinople en 1453. Quatre minarets furent ajoutés sous le règne de différents sultans. Mustafa Kemal Atatürk la fit transformer en musée en 1934.
La construction, célèbre pour ses mosaïques à fond d’or, est couverte d’une coupole à quarante côtés ayant un diamètre interne de 30,80 à 31,88 m et une hauteur de 55,60 m. Cette hauteur sous coupole resta inégalée durant neuf siècles, jusqu’à la construction du Dôme de Florence par Filippo Brunelleschi au début de la Renaissance italienne. Le bâtiment est soutenu par cent sept colonnes dont quarante se trouvent en bas et soixante-sept à l’étage supérieur.
- La Mosquée bleue (Sultanahmet camii)

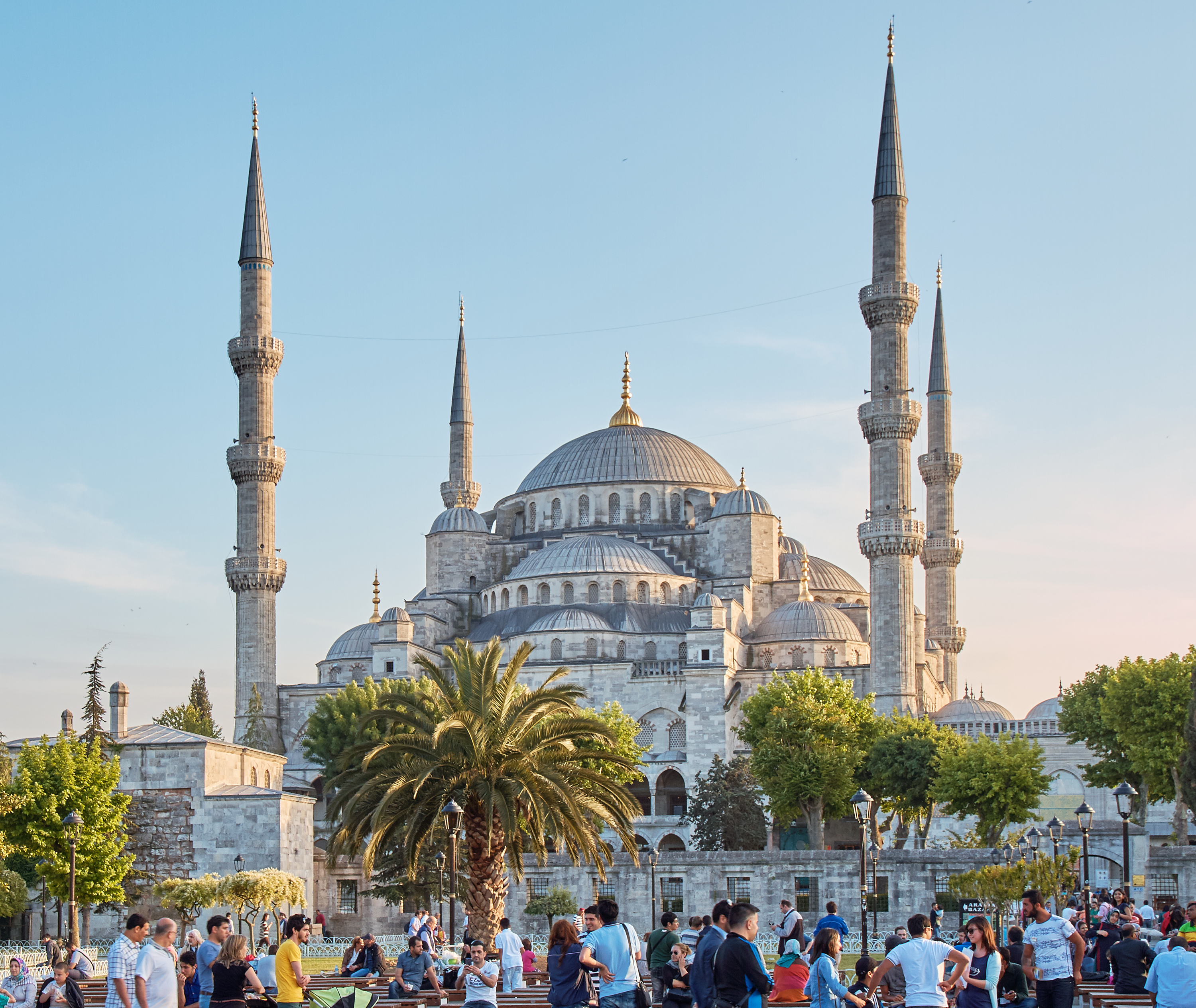
La Mosquée bleue.

Cette mosquée fut, jusqu’à la fin du XXe siècle, la seule de Turquie à être entourée de six minarets. Elle fut construite par l’architecte Sedefhar Mehmet Ağa sous le règne du sultan Ahmed Ier entre les années 1609 et 1616.
L’intérieur de la mosquée, qui encadre une cour de 64 × 72 m, est éclairée par 260 fenêtres. Ce sont ses nombreuses faïences de couleur bleue, verte et blanche qui lui ont valu le nom de « Mosquée bleue » en Europe. Quant aux calligraphies, elles sont l’œuvre de Seyit Kasım Gubarî, originaire de Diyarbakır. La Mosquée bleue est l'une des plus visitées à İstanbul qui s'est néanmoins dotée de 565 mosquées dans son histoire.
- Le palais de Topkapı (Topkapı sarayı)

Ce palais fut le centre administratif de l’Empire ottoman après la chute de Constantinople. Il est situé au bord de la vieille ville d’İstanbul, avec une vue à la fois sur la mer de Marmara et sur le Bosphore. Ce palais des sultans, à la pointe de la Corne d'Or, s'étend à l'emplacement d'une antique oliveraie.
Sa construction commença en 1461 sous le règne de Mehmed II, et des ajouts y furent faits jusqu’au XIXe siècle où les sultans ottomans l'abandonnèrent en 1856 au profit du palais de Dolmabahçe. Mustapha Kemal, en fondant la république en 1924, le transforma en musée.

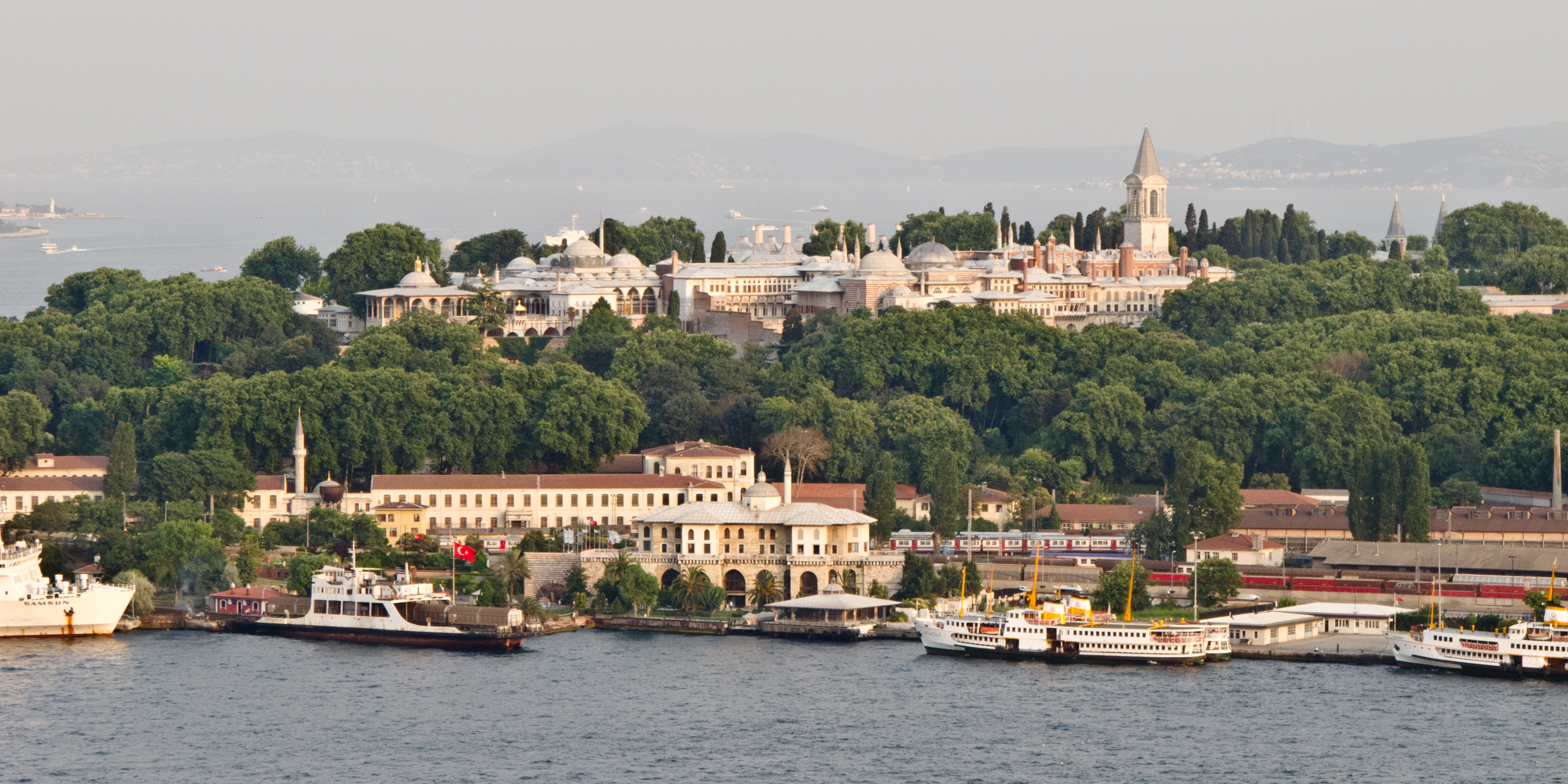
Le palais de Topkapı.
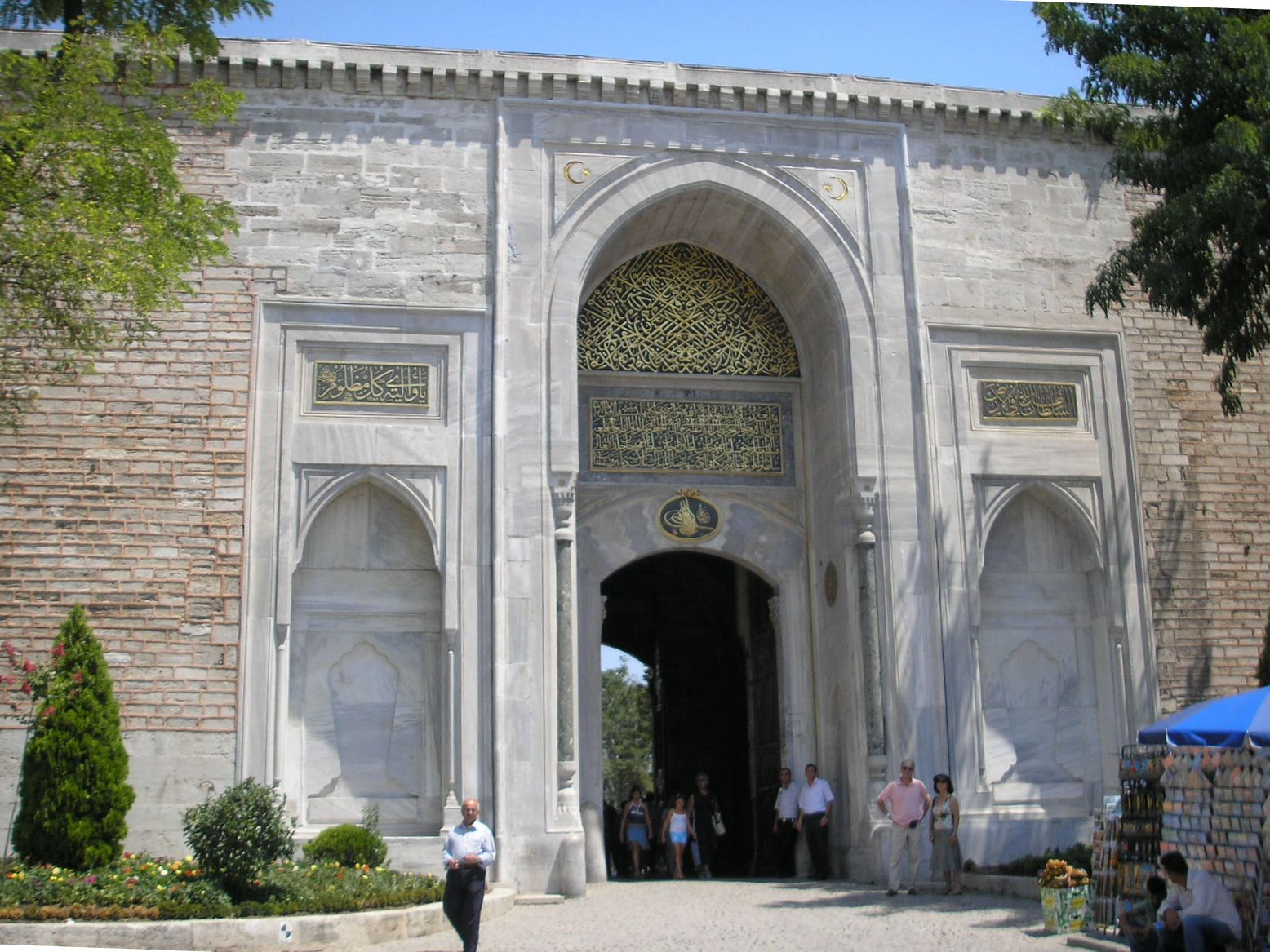
Porte impériale du palais de Topkapı.
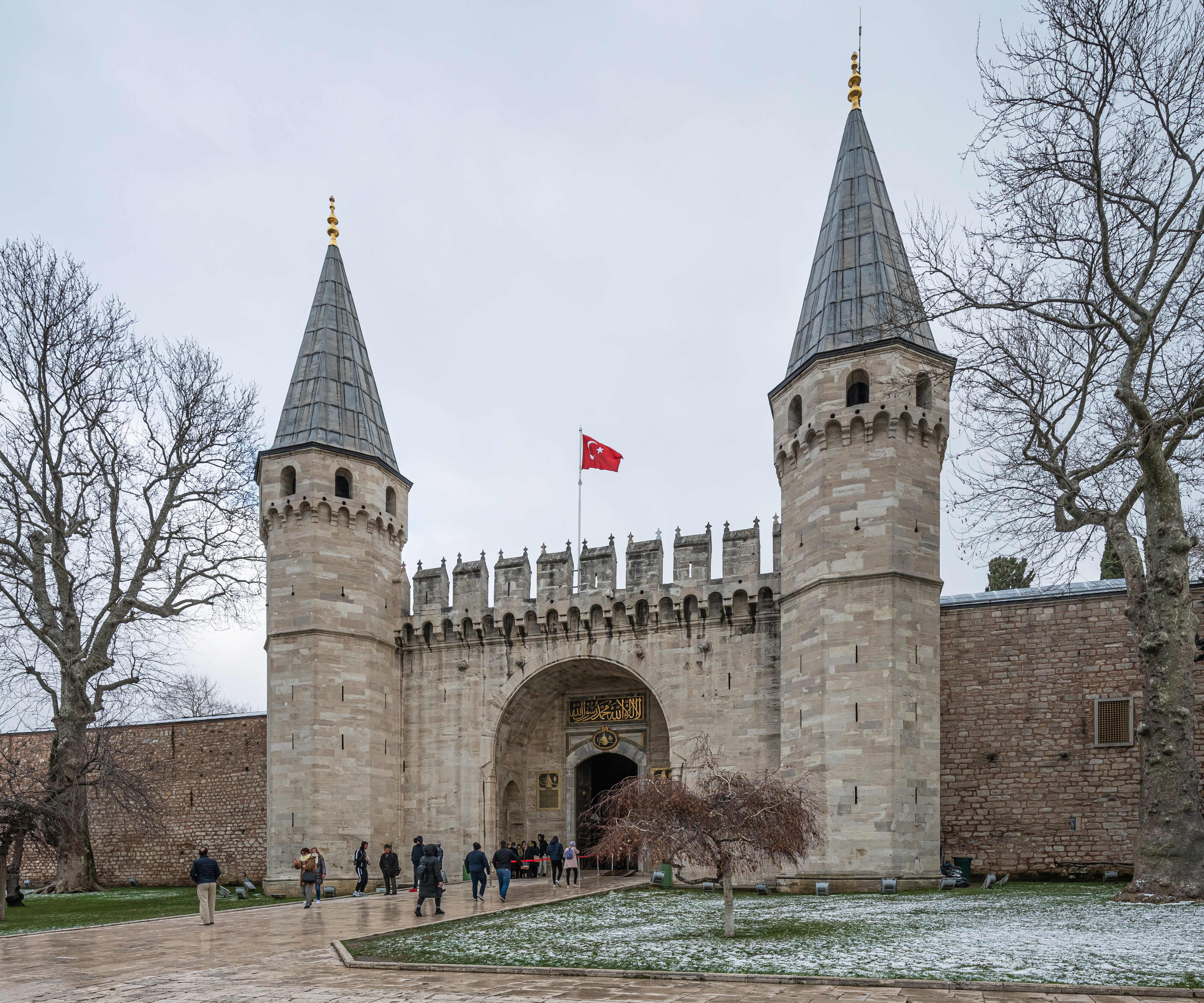
Porte des salutations palais de Topkapı.
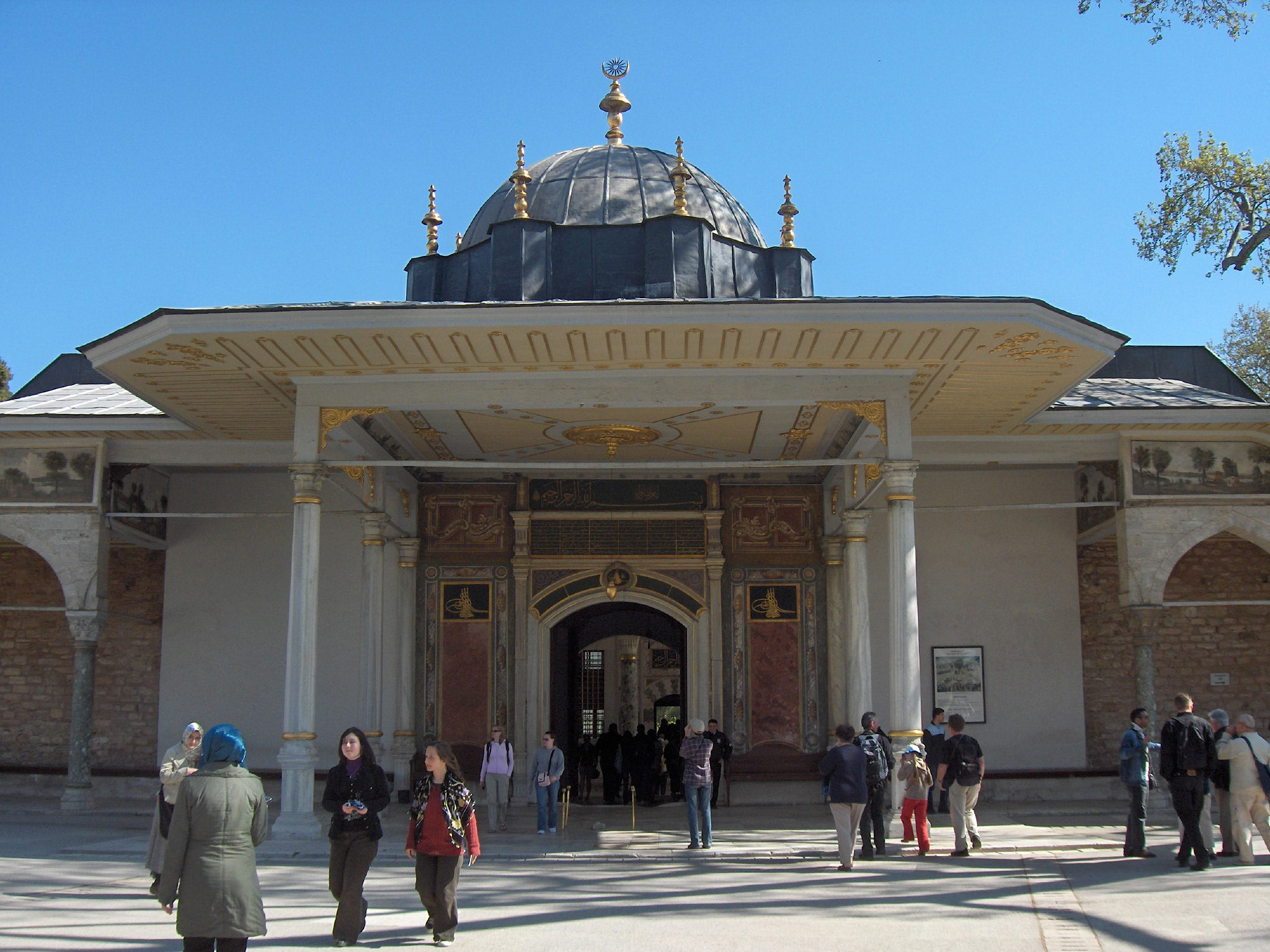
Le palais de Topkapı.

- Le palais de Dolmabahçe (Dolmabahçe sarayı)

« Dolmabahçe » était à l’origine une baie sur le Bosphore qui fut comblée petit à petit à partir du XVIIe siècle pour devenir un jardin des plus appréciés par les sultans ottomans, d’où son nom turc Dolmabahçe, dolma signifiant « rempli » et bahçe « jardin ».
Différentes résidences d’été y furent construites au cours de l’histoire, mais le palais de Dolmabahçe proprement dit fut construit entre 1853 et 1856 sous le règne du sultan Abdülmecid, à l’emplacement de l’ancien palais côtier de Beşiktaş par les architectes de la famille Balian. Il est le plus grand des palais du Bosphore. Le palais se compose de trois parties, respectivement le Mabeyn-i Hümâyûn (salon réservé aux hommes), le Muayede Salonu (salon des cérémonies) et le Harem-i Hümâyûn (les appartements de la famille du sultan). On trouve dans le bâtiment 285 chambres, 46 salons, six hammams et 68 toilettes, pour une surface utilisable de 45 000 m2.
L’horloge du palais de Dolmabahçe est arrêtée à l’heure du trépas de Mustafa Kemal Atatürk, qui y perdit la vie le 10 novembre 1938 à 9 h 5.

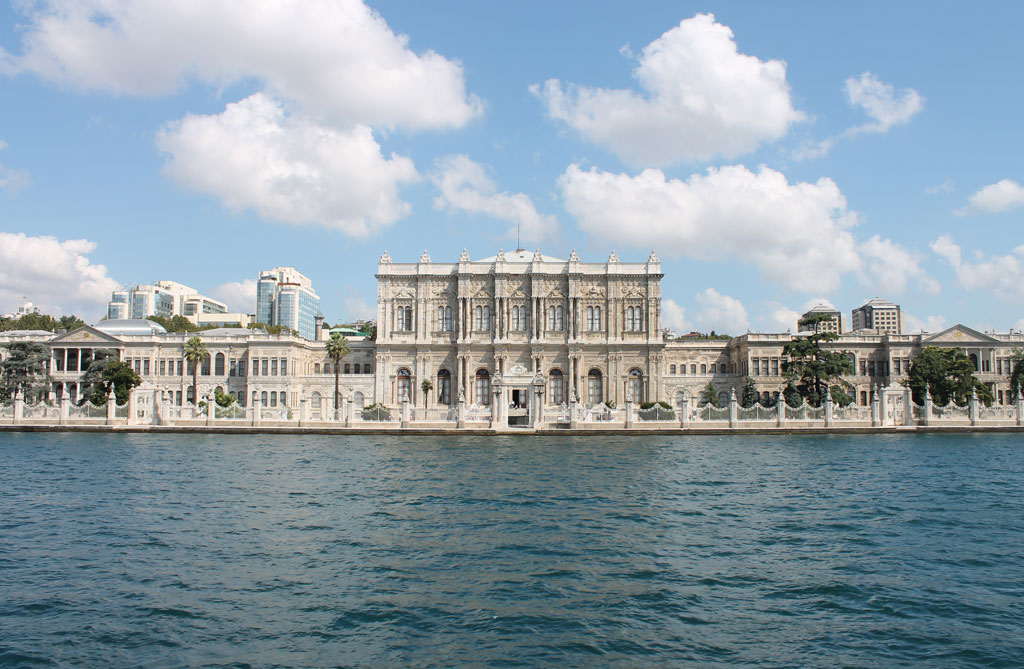
Le palais de Dolmabahçe.
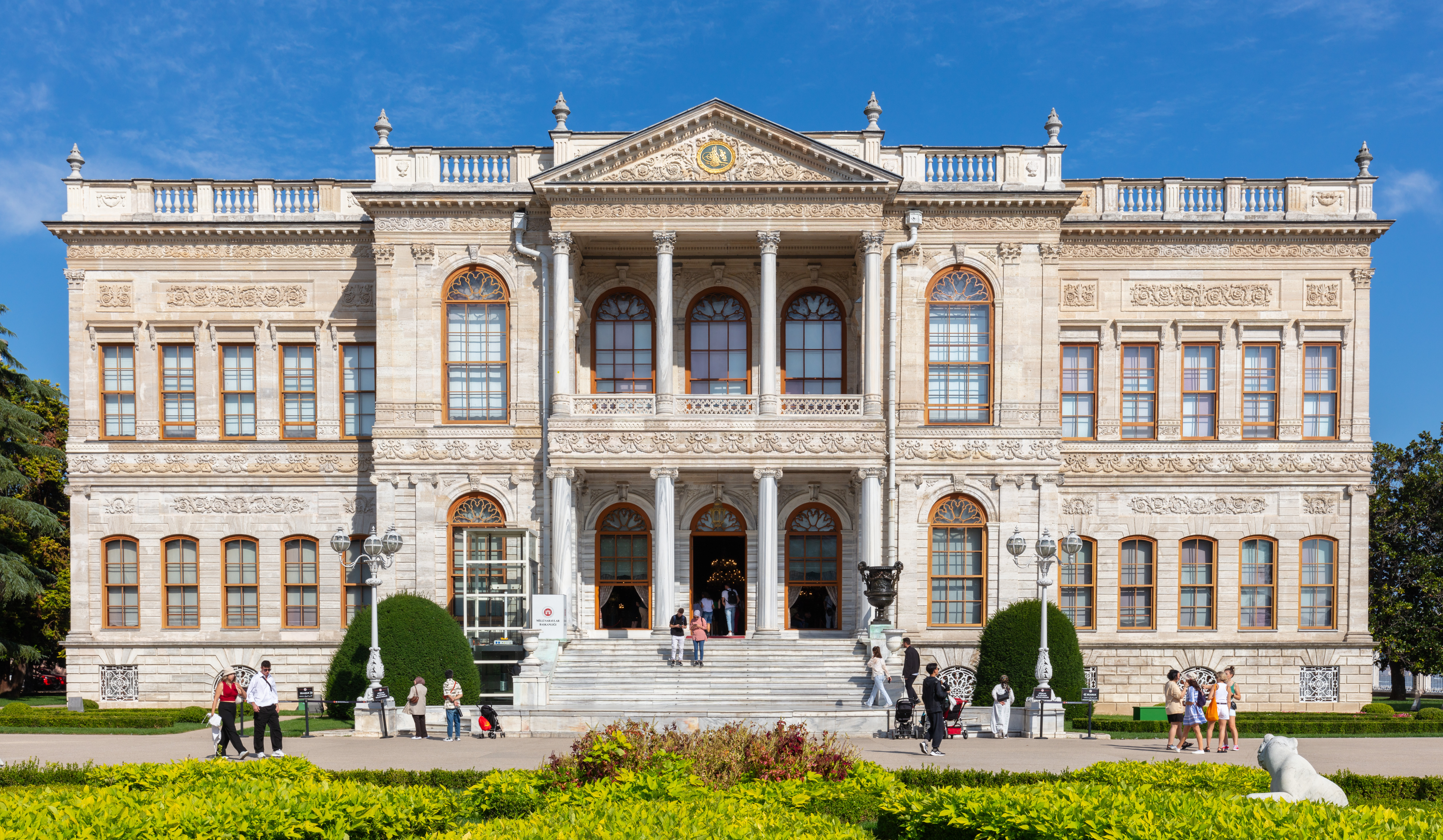
Façade du Selamlık.
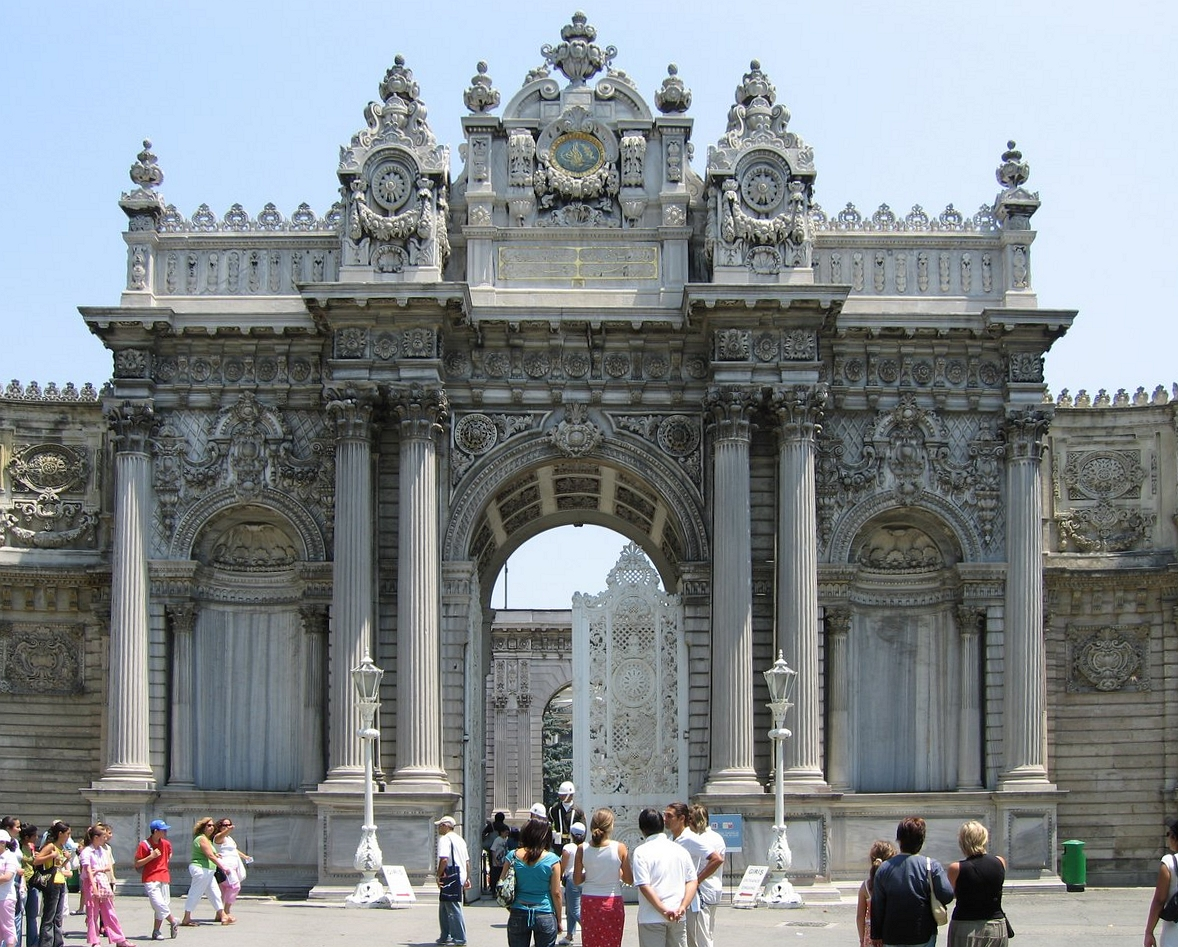
Le palais de Dolmabahçe.
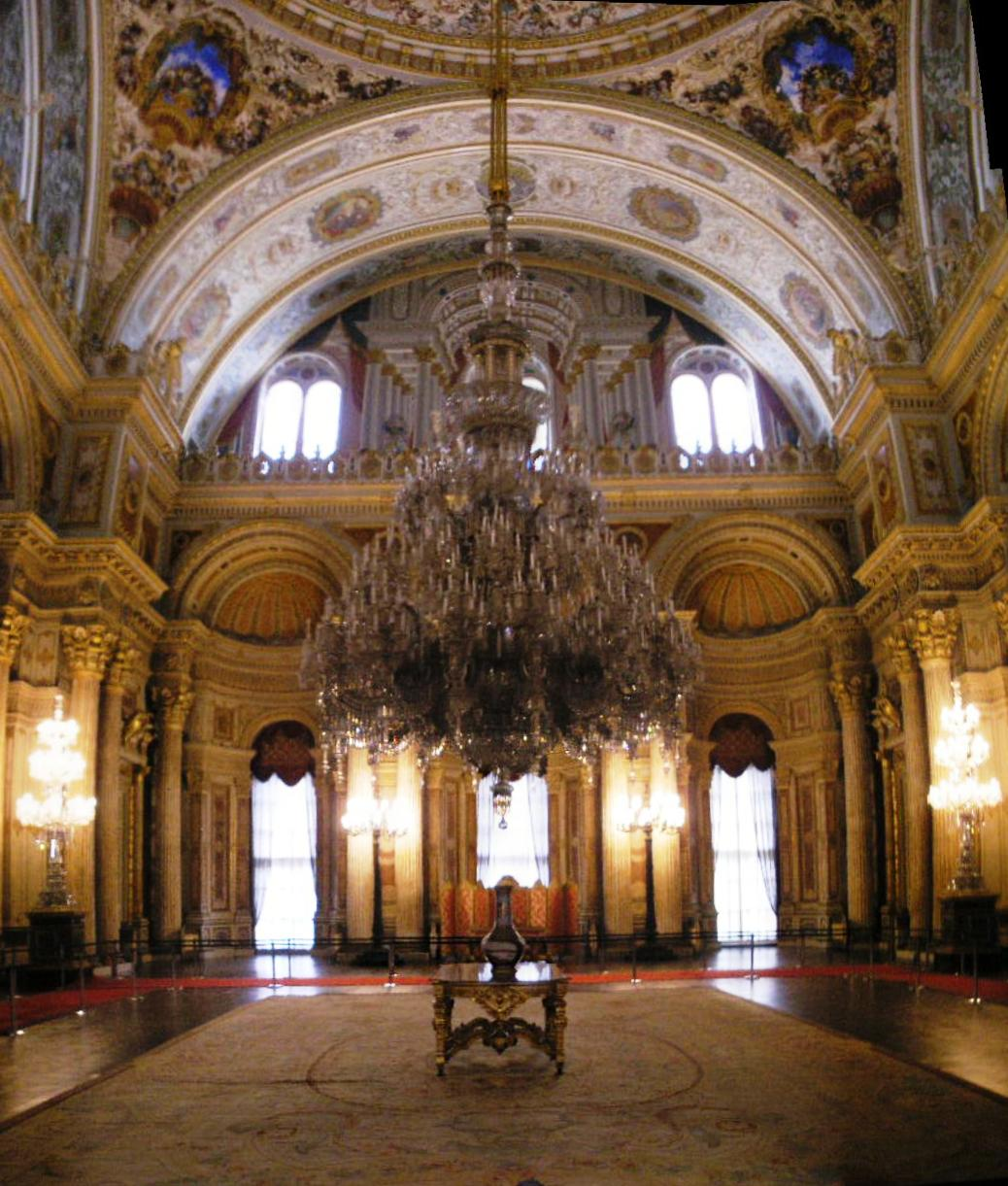
Salle des cérémonies au palais de Dolmabahçe.
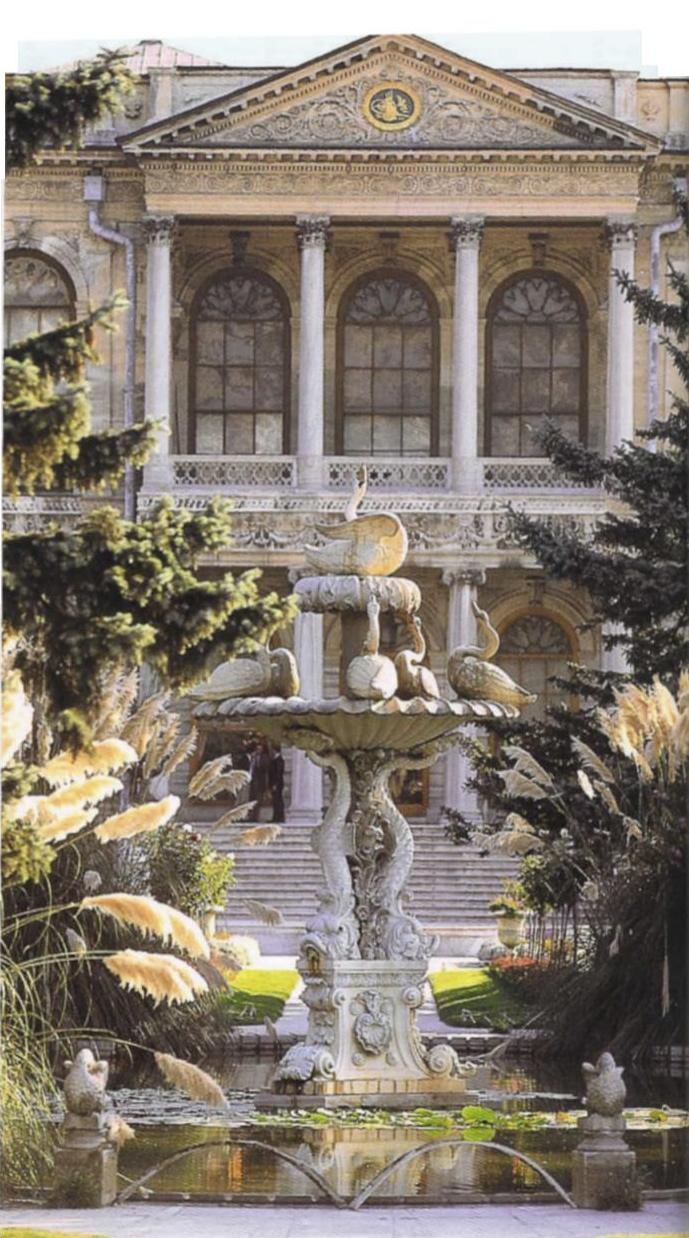
Façade du Palais de Dolmabahçe.

- La Mosquée Süleymaniye (Süleymaniye camii)

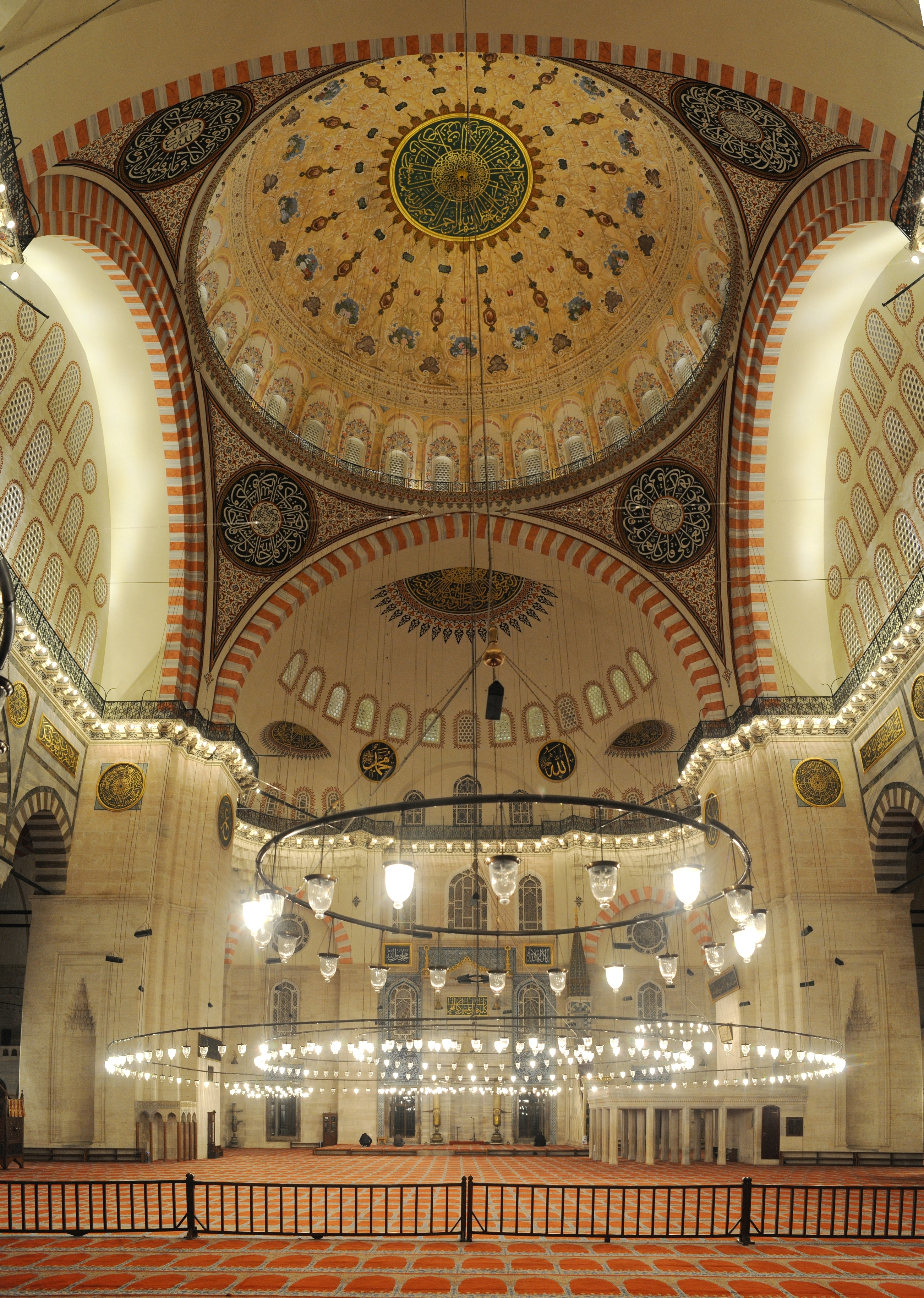
Mosquée Süleymaniye.
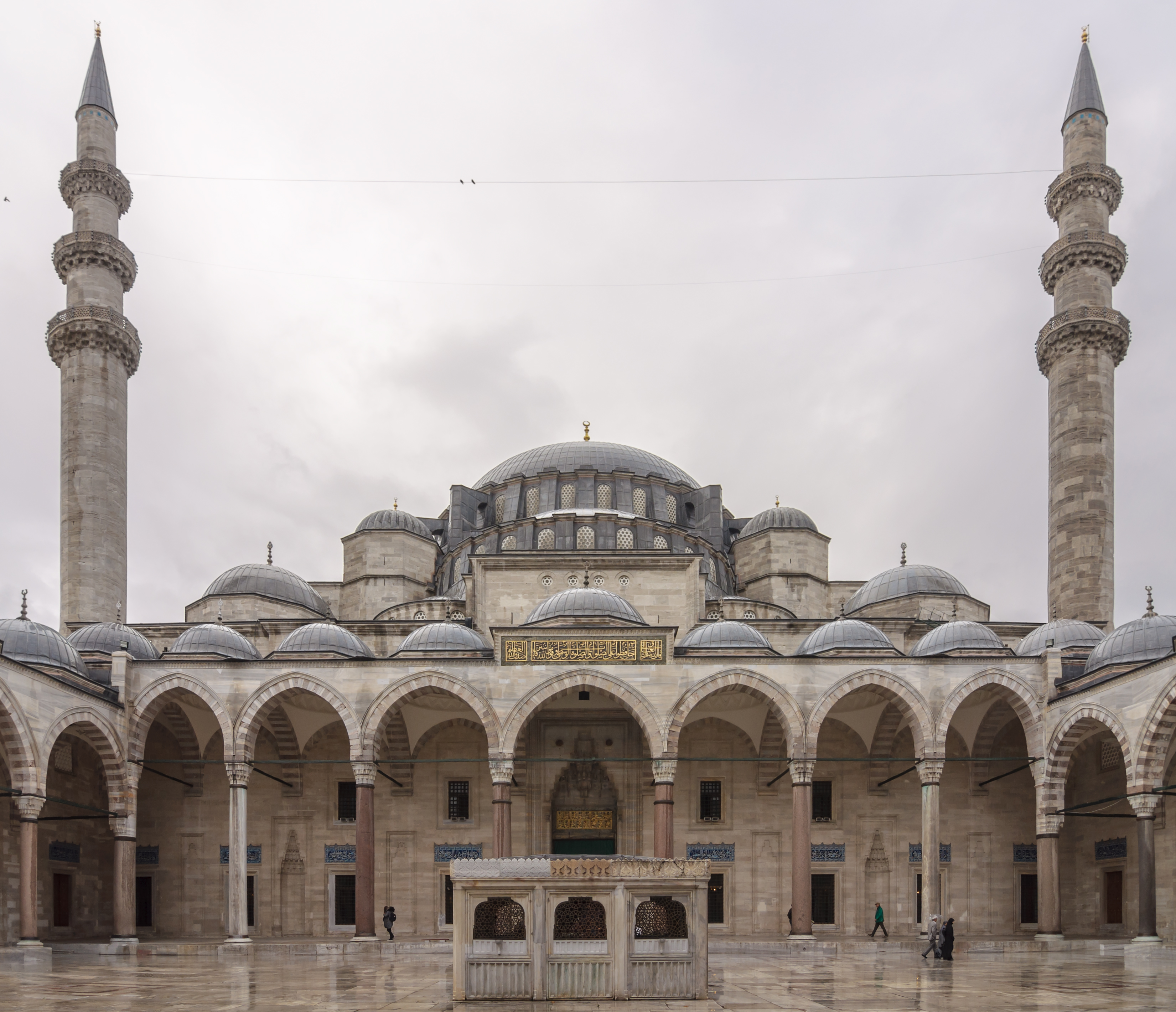
Mosquée Süleymaniye.
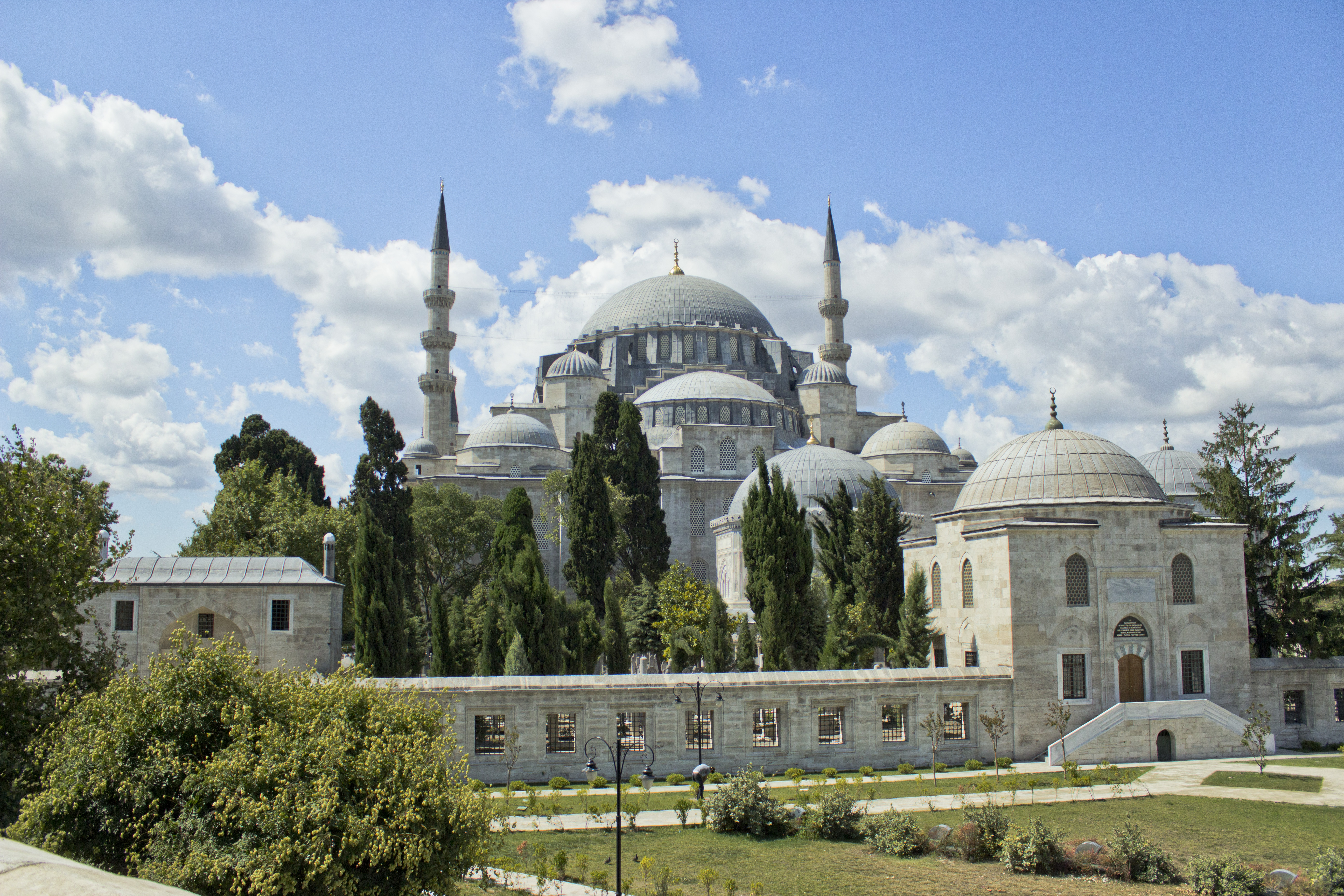
Mosquée Süleymaniye.
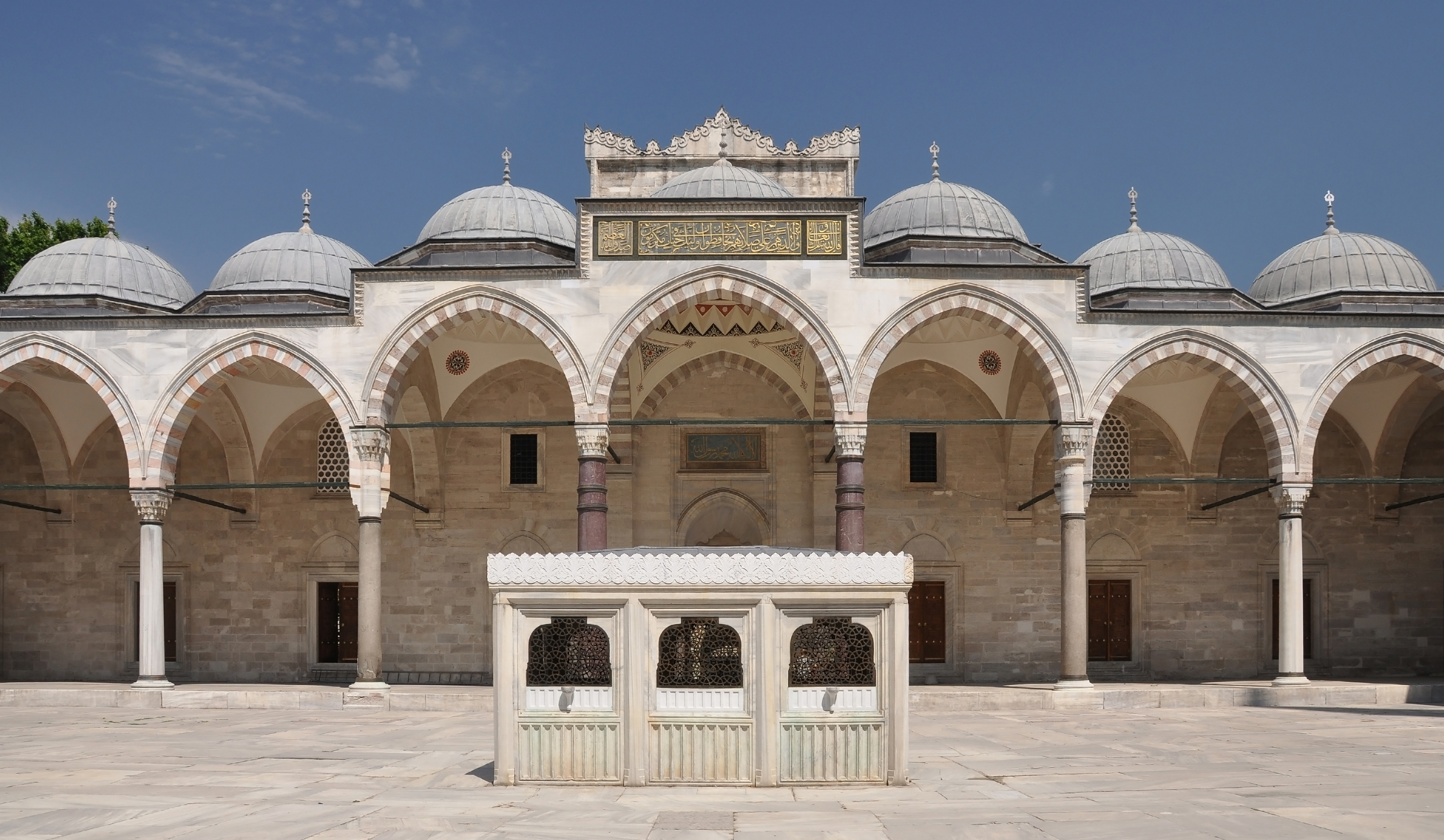
Mosquée Süleymaniye.

### Autres sites

#### Sur la rive européenne

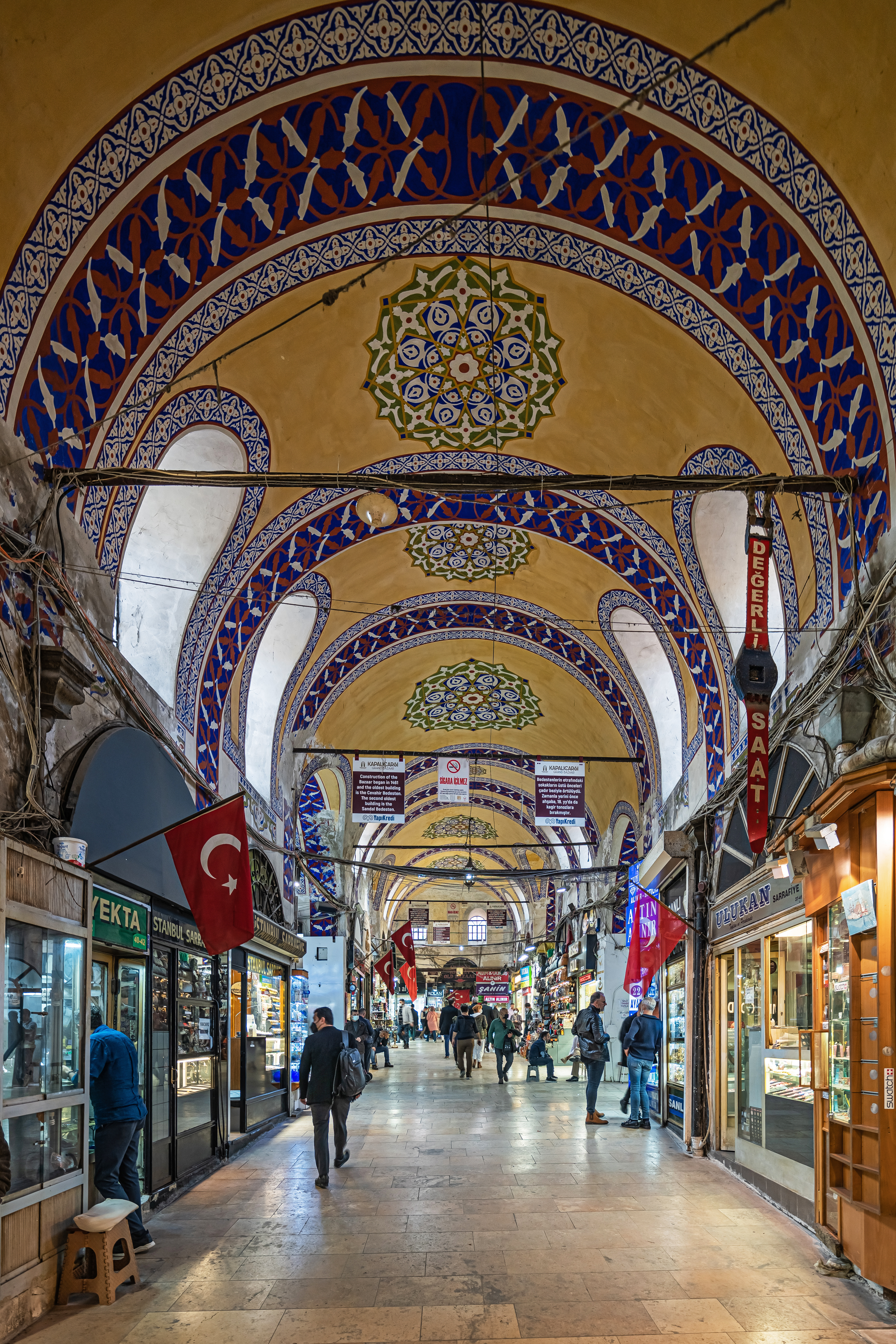
Intérieur du grand bazar.

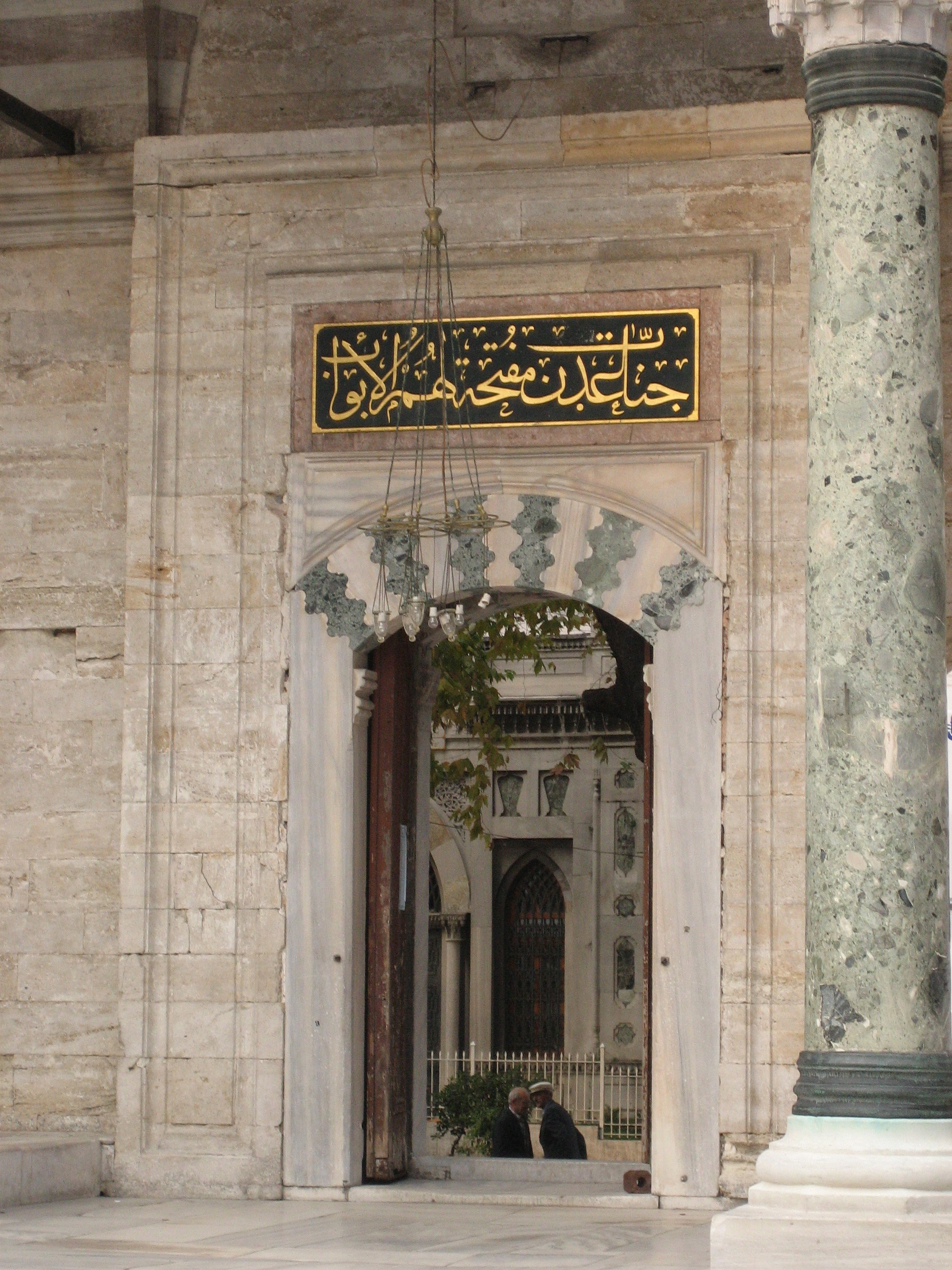
La Mosquée Bayezid II

- La Mosquée Bayezid IILe grand bazar (Kapalı çarşı) est un dédale de couloirs couverts (le grand bazar s'étend sur plusieurs hectares et est une véritable enclave dans la ville) dont toutes les allées sont bordées de boutiques, le bazar était autrefois le marché typique turc. Aujourd’hui, les quelque 3 000 boutiques sont devenues touristiques et les Turcs s'y rendent souvent[réf. nécessaire].
- Le musée archéologique d'Istanbul (Arkeoloji Müzesi) : collections retraçant l'histoire de l'Orient (Babylone, Perse, Sidon), bas-reliefs de la porte d'Ishtar, le sarcophage des Pleureuses, le sarcophage d'Alexandre le Grand et le kiosque en faïences. Le musée fut inauguré en 1891.

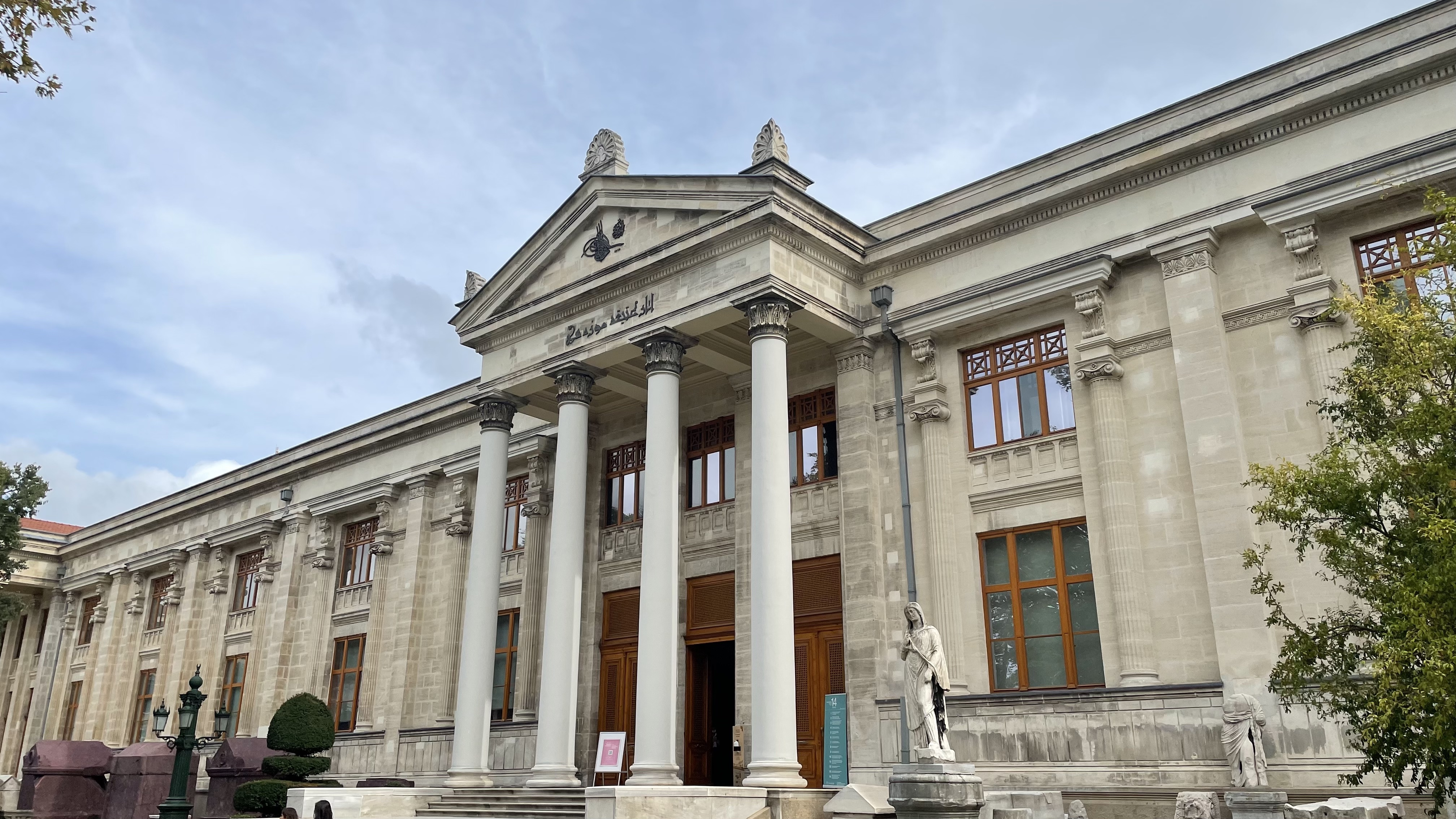
Le musée archéologique d'Istanbul.
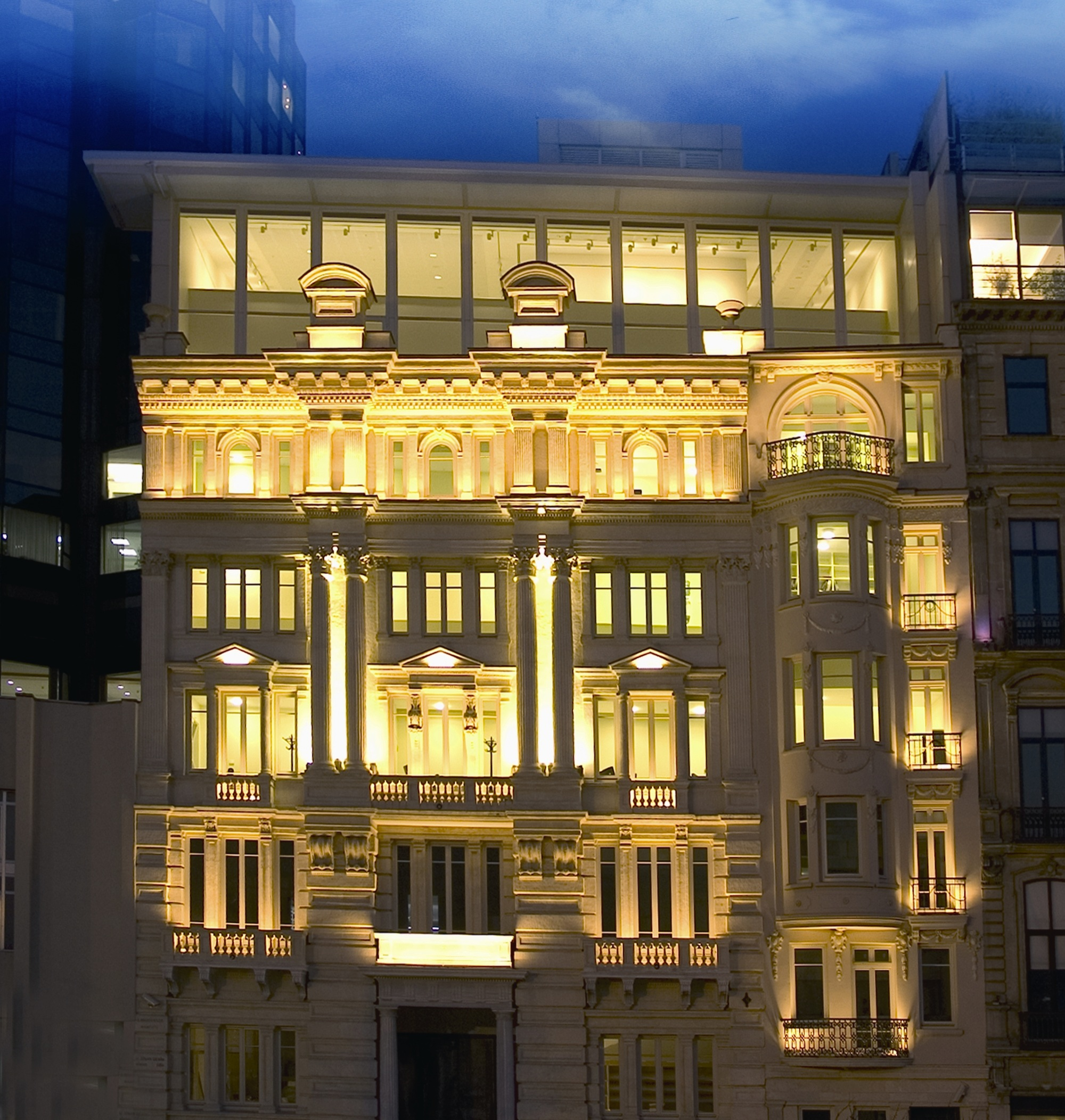
Musée Pera lors d'une exposition de Francisco de Goya.
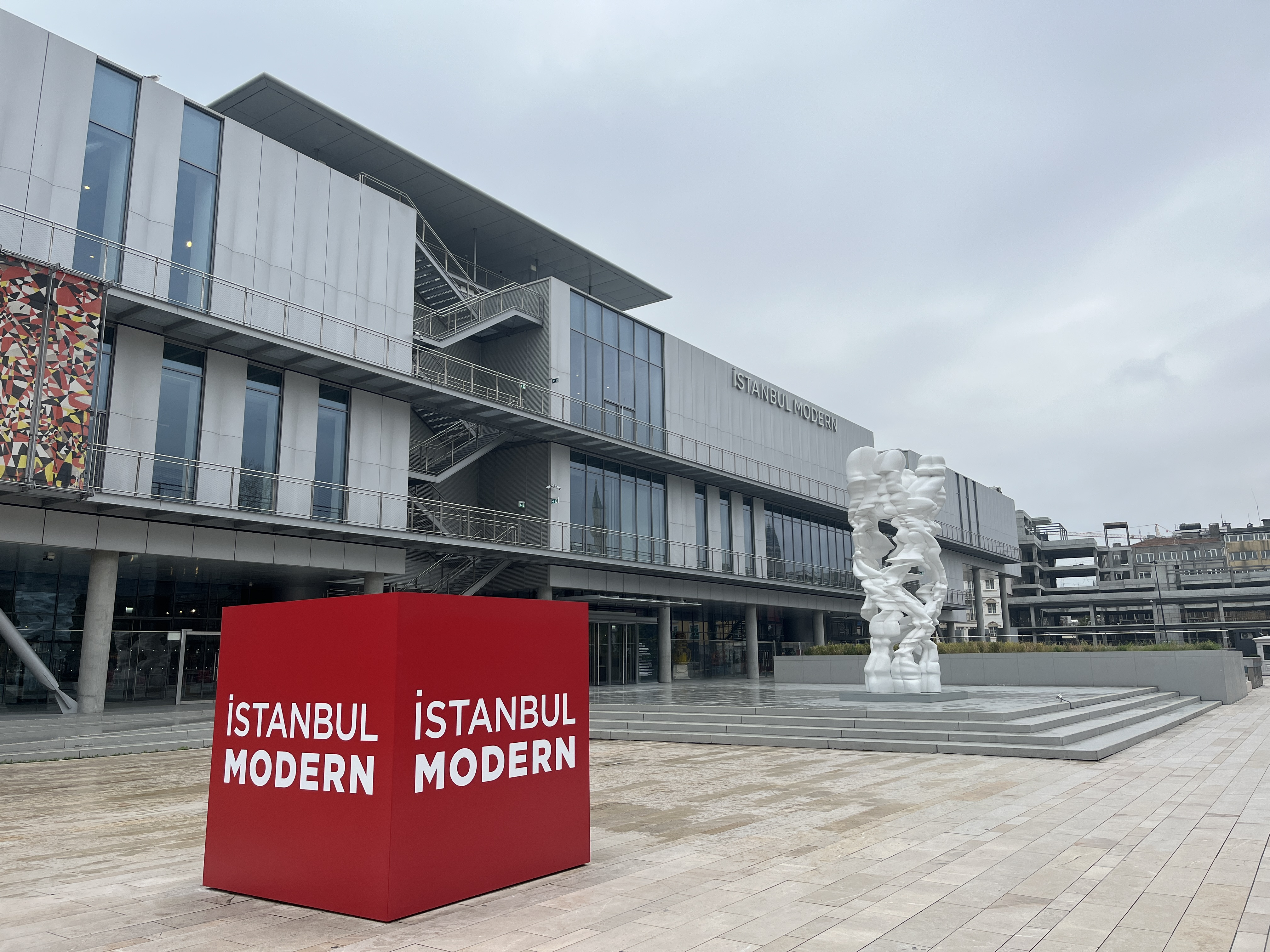
Musée Istanbul Modern.
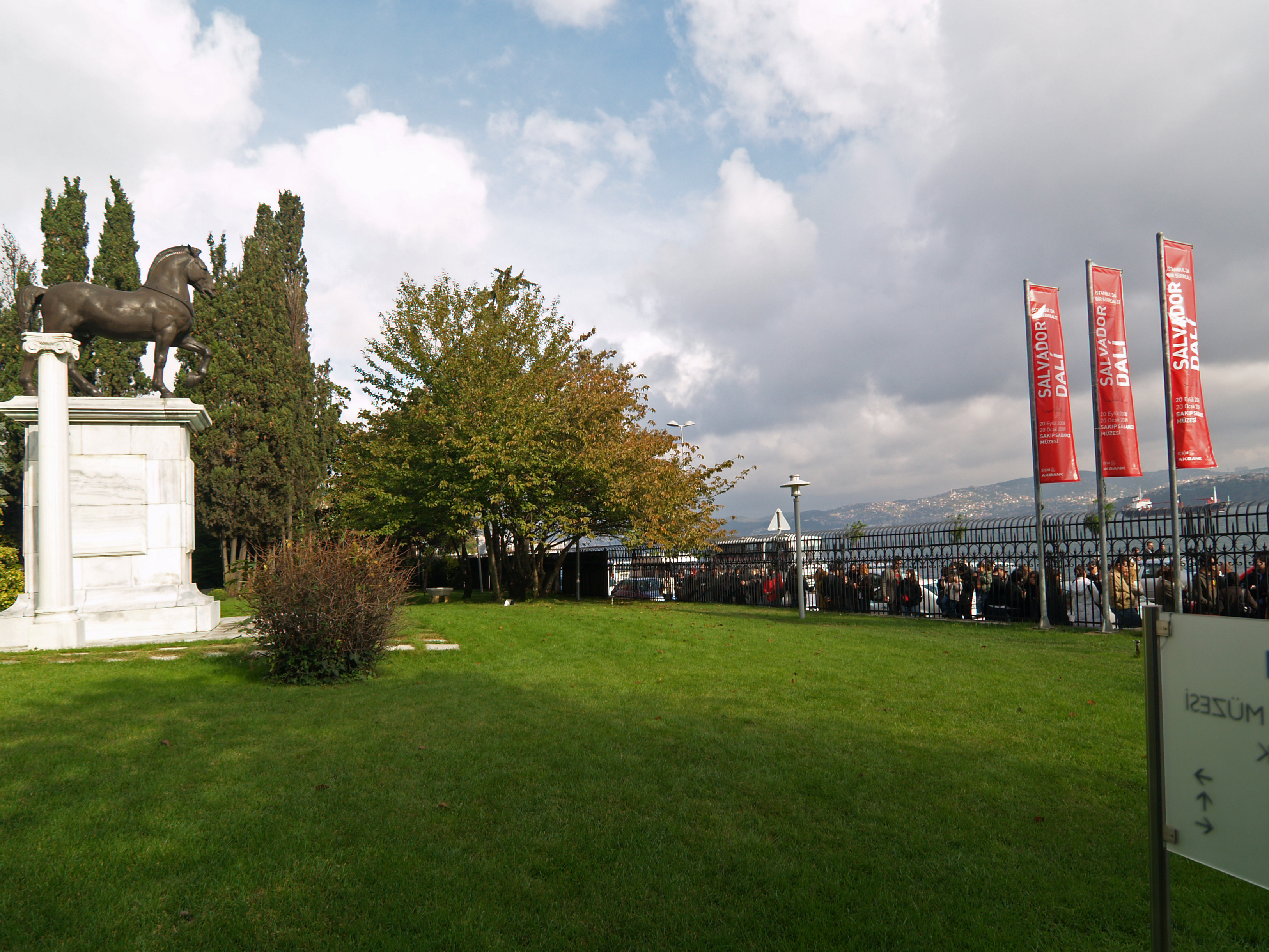
Musée Sakıp Sabancı lors d'une exposition de Salvador Dalí.
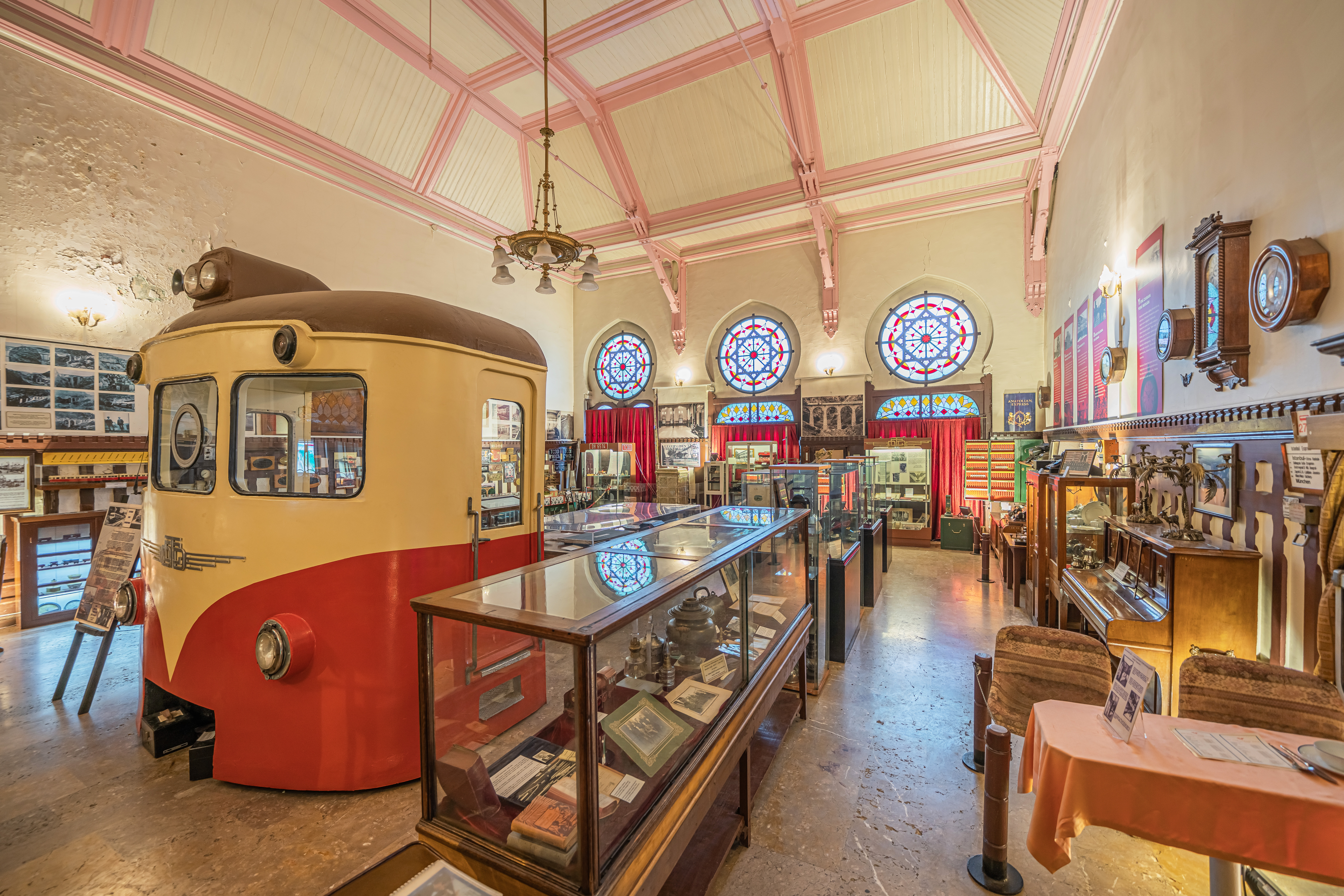
Dans le musée ferroviaire d'Istanbul. Février 2020.

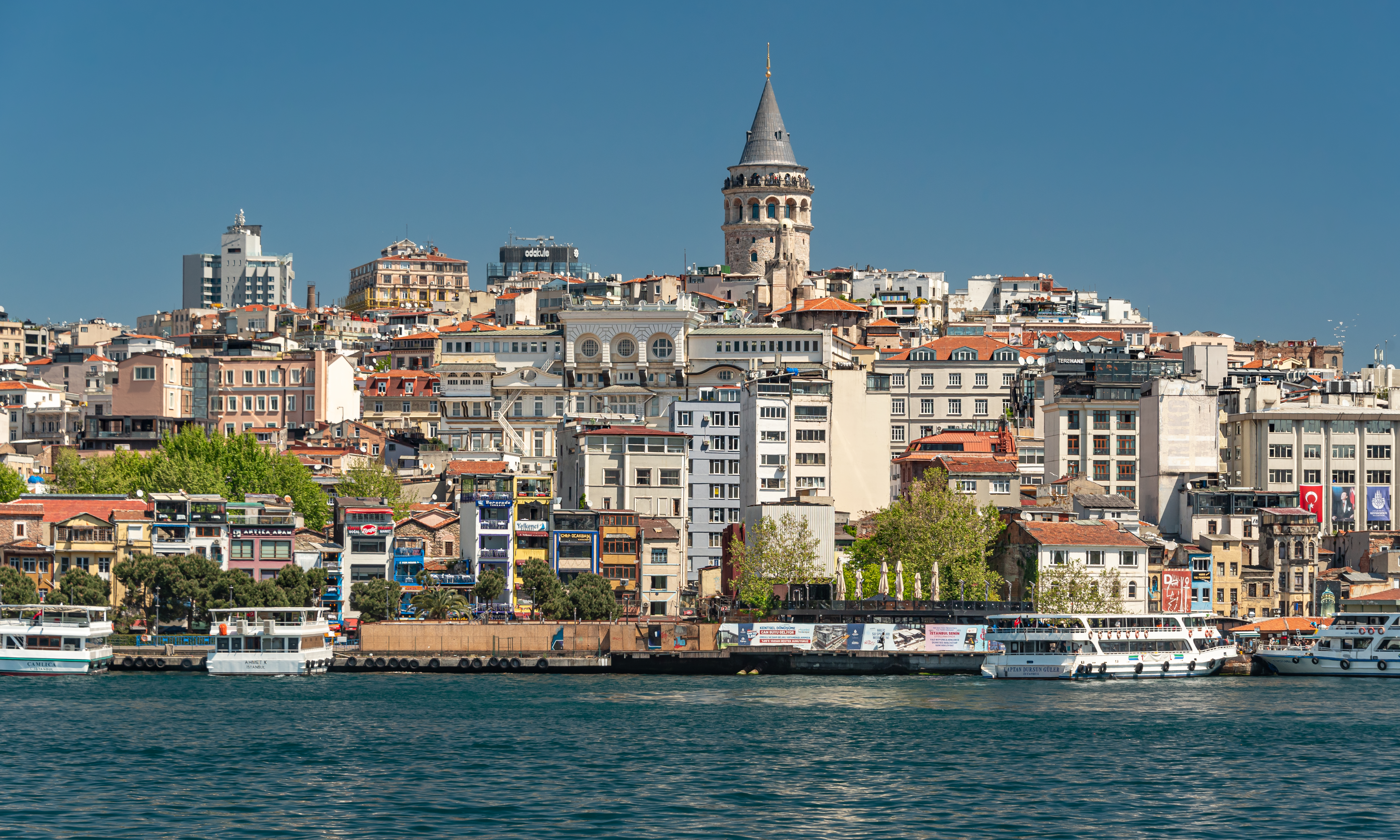
Quartier et tour de Galata

- La tour de Galata (Galata Kulesi) : Construite par les Génois en 1348, est située au sud de Taksim sur la rive européenne. Elle offre une vue panoramique d’İstanbul et de la Corne d’Or. Appelée Tour du Christ par les Génois, elle faisait partie du système de protection de Galata, ancienne colonie génoise, dont les remparts furent entièrement démolis en 1453.
- La mosquée Eyüp Sultan (Eyüp Sultan Camii) : Haut lieu de pèlerinage musulman, construit autour du tombeau du porte-étendard du prophète de l'islam, Mahomet, Eyüp, décédé en 669 lors du siège échoué de Constantinople par les Arabes. Une petite mosquée fut érigée par Mehmed II en 1458 qui fut remplacée par l'édifice monumental actuel en 1733. Un cimetière musulman s'est formé au tour de la mosquée au fil du temps. C'est actuellement l'un des plus grands cimetières de la ville.
- L'avenue İstiklal : Anciennement la « Grande Rue de Péra », rebaptisée l'avenue de la Libération (İstiklal) en 1924, c'est l'axe principal du quartier chrétien de la ville. Hôtels particuliers des riches négociants chrétiens (ottomans ou levantins) du XIXe siècle, écoles étrangères, lycée de Galatasaray, consulats, églises (dont la Basilique Saint-Antoine de Padoue, la plus grande église latine catholique du pays), les bars branchés, les librairies, les cinémas, tous entassés sur cette rue de 2 200 mètres traversée par le tramway historique.

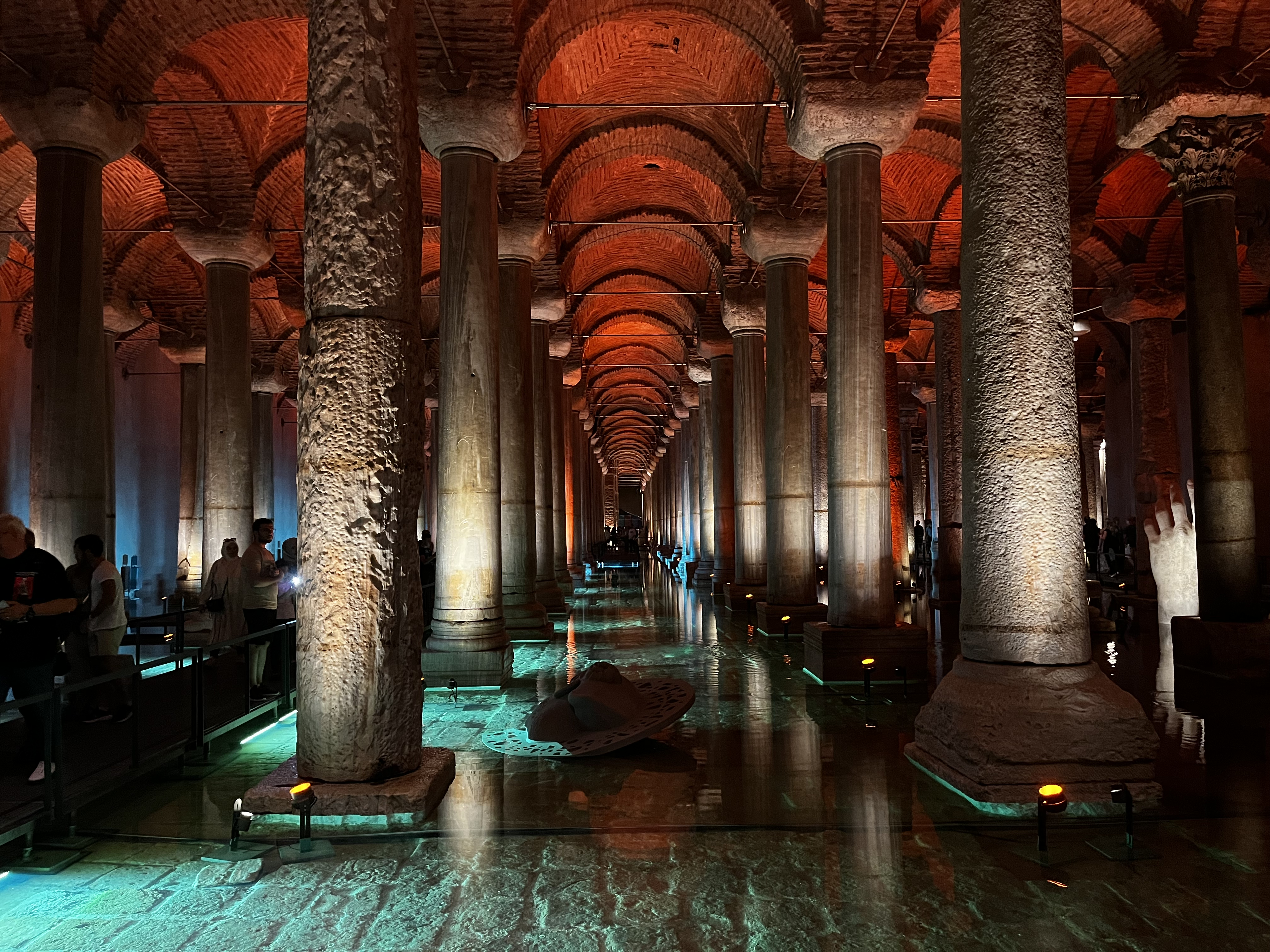
Intérieur de la basilique-citerne.

- La citerne basilique (Yerebatan sarnıcı) : Elle date de 527 et a été conçue pour fournir de l'eau potable au palais impérial byzantin.

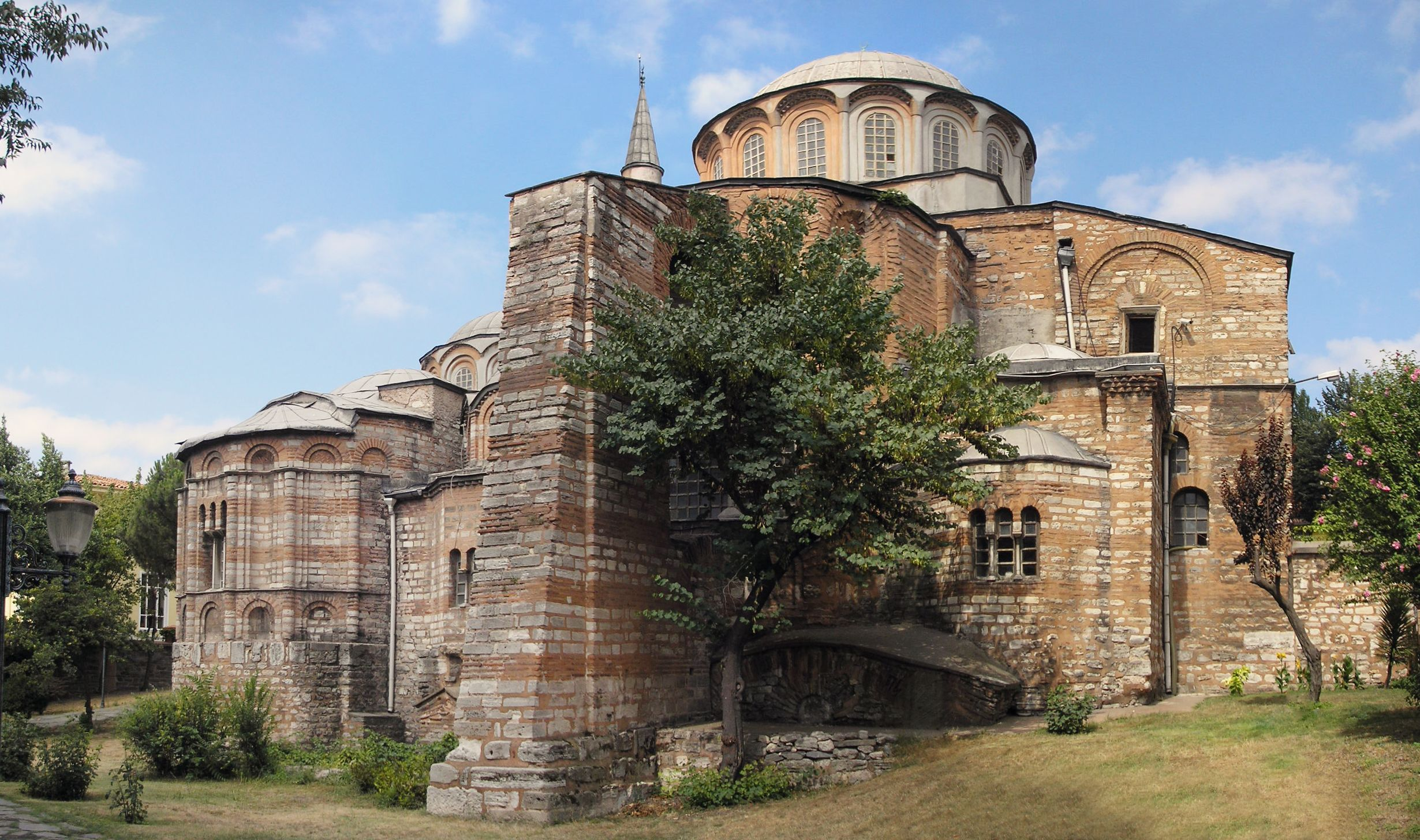
Saint-Sauveur-in-Chora.

- Saint-Sauveur-in-Chora (Kariye camii ou Kariye kilisesi) : Cette église, convertie en mosquée au XVIe siècle par les Ottomans, est considérée comme l'un des plus beaux exemples d’église byzantine. Elle est située dans le district stambouliote occidental d’Edirnekapı. Elle est devenue un musée en 1948 (Kariye müzesi en turc). L’intérieur est couvert de fines mosaïques et de fresques. En 2020, le président Erdogan décide de la convertir à nouveau en mosquée[71].
- Mosquée d'Ortaköy : La mosquée d'Ortaköy (de son nom officiel Büyük Mecidiye Camii) est une mosquée d'Istanbul, dans le quartier d'Ortaköy. Située au bord du Bosphore, elle a été construite en style néobaroque pour le sultan Abdülmecit Ier en 1854-1855. Les architectes étaient les arméniens Garabet Amira Balyan et son fils Nikogos Balyan. De 1970 à 1973, le pont du Bosphore fut édifié à proximité et forme aujourd'hui un arrière-plan insolite.
- Le parc Emirgan, plus grand parc public de la ville.

#### Sur la rive asiatique

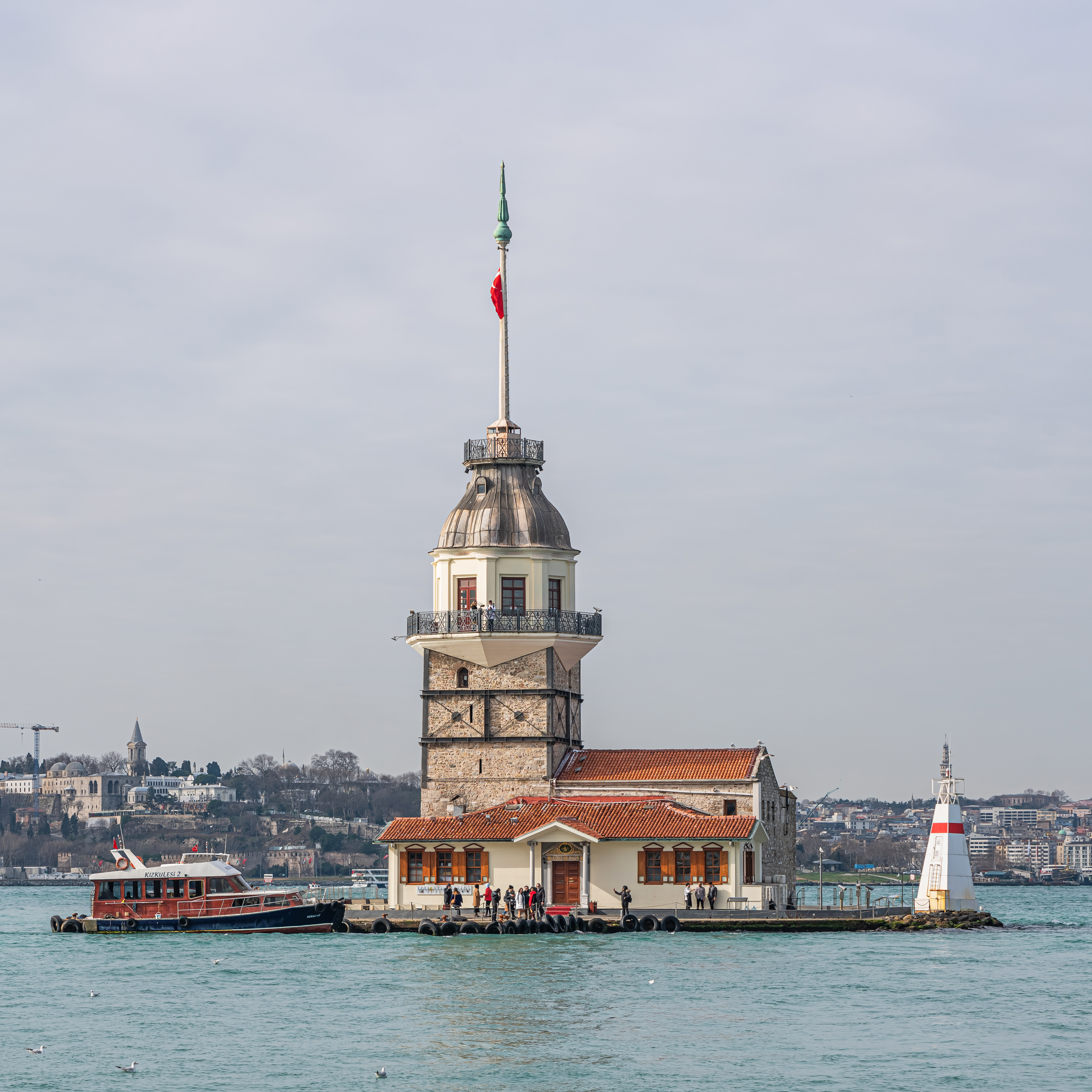
La tour de Léandre.

- La tour de Léandre (Kız kulesi en turc : « tour de la jeune fille ») : campé sur un îlot à 200 mètres de la rive d'Üsküdar, cet ancien phare et poste douanier offre une vue globale sur la ville.
- Les mosquées d'Üsküdar
- Le quartier juif à Kuzguncuk
- Le ballon à gaz captif (Aerophile SAS) à Kadıköy.
- Les îles des Princes, ensemble composé de neuf îlots (les plus importantes sont les quatre premières) :
  - Büyükada (« grande île » ; grec : Πρίγκηπος, Prinkipos « la Principale ») de 5,46 km2,
  - Heybeliada (grec : Χάλκη, Halki, de χαλκός « bronze ») de 2,4 km2,
  - Burgazada (grec : Αντιγόνη, Antigoni) de 1,5 km2,
  - Kınalıada (grec : Πρώτη, Proti « la première », la plus proche d'Istanbul) de 1,3 km2,
  - Sedef Adası (grec classique : Τερέβινθος, Terebinthos ; grec moderne : Αντιρόβυθος, Antirovithos « mère des perles ») de 0,157 km2,
  - Yassıada (grec : Πλάτη, Plati, les deux noms signifiants « île plate ») de 0,05 km2,
  - Sivriada (grec : Οξειά, Oxeia, les deux noms signifiants « île fine ») de 0,05 km2,
  - Kaşık Adası (« île de la cuillère », pour sa forme ; grec : Πίτα, Pita, probablement après le pain homonyme) de 0,006 km2,
  - Tavşanadası (« île du lapin » ; grec : Νέανδρος, Neandros « jeune homme ») de 0,004 km2.

Terre d'exil des princes byzantins, lieu de villégiature de la grande bourgeoisie stambouliote depuis le XIXe siècle, les îles donnent à voir de majestueuses demeures en bois (Yali), entourées de jardins plantés de bougainvilliers et de camélias. En haut d'une colline à Büyükada, le monastère grec Saint-Georges, qui date du Xe siècle, est un important lieu de pèlerinage. L'orphelinat grec sur Büyükada est quant à lui l'un des plus grands bâtiments en bois de la ville. Comme toute circulation automobile y est interdite, les îles constituent aujourd'hui un lieu de détente et de loisirs pour les Stambouliotes fuyant pour quelques heures la pollution et le bruit de la ville.
- Les remparts de Théodose II (II. Teodosius suru)
- L'avenue Bagdad (Bağdat Caddesi), les « Champs-Élysées » d'İstanbul, s'étend sur 10 km entre Kadıköy et Bostangi.

## Enseignement
Istanbul abrite près du tiers de l'ensemble des universités de Turquie. En 2020 Istanbul compte 61 collèges et universités, avec plus de 1,8 million d'étudiants. 14 sont des établissements d'Etat, 44 des universités privées et 3 sont des universités professionnelles de haute éducation.
L'Université d'Istanbul, fondée en 1453, est la plus ancienne institution d'enseignement de la ville et du pays. Le lycée de Galatasaray, établi en 1481 en tant qu'école impériale du palais de Galata, est le plus ancien lycée d'Istanbul et le deuxième plus ancien établissement d'enseignement de la ville. L'Université technique d'Istanbul, fondée en 1773, est la troisième plus ancienne université du monde entièrement consacrée aux sciences de l'ingénieur.

### Lycées
- Lycée Saint-Benoît (1783)
- Lycée Sainte-Pulchérie (1846)
- Lycée Notre-Dame de Sion (1856)
- Collège Sainte-Euphémie (1895)
- Lycée de Galatasaray (1868)
- Lycée Saint-Joseph (1870)
- Lycée Pertevniyal (1872)
- Lycée d'Istanbul (1884)
- Lycée Saint-Michel (1886)
- Lycée de Kabataş (1908)
- Lycée français Pierre-Loti (1942)
- Beşiktaş Atatürk Anadolu Lisesi (1936)

### Universités publiques
- Université d'Istanbul (İstanbul Üniversitesi)
- Université technique d'Istanbul (İstanbul Teknik Üniversitesi)
- Université du Bosphore (Boğaziçi Üniversitesi)
- Université Galatasaray (Galatasaray Üniversitesi)
- Université de Marmara (Marmara Üniversitesi)
- Université Technique de Yıldız (Yıldız Teknik Üniversitesi)
- Université des Beaux Arts de l'Architecte Sinan (Mimar Sinan Güzel Sanatlar Üniversitesi)
- Université de la Civilisation d'Istanbul (İstanbul Medeniyet Üniversitesi)

### Universités privées
- Université Acıbadem (Acıbadem Üniversitesi)
- Université Bahçeşehir (Bahçeşehir Üniversitesi)
- Université Beykent (Beykent Üniversitesi)
- Université Doğuş (Doğuş Üniversitesi)
- Université Haliç (Haliç Üniversitesi)
- Université de la Lumière (Işık Üniversitesi)
- Université Arel d'Istanbul (İstanbul Arel Üniversitesi)
- Université Intellectuelle d'Istanbul (İstanbul Aydın Üniversitesi)
- Université du savoir d'Istanbul (İstanbul Bilgi Üniversitesi)
- Université Scientifique d'Istanbul (İstanbul Bilim Üniversitesi)
- Université Kemerburgaz d'Istanbul (İstanbul Kemerburgaz Üniversitesi)
- Université Culturelle d'Istanbul (İstanbul Kültür Üniversitesi)
- Université Medipol d'Istanbul (İstanbul Medipol Üniversitesi)
- Université Okan d'Istanbul (İstanbul Okan Üniversitesi)
- Université de commerce d'Istanbul (İstanbul Ticaret Üniversitesi)
- Université Kadir Has (Kadir Has Üniversitesi)
- Université Koç (Koç Üniversitesi)
- Université Maltepe (Maltepe Üniversitesi)
- Université Özyeğin (Özyeğin Üniversitesi)
- Université Piri Reis (Piri Reis Üniversitesi)
- Université Sabancı (Sabancı Üniversitesi)
- Université Yeditepe (Yeditepe Üniversitesi)

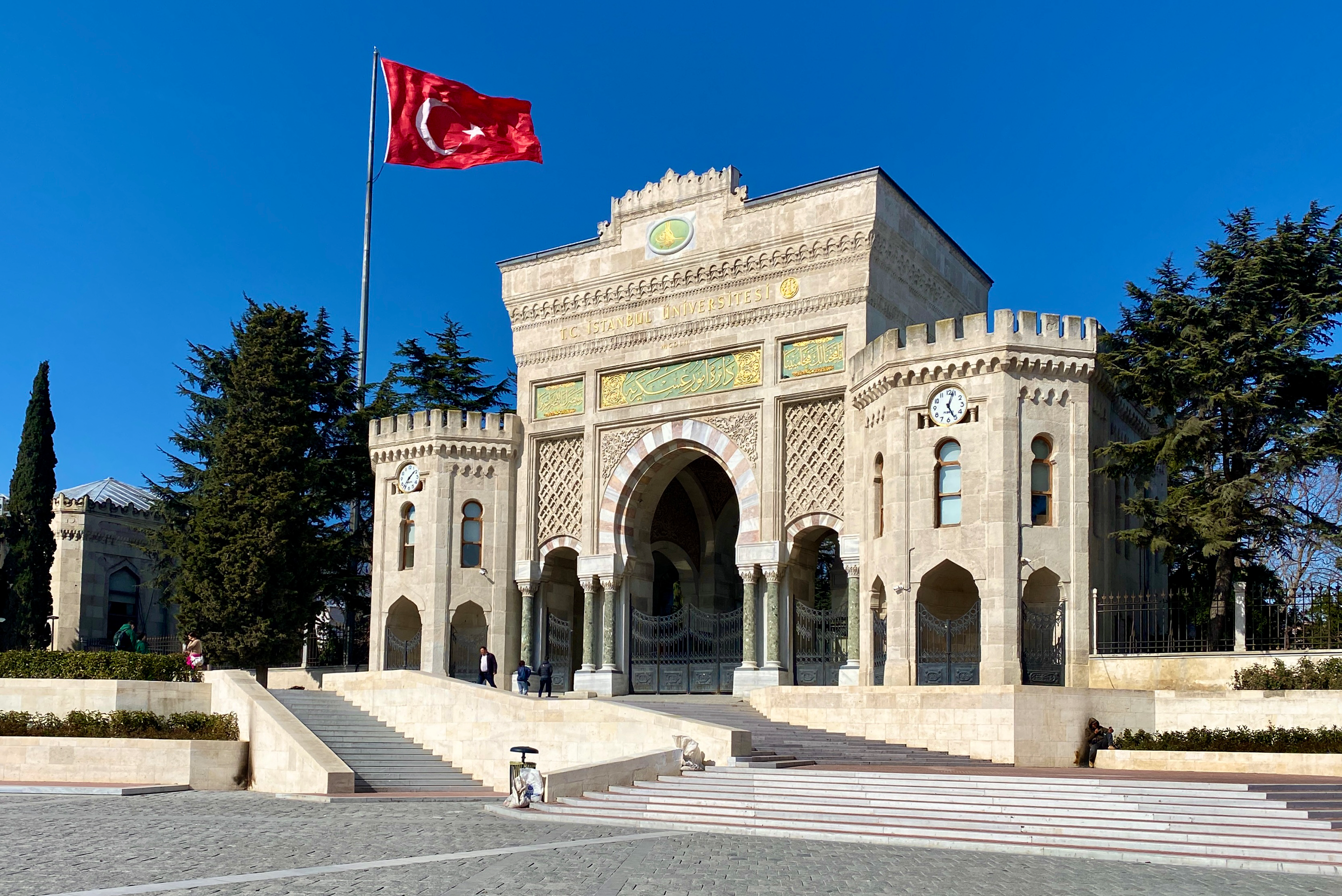
Université d'Istanbul (1453)
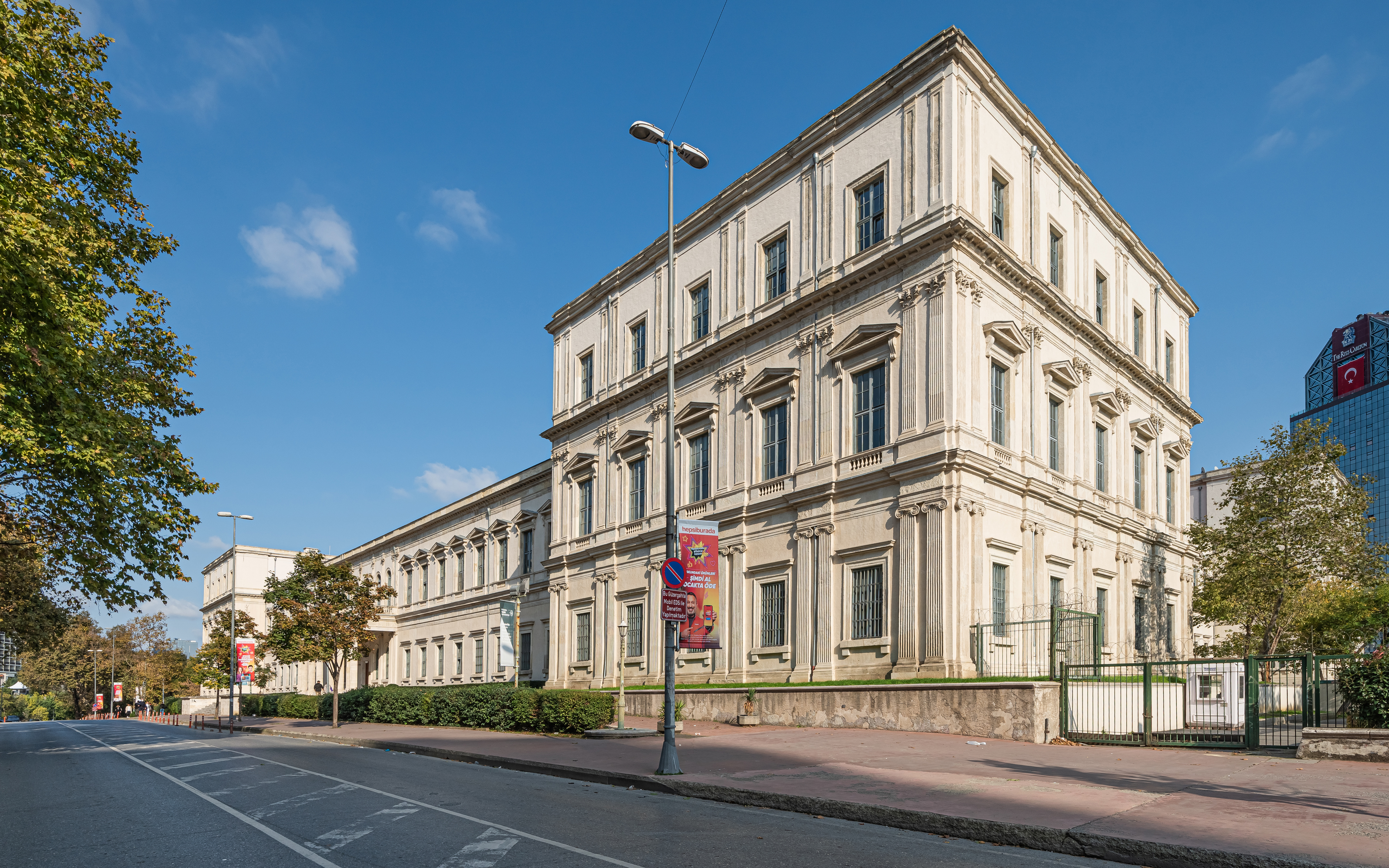
Université technique d'Istanbul (1773)
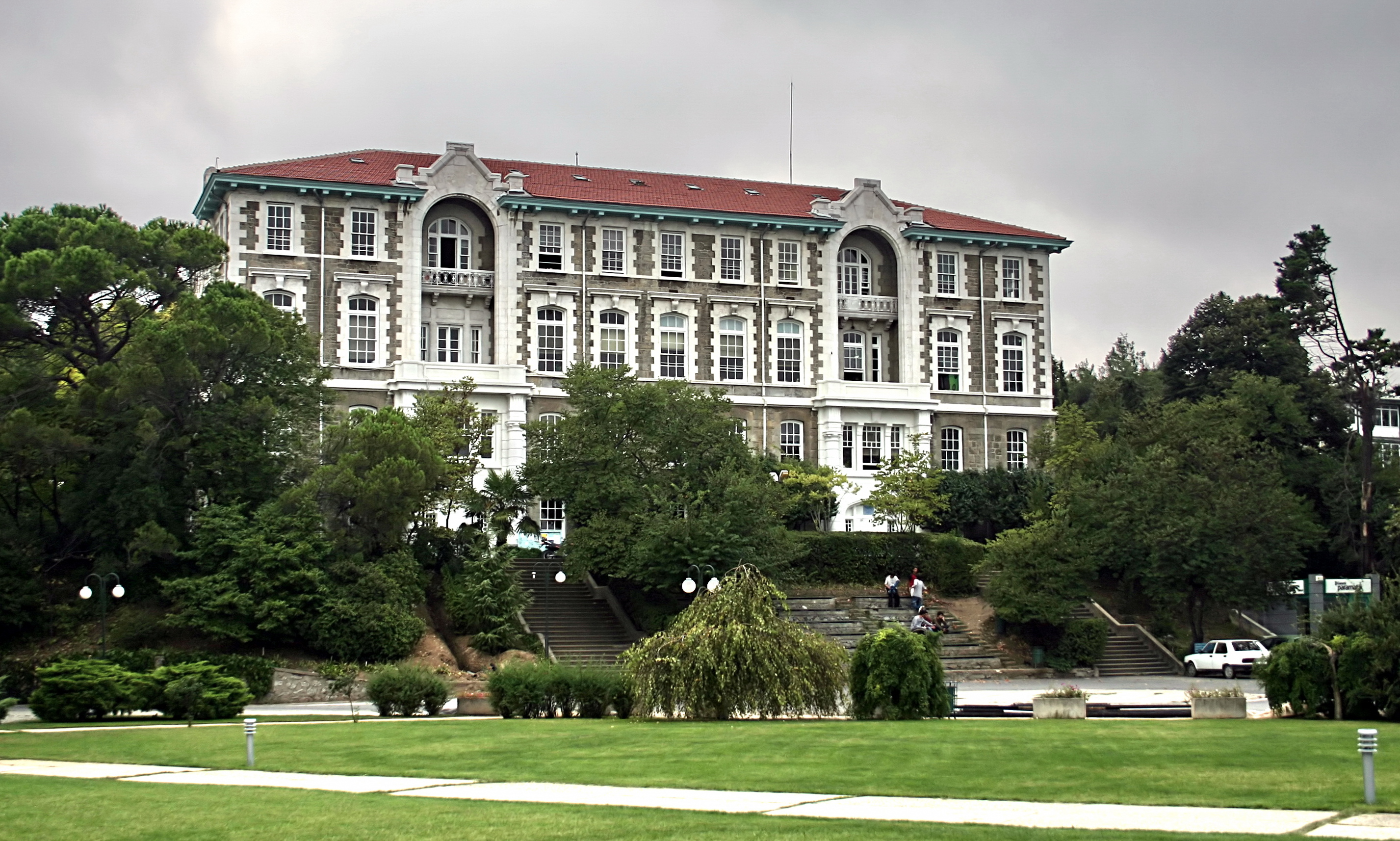
Université du Bosphore (1863)
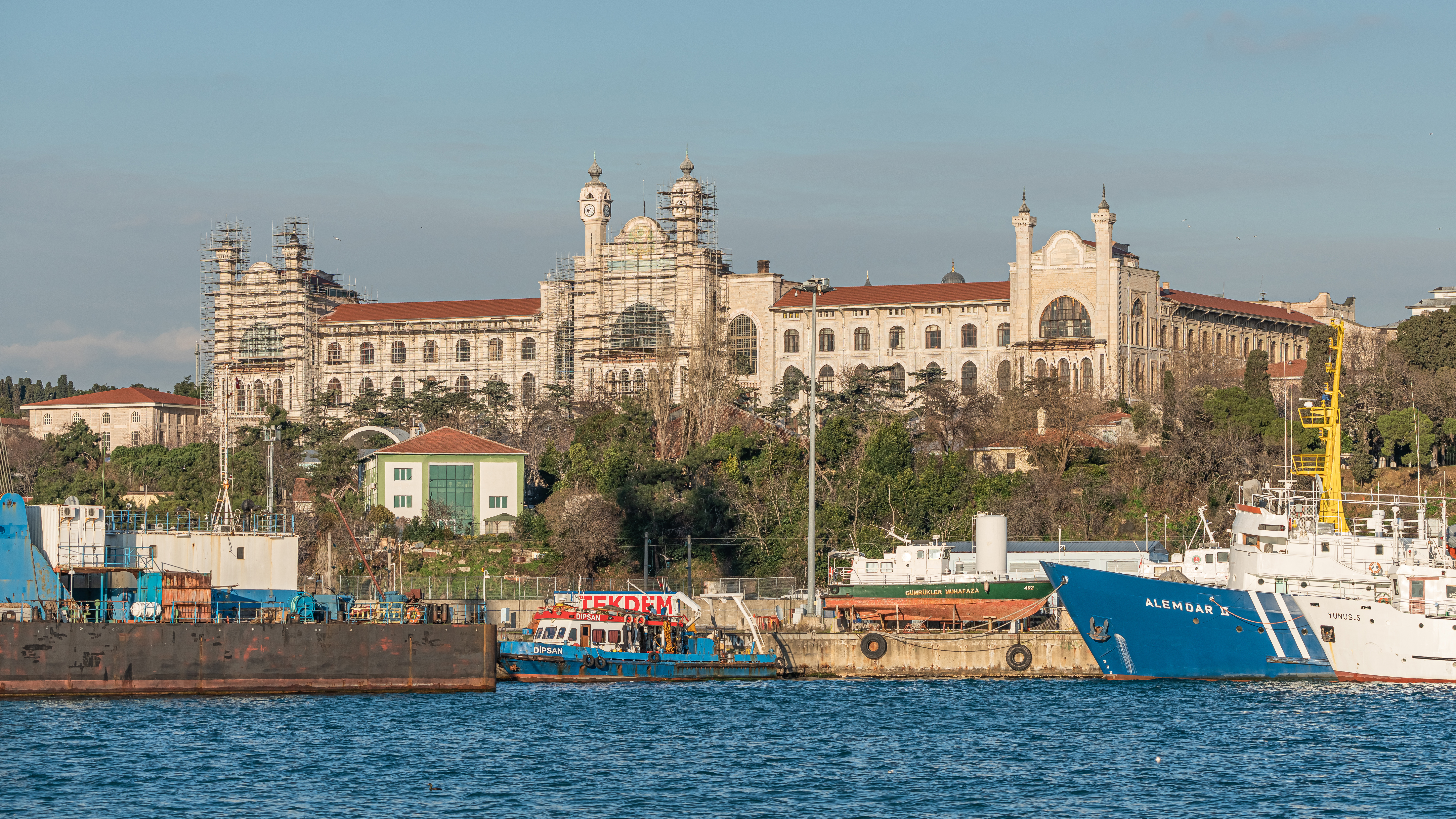
Université de Marmara (1883)
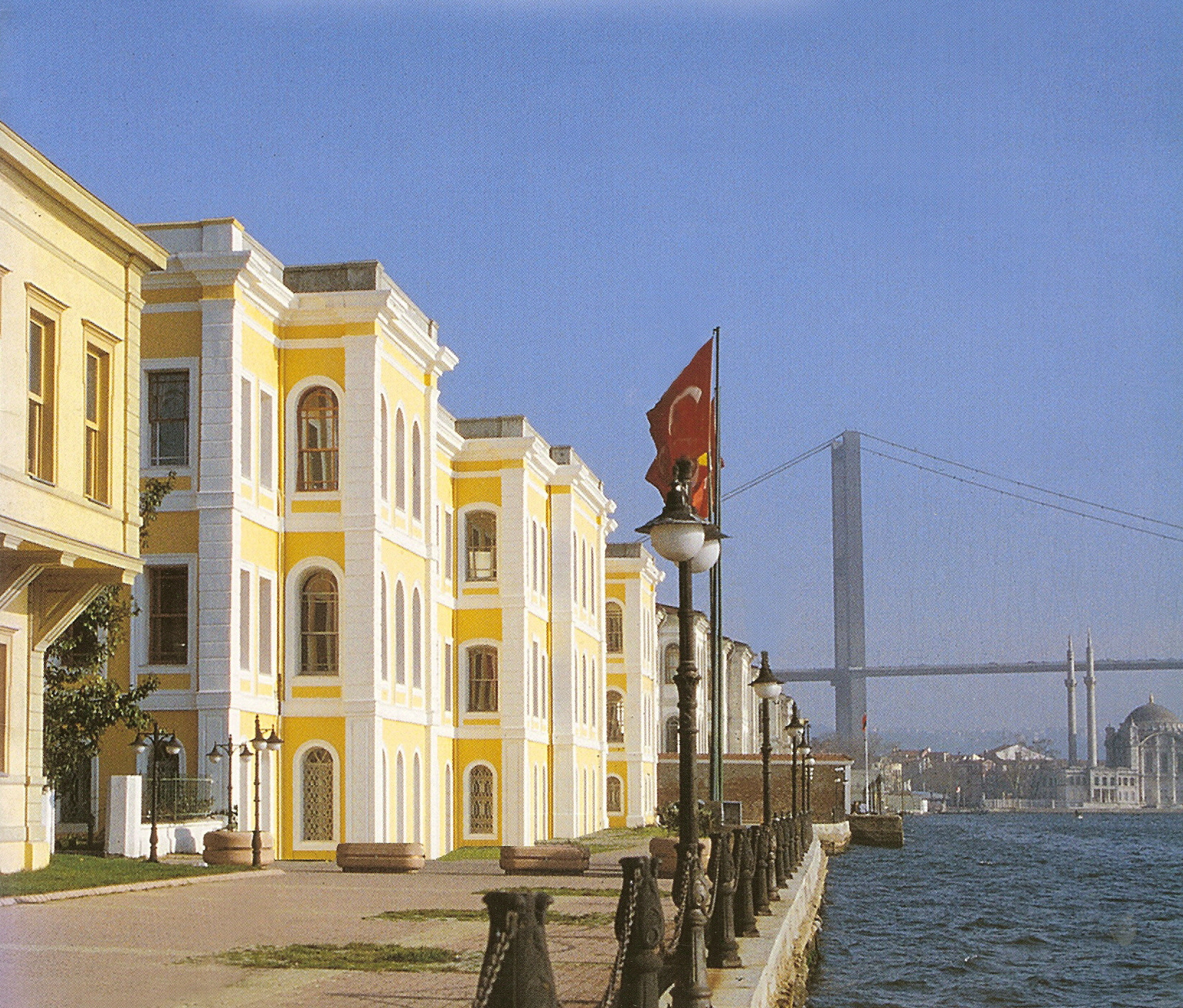
Université Galatasaray (1992)

## Sport

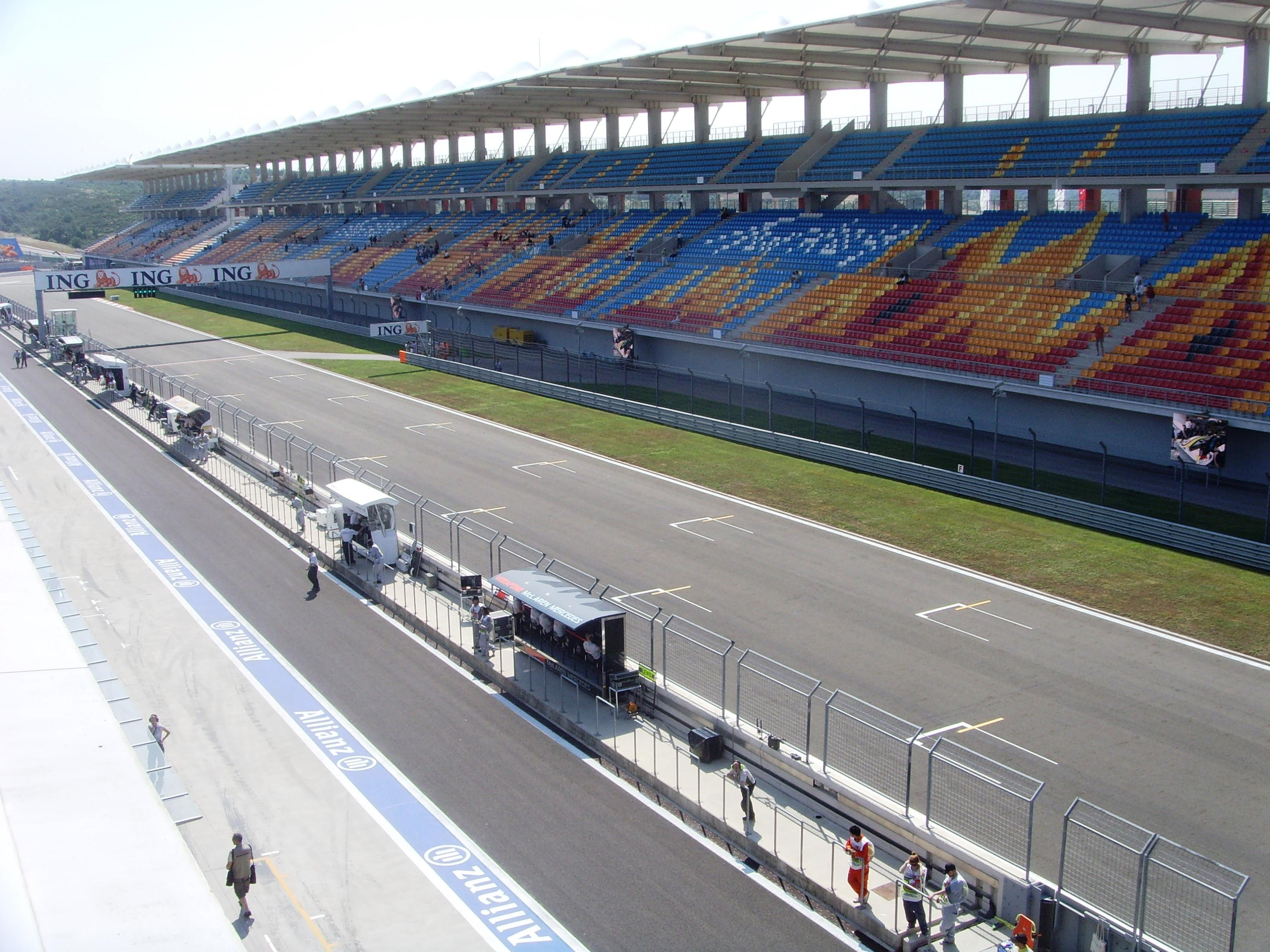
Circuit d'Istanbul Park.

Istanbul a été cinq fois candidate - malheureuse - à l'organisation des Jeux olympiques d'été, défaite aux Jeux de 2000, de 2008, et de 2012, puis aux Jeux de 2016 où elle a finalement retiré sa candidature (villes finalistes : Tokyo, Chicago, Madrid, Rio de Janeiro), et enfin à ceux de 2020. Pour cette raison a été construit le stade olympique Atatürk, le plus grand stade polyvalent de Turquie, achevé en 2002.
Les Stambouliotes ont une passion pour le sport, en particulier pour le football. Istanbul abrite certains des plus anciens clubs sportifs de Turquie : Beşiktaş JK (1903), Galatasaray (1905), et Fenerbahçe (1907), les trois clubs omnisports les plus importants de la ville. Les autres clubs de football sont Başakşehir et Kasımpaşa. Istanbul a accueilli la finale de la Ligue des champions 2005 entre Milan AC et Liverpool au Stade olympique Atatürk. En 2009, la dernière finale de la coupe de l'UEFA s'est jouée dans le stade du Fenerbahce, Şükrü Saraçoğlu. En basket-ball, cinq équipes jouent en Première Division, dont l'Efes Pilsen İstanbul, Fenerbahçe, Beşiktaş et Galatasaray, les principales équipes de la ville. Eczacıbaşı Spor Kulübü et Fenerbahçe dominent le volley-ball stambouliote. En handibasket, le championnat national et même les compétitions européennes sont dominés par les équipes de Galatasaray et Beşiktaş.
De 2005 à 2012, la ville a accueilli le Grand Prix de Turquie de Formule 1 sur le circuit d'Istanbul Park,.
Le marathon d'Istanbul a lieu tous les ans dans la ville depuis 1979.
Enfin la ville abrite l'hippodrome de Veliefendi, le plus ancien et le plus grand du pays, construit en 1913, ou se court chaque année depuis 1927 la course Gazi, la plus importante course de chevaux du pays. Istanbul est aussi une ville équestre. Istanbul compte plus de 24 000 licenciés et 238 centres équestres, dont le Centre équestre Besiktas.
Le Club hippique d'Istanbul, situé dans un parc boisé de 4 hectares en plein centre du quartier de Galatasaray, offre à ses cavaliers la possibilité de pratiquer l’équitation à tous niveaux, depuis l’initiation jusqu’à la compétition de haut niveau. C’est aussi un centre de formation pour les futurs moniteurs.

### Échecs
Le jeu d'échecs est très populaire en Turquie. La Fédération turque des échecs est très active et organise régulièrement des tournois et championnats internationaux dans différentes villes, notamment  à Istanbul, où se sont déroulés les: Olympiade d'échecs de 2000, le Championnat d'Europe d'échecs individuel en 2003, de nouveau l'Olympiade d'échecs en 2012.

## Galerie sportive

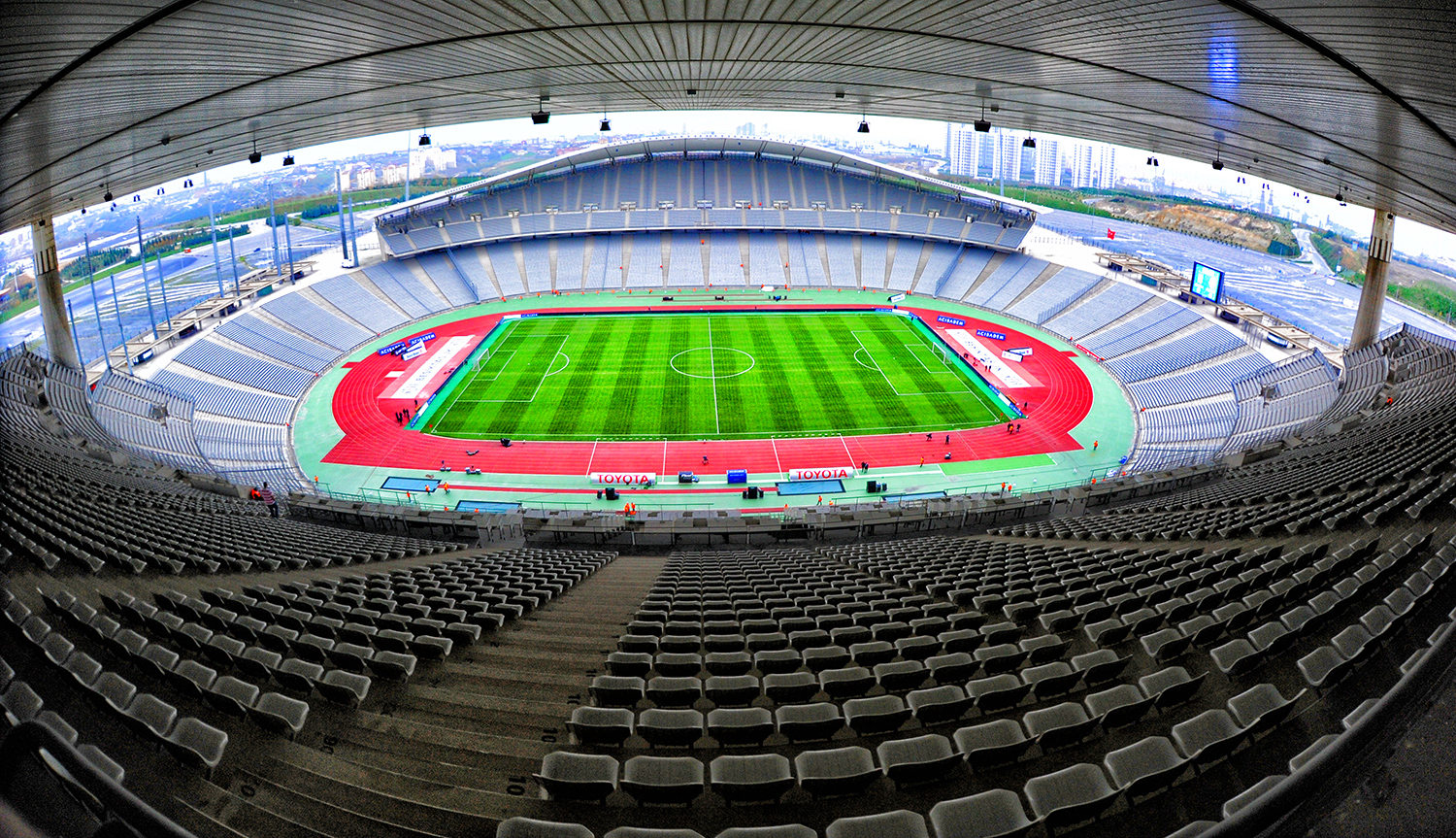
Stade olympique Atatürk.
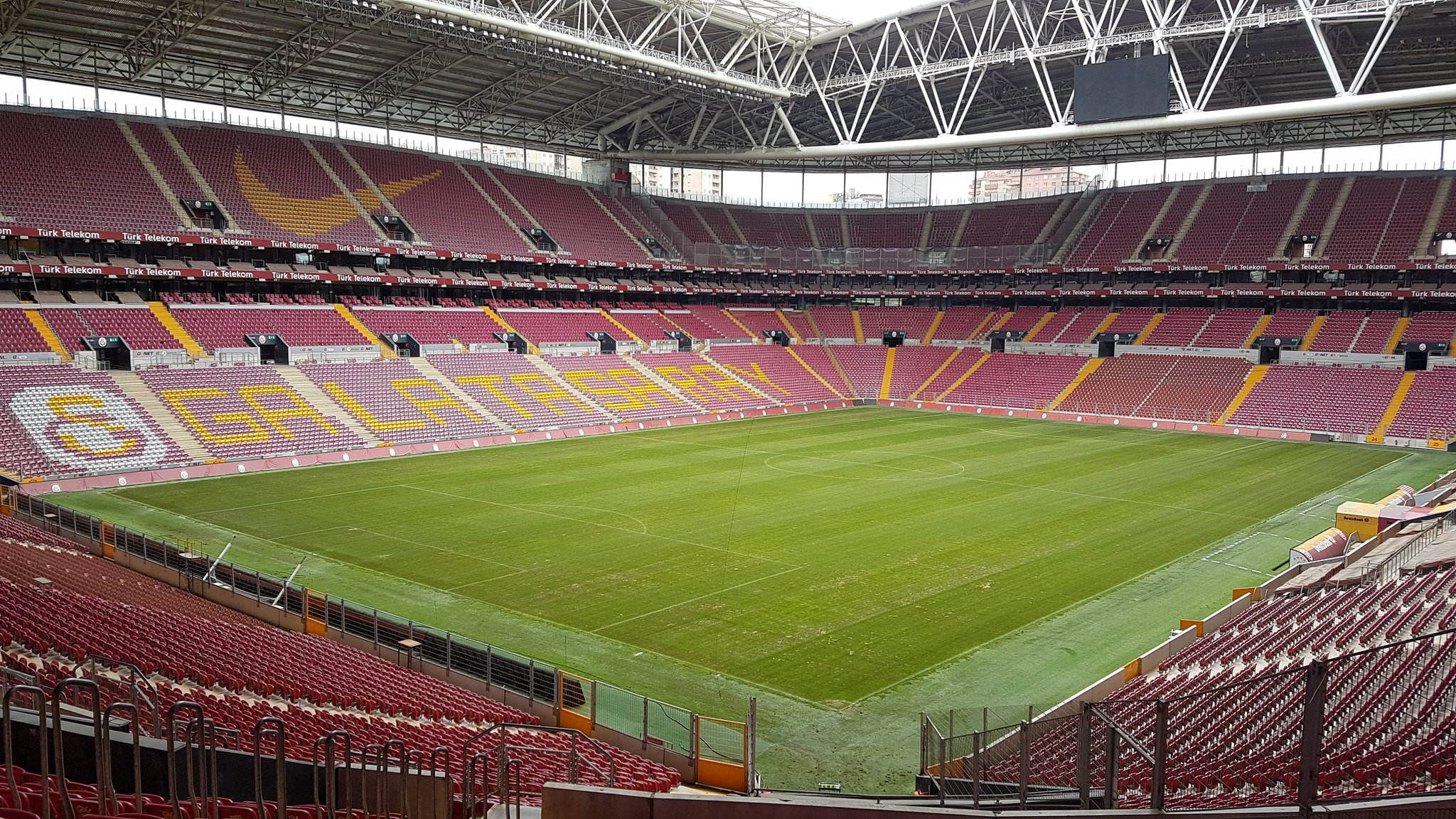
Türk Telekom Arena.
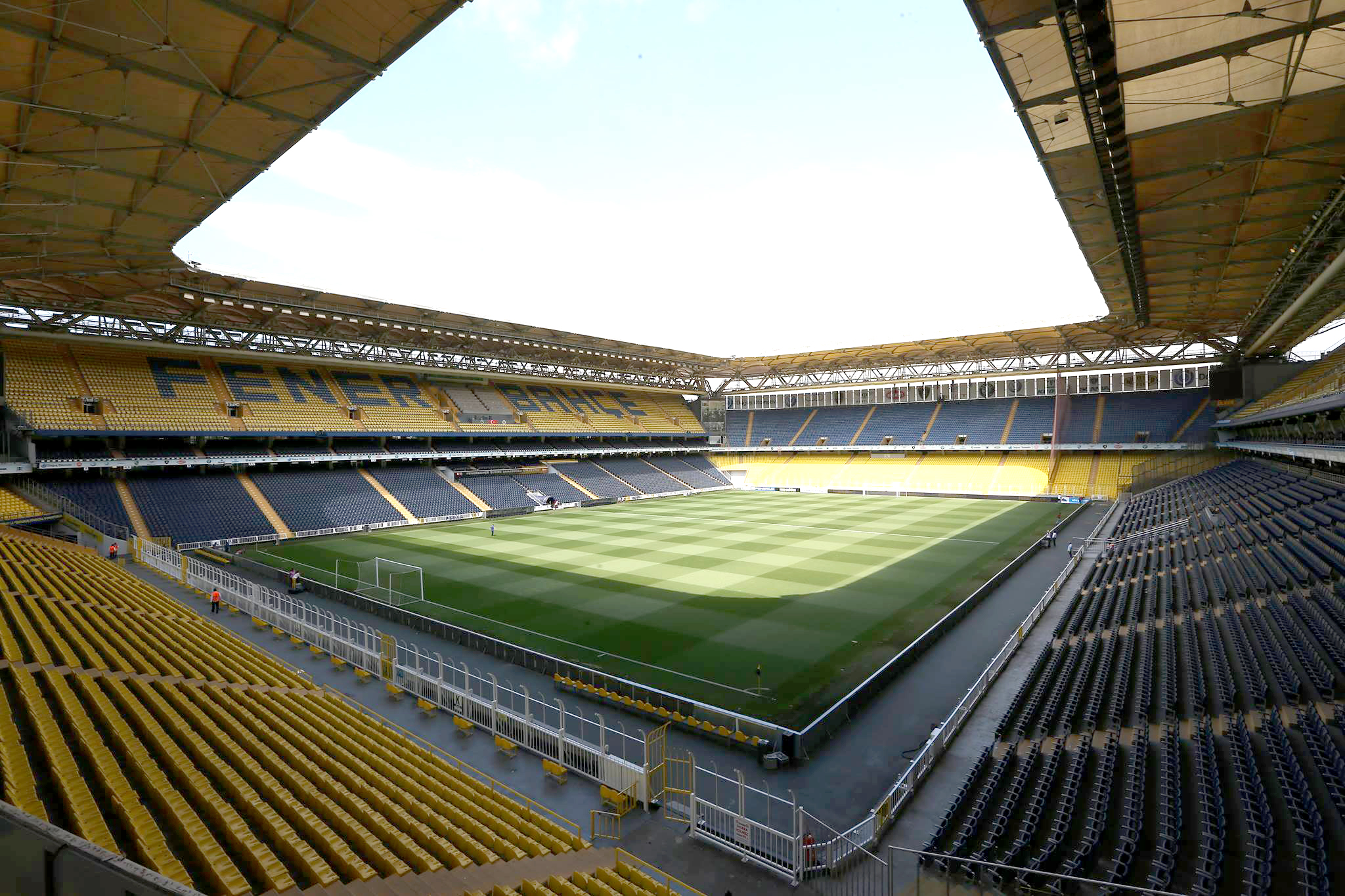
Stade Şükrü Saracoğlu.
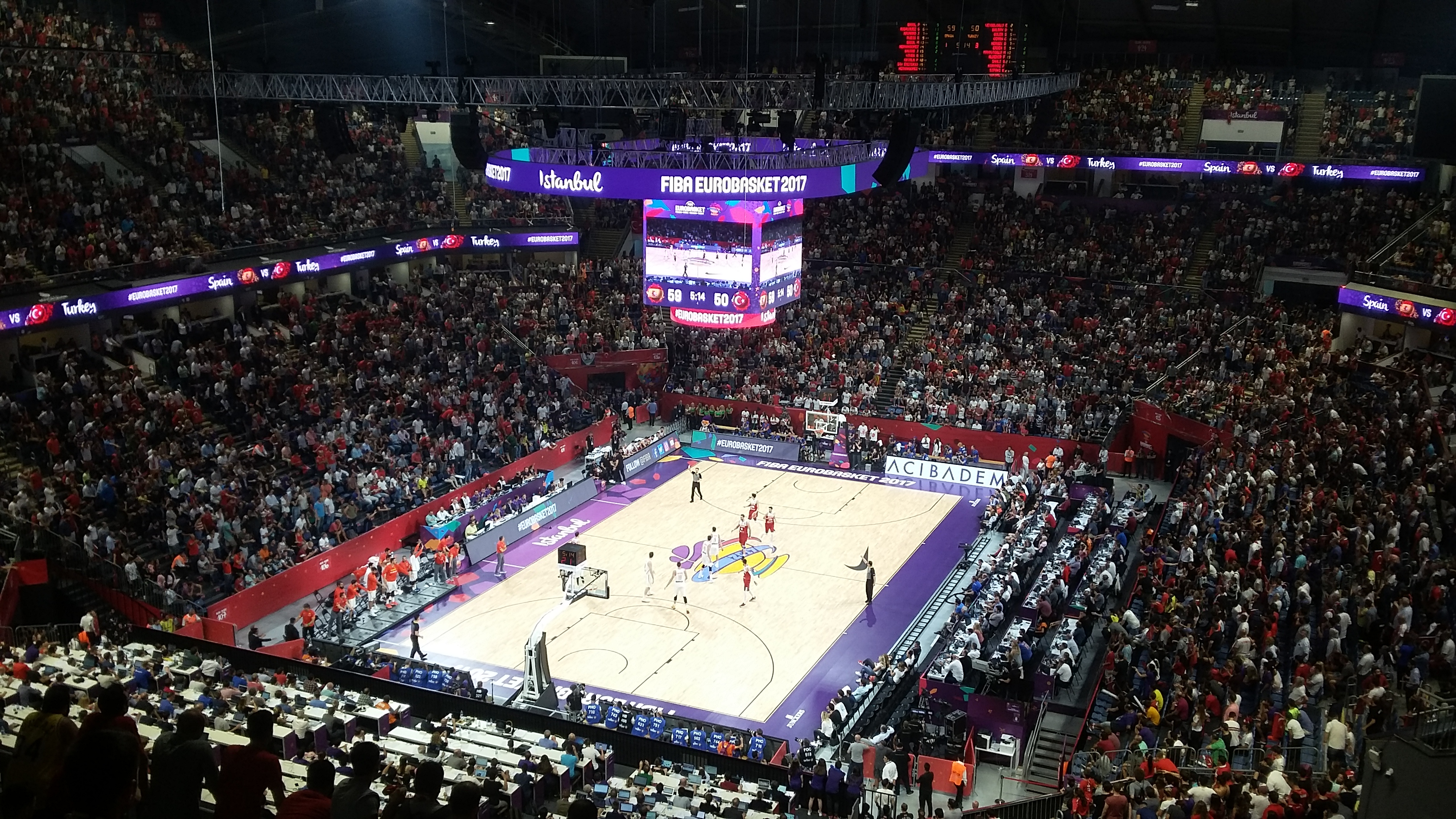
Sinan Erdem Dome.
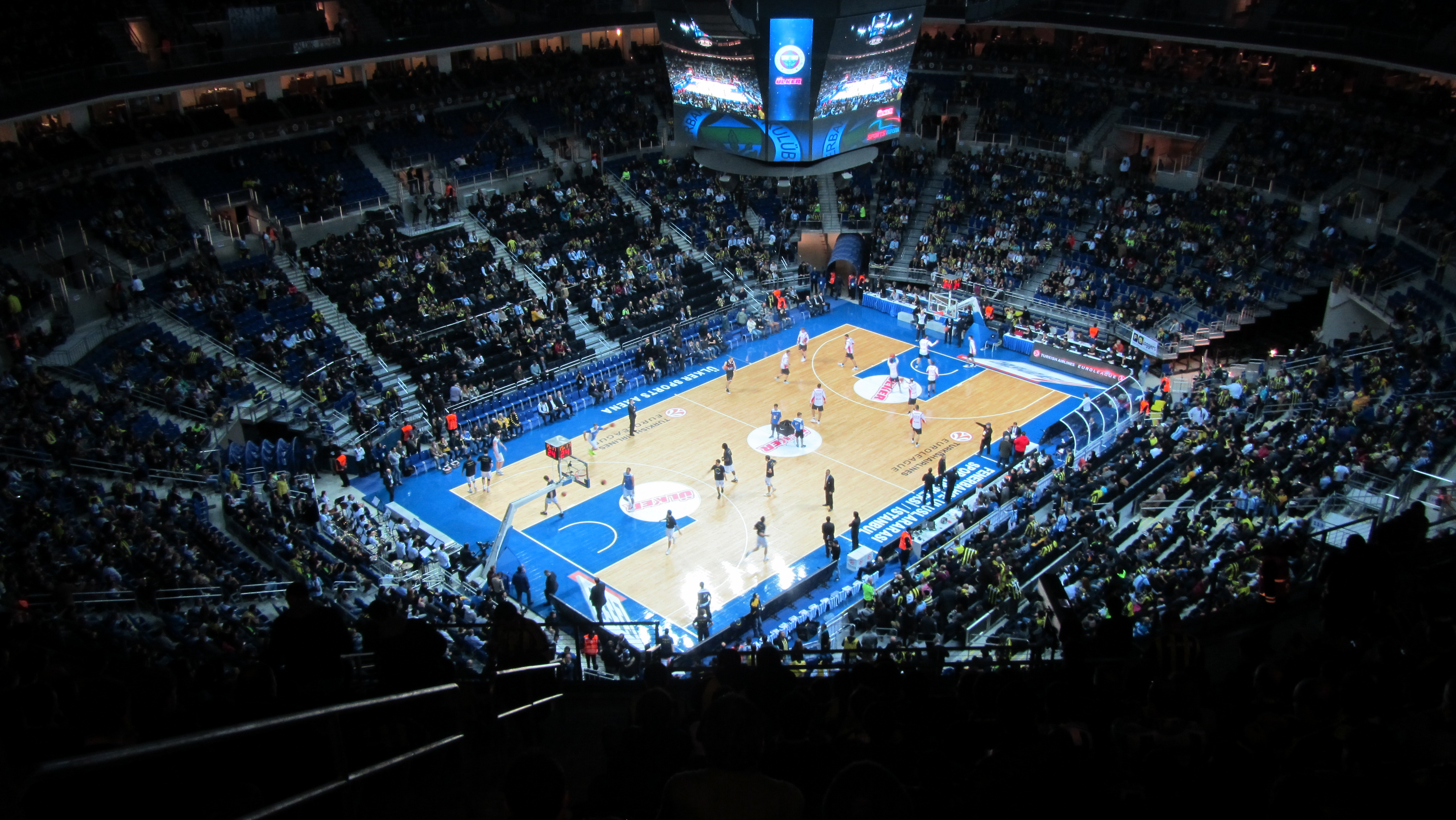
Ülker Sports Arena.

## Médias
La plupart des stations de radio et de télévision publiques sont basées à Ankara, mais Istanbul est la principale plaque tournante des médias turcs. L'industrie a ses racines dans l'ancienne capitale ottomane, où le premier journal turc, Takvim-i Vekayi (calendrier des affaires), a été publié en 1831. La plupart des journaux nationaux sont basés à Istanbul, avec des éditions simultanées Ankara et Izmir. Hürriyet, Sabah, Posta et Sözcü, les quatre principaux journaux du pays, ont tous leur siège à Istanbul, avec plus de 275 000 ventes hebdomadaires chacun. Plusieurs petits journaux, y compris des publications populaires comme Cumhuriyet, Milliyet et Habertürk sont également basés dans la ville. Istanbul possède une presse judéo-espagnol (parfois appelé aussi ladino) de longue date, notamment l'hebdomadaire bilingue Şalom en judéo-espagnol et en turc. Il y avait 25 journaux judéo-espagnols à Istanbul pour la période 1860-1930. Şalom est le dernier journal juif en Turquie et le seul journal au monde publié en judéo-espagnol. Istanbul a également des journaux de langue arménienne de longue date, notamment les quotidiens Nor Marmara, Jamanak et l'hebdomadaire bilingue Agos en arménien et en turc. De plus, le siège de l'Association des journalistes turcs est situé dans le district de Fatih.

## Jumelages ou partenariats
La municipalité d'Istanbul est jumelée ou en partenariat avec cinquante-et-une villes :
| Ville | Ville              | Pays | Pays                | Période                 |
| ----- | ------------------ | ---- | ------------------- | ----------------------- |
|       | Aktaou             |      | Kazakhstan          |                         |
|       | Almaty             |      | Kazakhstan          | depuis 1998             |
|       | Amman              |      | Jordanie            | depuis 1997             |
|       | Bangkok            |      | Thaïlande           | depuis 2009             |
|       | Barcelone          |      | Espagne             | depuis 1997             |
|       | Benghazi           |      | Libye               | depuis 2013             |
|       | Berlin             |      | Allemagne           | depuis 1989             |
|       | Beyrouth           |      | Liban               | depuis 2010             |
|       | Canton             |      | Chine               | depuis 2012             |
|       | Cologne            |      | Allemagne           | depuis 1997             |
|       | Constanța          |      | Roumanie            | depuis 2001             |
|       | Damas              |      | Syrie               | depuis 2006             |
|       | Djeddah            |      | Arabie saoudite     | depuis 1984             |
|       | Dubaï              |      | Émirats arabes unis | depuis 1997             |
|       | Durrës             |      | Albanie             | depuis 1998             |
|       | Gizeh              |      | Égypte              | depuis 2012             |
|       | Houston            |      | États-Unis          | depuis 1988             |
|       | Jakarta            |      | Indonésie           | depuis 2007             |
|       | Johor Bahru        |      | Malaisie            | depuis 1983             |
|       | Karachi            |      | Pakistan            |                         |
|       | Kazan              |      | Russie              | depuis 2002             |
|       | Khartoum           |      | Soudan              | depuis 2001             |
|       | Lahore             |      | Pakistan            | depuis 1975             |
|       | Le Caire           |      | Égypte              | depuis 1988             |
|       | Mary               |      | Turkménistan        | depuis 1994             |
|       | Mexico             |      | Mexique             | depuis 2010             |
|       | N'Djaména          |      | Tchad               | depuis 2014             |
|       | Nicosie            |      | Chypre              | depuis 2020             |
|       | Och                |      | Kirghizistan        | depuis 1998             |
|       | Odessa             |      | Ukraine             | depuis 1997             |
|       | Plovdiv            |      | Bulgarie            | depuis 2001             |
|       | Pusan              |      | Corée du Sud        | depuis 2008             |
|       | Rabat              |      | Maroc               | depuis 1991             |
|       | Rio de Janeiro     |      | Brésil              | depuis 1965             |
|       | Saint-Pétersbourg, |      | Russie              | depuis 1990             |
|       | Sarajevo           |      | Bosnie-Herzégovine  | depuis 1997             |
|       | Shanghai           |      | Chine               | depuis 1997             |
|       | Shimonoseki        |      | Japon               | depuis 1972             |
|       | Skopje,            |      | Macédoine du Nord   | depuis le 3 avril 2003  |
|       | Tabriz             |      | Iran                | depuis 2010             |
|       | Tbilissi,          |      | Géorgie             | depuis le 18 avril 2016 |
|       | Tunis              |      | Tunisie             | depuis 2010             |
|       | Varsovie           |      | Pologne             |                         |
|       | Venise             |      | Italie              | depuis 2007             |